# قائمة الإجراءات التنفيذية لدونالد ترامب

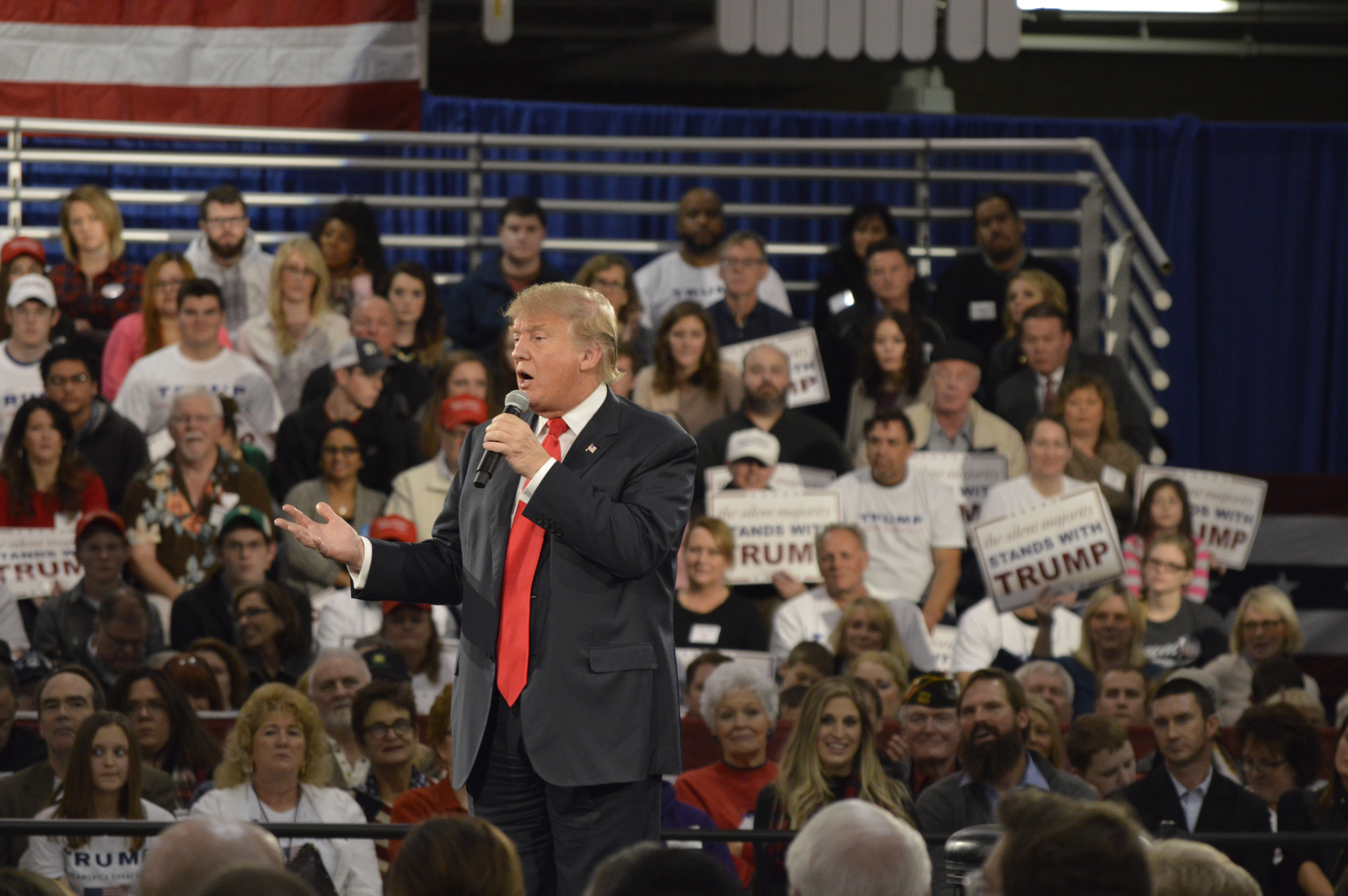
دونالد ترمب

رئيس الولايات المتحدة يصدر قائمة الأوامر التنفيذية لمساعدة ضباط ووكالات السلطة التنفيذية لإدارة العمليات داخل الحكومة الاتحادية نفسها. المذكرات الرئاسية هي مثل الأوامر التنفيذية لها قوة القانون في السلطة التنفيذية، ولكنها تعتبر أقل قوة وتأثير. والمذكرات الرئاسية ليست لها عملية راسخة لإصدارها أو نشرها؛ على عكس الأوامر التنفيذية، فإنها لا يتم ترقيمها.القرار الرئاسي هو قرار يؤدي إلى سياسة أو موقف رسمي للسلطة التنفيذية لحكومة الولايات المتحدة. وقد تتضمن القرارات الرئاسية أي عدد من الإجراءات، بما في ذلك وضع أو تغيير السياسة، أو أي عدد من الأوامر الأخرى للسلطة التنفيذية.الإعلان الرئاسي هو بيان صادر عن رئيس بشأن مسألة السياسة العامة. وتعرف عموما بأنها «الفعل الذي يتسبب في نشر بعض مسائل الدولة أو جعلها معروفة بشكل عام، وهي وثيقة مكتوبة أو مطبوعة تحتوي على مثل هذه المسائل، تصدر عن السلطة المختصة، مثل إعلان الرئيس، وإعلان المحافظ، وإعلان العمدة.», وهناك أيضاً الإخطار الرئاسي.
يتم تجميع الأوامر التنفيذية، والمذكرات الرئاسية، والقرارات الرئاسية، والإعلانات الرئاسية، والإخطارات الرئاسية، وأوامر الفصل الرئاسي من قبل السجل الاتحادي (ضمن الأرشيف الوطني وإدارة السجلات) ويتم نشره عن طريق مكتب نشر حكومة الولايات المتحدة. المصدر الحر لهذه الوثائق هو (السجل الفيدرالي)، الذي يحتوي على قواعد الوكالات الحكومية والقواعد المقترحة والإشعارات العامة.
ويرد فيما يلي الأوامر التنفيذية بدءا من الأمر رقم 13765، والمذكرات الرئاسية، والقرارات الرئاسية، والإعلانات الرئاسية، والإشعارات الرئاسية، وأوامر الفصل الرئاسي التي وقعها رئيس الولايات المتحدة دونالد ترمب.

## الأوامر التنفيذية
| الرقم | الرقم التنفيذي | العنوان/الوصف                                                                                               | تاريخ التوقيع   | تاريخ النشر     | تاريخ التفعيل                  | استشهاد اللائحة الإتحادية | رقم المستند في اللائحة الإتحادية | المراجع                                                                 |
| ----- | -------------- | --- | --------------- | --------------- | ------------------------------ | ------------------------- | -------------------------------- | ----------------------------------------------------------------------- |
| 1     | 13765          | الأمر التنفيذي 13765 - التقليل إلى أدنى حد من العبء الإقتصادي لقانون حماية المرضى                           | 20 يناير، 2017  | 24 يناير، 2017  | 20 يناير، 2017                 | 82 FR 8351                | 2017-01799                       | [ 7 ] [ 8 ] [ 9 ]                                                       |
| 2     | 13766          | الأمر التنفيذي 13766 - التعجيل بالمراجعات والموافقات البيئية لمشاريع البنية التحتية                         | 24 يناير، 2017  | 30 يناير، 2017  | 24 يناير، 2017                 | 82 FR 8657                | 2017-02029                       | [ 10 ] [ 11 ] [ 12 ]                                                    |
| 3     | 13767          | الأمر التنفيذي 13767: حماية الحدود وتطبيق الهجرة                                                            | 25 يناير، 2017  | 30 يناير، 2017  | 25 يناير، 2017                 | 82 FR 8793                | 2017-02095                       | [ 13 ] [ 14 ] [ 15 ] [ 16 ]                                             |
| 4     | 137683         | الأمر التنفيذي 13768: تعزيز السلامة والأمن العام في داخل الولايات المتحدة3                                  | 25 يناير، 2017  | 30 يناير، 2017  | 25 يناير، 20173                | 82 FR 8799                | 2017-02102                       | [ 17 ] [ 18 ] [ 19 ]                                                    |
| 5     | 137694         | الأمر التنفيذي 13769: حماية الأمة من دخول الإرهابيين الأجانب إلى الولايات المتحدة                           | 27 يناير، 2017  | 1 فبراير، 2017  | 27 يناير، 2017 – مارس 15, 2017 | 82 FR 8977                | 2017-02281                       | [ 20 ] [ 21 ]                                                           |
| 6     | 13770          | الأمر التنفيذي 13770: التزام الأخلاقيات المقدمة من قبل الفرع التنفيذي المعين                                | 28 يناير، 2017  | 3 فبراير، 2017  | 28 يناير، 2017                 | 82 FR 9333                | 2017-02450                       | [ 22 ] [ 23 ] [ 24 ]                                                    |
| 7     | 13771          | الأمر التنفيذي 13771 - الحد من التحكم في التكاليف التنظيمية                                                 | 30 يناير، 2017  | 3 فبراير، 2017  | 30 يناير، 2017                 | 82 FR 9339                | 2017-02451                       | [ 25 ] [ 26 ] [ 27 ] [ 28 ]                                             |
| 8     | 13772          | الأمر التنفيذي 13772: المبادئ الأساسية لتنظيم النظام المالي في الولايات المتحدة                             | 3 فبراير، 2017  | 8 فبراير، 2017  | 3 فبراير، 2017                 | 82 FR 9965                | 2017-02762                       | [ 29 ] [ 30 ] [ 31 ] [ 32 ] [ 33 ]                                      |
| 9     | 13773          | تنفيذ القانون الاتحادي فيما يتعلق بالمنظمات الإجرامية ومنع الاتجار الدولي                                   | 9 فبراير، 2017  | 14 فبراير، 2017 | 9 فبراير، 2017                 | 82 FR 10691               | 2017-03113                       | [ 34 ] [ 35 ] [ 36 ]                                                    |
| 10    | 13774          | منع العنف ضد الظباط والاتحاديين والمحليين ومسئولي تنفيذ القوانين                                            | 9 فبراير، 2017  | 14 فبراير، 2017 | 9 فبراير، 2017                 | 82 FR 10695               | 2017-03115                       | [ 36 ] [ 37 ] [ 38 ] [ 39 ]                                             |
| 11    | 13775          | الأمر التنفيذي 13775: إصدار أمر بالخلافة داخل وزارة العدل                                                   | 9 فبراير، 2017  | 14 فبراير، 2017 | 9 فبراير، 2017                 | 82 FR 10697               | 2017-03116                       | [ 40 ] [ 41 ] [ 42 ] [ 43 ]                                             |
| 12    | 13776          | إنشاء فرقة العمل المعنية بالحد من الجريمة والسلامة العامة                                                   | 9 فبراير، 2017  | 14 فبراير، 2017 | 9 فبراير، 2017                 | 82 FR 10699               | 2017-03118                       | [ 36 ] [ 44 ] [ 45 ] [ 46 ]                                             |
| 13    | 13777          | تنفيذ جدول أعمال الإصلاح التنظيمي                                                                           | 24 فبراير، 2017 | 1 مارس، 2017    | 24 فبراير، 2017                | 82 FR 12285               | 2017-04107                       | [ 47 ] [ 48 ] [ 49 ] [ 50 ]                                             |
| 14    | 13778          | استعادة سيادة القانون، والسلطة الفدرالية، والنمو الاقتصادي من خلال مراجعة قاعدة مياه الولايات المتحدة       | 28 فبراير، 2017 | 3 مارس، 2017    | 28 فبراير، 2017                | 82 FR 12497               | 2017-04353                       | [ 51 ] [ 52 ] [ 53 ] [ 54 ]                                             |
| 15    | 13779          | مبادرة البيت الأبيض لتعزيز التميز والابتكار في جامعات وكليات السود التاريخية                                | 28 فبراير، 2017 | 3 مارس، 2017    | 28 فبراير، 2017                | 82 FR 12499               | 2017-04357                       | [ 55 ] [ 56 ] [ 57 ] [ 58 ]                                             |
| 16    | 137805         | الأمر التنفيذي 13780: حماية الأمة من دخول الإرهابيين الأجانب إلى الولايات المتحدة                           | 6 مارس، 20176   | 9مارس،2017      | 16 مارس، 20177                 | 82 FR 13209               | 2017-04837                       | [ 59 ] [ 60 ] [ 61 ]                                                    |
| 17    | 13781          | خطة شاملة لإعادة تنظيم الفرع التنفيذي                                                                       | 13 مارس، 2017   | 16 مارس، 2017   | 13 مارس، 2017                  | 82 FR 13959               | 2017-05399                       | [ 62 ] [ 63 ] [ 64 ] [ 65 ] [ 66 ]                                      |
| 18    | 13782          | إلغاء الأوامر التنفيذية الاتحادية8                                                                          | 27 مارس، 2017   | 30 مارس، 2017   | 27 مارس، 2017                  | 82 FR 15607               | 2017-06382                       | [ 67 ] [ 68 ] [ 69 ] [ 70 ]                                             |
| 19    | 13783          | تعزيز استقلالية الطاقة والنمو الاقتصادي                                                                     | 28 مارس، 2017   | 31 مارس، 2017   | 28 مارس، 2017                  | 82 FR 16093               | 2017-06576                       | [ 71 ] [ 72 ] [ 73 ]                                                    |
| 20    | 13784          | تأسيس لجنة رئاسية لمكافحة إدمان المخدرات والأدوية الأفيونية                                                 | 29 مارس، 2017   | 3 أبريل، 2017   | 29 مارس، 2017                  | 82 FR 16283               | 2017-06716                       | [ 74 ] [ 75 ] [ 76 ] [ 77 ] [ 78 ]                                      |
| 21    | 13785          | إنشاء مجموعة لتنفيذ اجراءات مكافحة إغراق السوق بالبضائع والرسوم التعويضية وانتهاكات قوانين التجارة والجمارك | 31 مارس، 2017   | 5 أبريل، 2017   | 31 مارس، 2017                  | 82 FR 16719               | 2017-06967                       | [ 79 ] [ 80 ] [ 81 ] [ 82 ]                                             |
| 22    | 13786          | تقرير جامع عن العجز التجاري الكبير                                                                          | 31 مارس، 2017   | 5 أبريل، 2017   | 31 مارس، 2017                  | 82 FR 16721               | 2017-06968                       | [ 83 ] [ 84 ] [ 85 ] [ 86 ]                                             |
| 23    | 137879         | تقديم أمر الخلافة داخل وزارة العدل الأمريكية                                                                | 31 مارس، 2017   | 5 أبريل، 2017   | 31 مارس، 2017                  | 82 FR 16723               | 2017-06971                       | [ 87 ] [ 88 ]                                                           |
| 24    | 13788          | حملة لشراء المنتجات الأمريكية وتوظيف الأمريكيين                                                             | 18 أبريل، 2017  | 21 أبريل، 2017  | 18 أبريل، 2017                 | 82 FR 18837               | 2017-08311                       | [ 89 ] [ 90 ] [ 91 ] [ 92 ] [ 93 ] [ 94 ]                               |
| 25    | 13789          | تحديد وتخفيض الأعباء التنظيمية الضريبية                                                                     | 21 أبريل، 2017  | 26 أبريل، 2017  | 21 أبريل، 2017                 | 82 FR 19317               | 2017-08586                       | [ 95 ] [ 96 ] [ 97 ] [ 98 ]                                             |
| 26    | 1379010        | تعزيز الزراعة والازدهار الريفي في أمريكا                                                                    | 25 أبريل، 2017  | 28 أبريل، 2017  | 25 أبريل، 2017                 | 82 FR 20237               | 2017-08818                       | [ 99 ] [ 100 ] [ 101 ] [ 102 ]                                          |
| 27    | 13791          | تنفيذ الحظر القانوني على الرقابة الاتحادية للتعليم                                                          | 26 أبريل، 2017  | 1 مايو، 2017    | 26 أبريل، 2017                 | 82 FR 20427               | 2017-08905                       | [ 103 ] [ 104 ] [ 105 ] [ 106 ]                                         |
| 28    | 13792          | الأمر التنفيذي 13792 - مراجعة التعيينات بموجب قانون الآثار                                                  | 26 أبريل، 2017  | 1 مايو، 2017    | 26 أبريل، 2017                 | 82 FR 20429               | 2017-08908                       | [ 107 ] [ 108 ] [ 109 ] [ 110 ] [ 111 ] [ 112 ]                         |
| 29    | 13793          | تحسين والإهتمام بإدارة الولايات المتحدة لشؤون المحاربين القدامى                                             | 27 أبريل، 2017  | 2 مايو، 2017    | 27 أبريل، 2017                 | 82 FR 20539               | 2017-08990                       | [ 113 ] [ 114 ] [ 115 ] [ 116 ] [ 117 ] [ 118 ]                         |
| 30    | 13794          | إنشاء مجلس التكنولوجيا الأمريكية                                                                            | 28 أبريل، 2017  | 3 مايو، 2017    | 29 أبريل، 2017                 | 82 FR 20811               | 2017-09087                       | [ 119 ] [ 120 ] [ 121 ] [ 122 ] [ 123 ]                                 |
| 31    | 13795          | تنفيذ استراتيجية الطاقة البحرية الأمريكية الأولى                                                            | 28 أبريل، 2017  | 3 مايو، 2017    | 28 أبريل، 2017                 | 82 FR 20815               | 2017-09083                       | [ 124 ] [ 125 ] [ 126 ]                                                 |
| 32    | 13796          | معالجة انتهاكات الاتفاقية التجارية                                                                          | 29 أبريل، 2017  | 4 مايو، 2017    | 29 أبريل، 2017                 | 82 FR 20819               | 2017-09156                       | [ 127 ] [ 128 ] [ 129 ] [ 130 ] [ 131 ] [ 132 ] [ 133 ]                 |
| 33    | 13797          | إنشاء مكتب التجارة وسياسة التصنيع                                                                           | 29 أبريل، 2017  | 4 مايو، 2017    | 29 أبريل، 2017                 | 82 FR 20821               | 2017-09161                       | [ 127 ] [ 134 ] [ 135 ]                                                 |
| 34    | 13798          | تعزيز حرية التعبير والحرية الدينية                                                                          | 4 مايو، 2017    | 9 مايو، 2017    | 4 مايو، 2017                   | 82 FR 21675               | 2017-09574                       | [ 136 ] [ 137 ] [ 138 ] [ 139 ] [ 140 ] [ 141 ] [ 142 ] [ 143 ] [ 144 ] |
| 35    | 13799          | إنشاء اللجنة الاستشارية الرئاسية المعنية بنزاهة الانتخابات                                                  | 11 مايو، 2017   | 16 مايو، 2017   | 11 مايو، 2017                  | 82 FR 22389               | 2017-10003                       | [ 145 ] [ 146 ] [ 147 ] [ 148 ] [ 149 ]                                 |
| 36    | 13800          | تعزيز الأمن السيبراني للشبكات الاتحادية والبنية الأساسية                                                    | 11 مايو، 2017   | 16 مايو، 2017   | 11 مايو، 2017                  | 82 FR 22391               | 2017-10004                       | [ 150 ] [ 151 ] [ 152 ] [ 153 ] [ 154 ] [ 155 ]                         |
| 37    | 13801          | توسيع التلمذة الصناعية في أمريكا                                                                            | 15 يونيو، 2017  | 20 يونيو، 2017  | 15 يونيو، 2017                 | 82 FR 28229               | 2017-13012                       | [ 156 ] [ 157 ] [ 158 ] [ 159 ] [ 160 ] [ 161 ] [ 162 ]                 |
| 38    | 13802          | الأمر التنفيذي 13597: تعديل الأمر التنفيذي 13597                                                            | 21 يونيو، 2017  | 26 يونيو، 2017  | 21 يونيو، 2017                 | 82 FR 28747               | 2017-13458                       | [ 163 ] [ 164 ] [ 165 ]                                                 |
| 39    | 13803          | إحياء المجلس الوطني للفضاء                                                                                  | 30 يونيو، 2017  | 7 يوليو، 2017   | 30 يونيو، 2017                 | 82 FR 31429               | 2017-14378                       | [ 166 ] [ 167 ] [ 168 ] [ 169 ]                                         |
| 40    | 13804          | الأمر التنفيذي رقم 13761 - تعديل الأمر التنفيذي رقم 1376111                                                 | 11 يوليو، 2017  | 14 يوليو، 2017  | 11 يوليو، 2017                 | 82 FR 32611               | 2017-14992                       | [ 170 ] [ 171 ] [ 172 ] [ 173 ] [ 174 ]                                 |
| 41    | 13805          | الأمر التنفيذي 13805: المجلس الاستشاري الرئاسي للبنية التحتية                                               | 19 يوليو، 2017  | 25 يوليو، 2017  | 19 يوليو، 2017                 | 82 FR 34383               | 2017-15680                       | [ 175 ] [ 176 ] [ 177 ] [ 178 ]                                         |
| 42    | 13806          | الأمر التنفيذي 13806: تقييم وتعزيز التصنيع والقاعدة الدفاعية الصناعية                                       | 21 يوليو، 2017  | 26 يوليو، 2017  | 21 يوليو، 2017                 | 82 FR 34597               | 2017-15860                       | [ 179 ] [ 180 ] [ 181 ] [ 182 ] [ 183 ]                                 |
| 43    | 13807          | التصريح لمشاريع البنية التحتية                                                                              | 15 أغسطس، 2017  | 24 أغسطس، 2017  | 15 أغسطس، 2017                 | 82 FR 40463               | 2017-18134                       | [ 184 ] [ 185 ] [ 186 ] [ 187 ] [ 188 ]                                 |
| 44    | 13808          | فرض العقوبات فيما يتعلق بالمخالفات في فنزويلا، والقضاء على انتهاكات حقوق الإنسان المزعومة في فنزويلا        | 25 أغسطس، 2017  | 29 أغسطس، 2017  | 25 أغسطس، 2017                 | 82 FR 41155               | 2017-18468                       | [ 189 ] [ 190 ] [ 191 ] [ 192 ] [ 193 ]                                 |
| 45    | 13809          | استعادة القوانين الدولية، والمحلية للوصول إلى معدات إنقاذ الحياة                                            | 28 أغسطس، 2017  | 31 أغسطس، 2017  | 28 أغسطس، 2017                 | 82 FR 41499               | 2017-18679                       | [ 194 ] [ 195 ] [ 196 ] [ 197 ] [ 198 ] [ 199 ]                         |

## المذكرات الرئاسية
| الرقم | العنوان/الوصف | تاريخ التوقيع    | تاريخ النشر      | استشهاد اللائحة الإتحادية | رقم المستند في اللائحة الإتحادية | المراجع                                 |
| ----- | --- | ---------------- | ---------------- | ------------------------- | -------------------------------- | --------------------------------------- |
| 1     | تجميد التوظيف | 23 يناير، 2017   | 25 يناير، 2017   | 82 FR 8493                | 2017-01842                       | [ 200 ] [ 201 ] [ 202 ]                 |
| 2     | منع المنظمات غير الحكومية الدولية التي تؤدي أو تشجع عمليات الإجهاض من الحصول على تمويل من الحكومة الأمريكية (سياسة مكسيكو سيتي) | 23 يناير، 2017   | 25 يناير، 2017   | 82 FR 8495                | 2017-01843                       | [ 203 ] [ 204 ] [ 205 ]                 |
| 3     | انسحاب الولايات المتحدة من مفاوضات واتفاقيات عبر المحيط الهادئ 14                                                               | 23 يناير، 2017   | 25 يناير، 2017   | 82 FR 8497                | 2017-01845                       | [ 206 ] [ 207 ] [ 208 ]                 |
| 4     | بناء خطوط الأنابيب الأمريكية | 24 يناير، 2017   | 30 يناير، 2017   | 82 FR 8659                | 2017-02031                       | [ 209 ] [ 210 ] [ 211 ]                 |
| 5     | بناء خط أنابيب داكوتا12 | 24 يناير، 2017   | 30 يناير، 201712 | 82 FR 866112              | 2017-0203212                     | [ 212 ] [ 213 ] [ 214 ] [ 215 ]         |
| 6     | بناء خط أنابيب كيستون | 24 يناير، 2017   | 30 يناير، 2017   | 82 FR 8663                | 2017-02035                       | [ 212 ] [ 213 ] [ 216 ] [ 217 ]         |
| 7     | الحد من الأعباء التنظيمية للصناعات التحويلية المحلية                                                                            | 24 يناير، 2017   | 30 يناير، 2017   | 82 FR 8667                | 2017-02044                       | [ 218 ] [ 219 ] [ 220 ] [ 221 ]         |
| 8     | إعادة بناء القوات المسلحة للولايات المتحدة                                                                                      | 27 يناير، 2017   | 1 فبراير، 2017   | 82 FR 8983                | 2017-02282                       | [ 222 ] [ 223 ] [ 224 ] [ 225 ] [ 226 ] |
| 9     | خطة لهزيمة تنظيم الدولة الإسلامية (داعش)                                                                                        | 28 يناير، 2017   | 2 فبراير، 2017   | 82 FR 9125                | 2017-02386                       | [ 227 ] [ 228 ] [ 229 ] [ 230 ]         |
| 1015  | التنسيق بين مجلس الأمن القومي الأمريكي ومجلس الأمن الداخلي للولايات المتحدة                                                     | 28 يناير، 201715 | 2 فبراير، 2017   | 82 FR 9119                | 2017-02381                       | [ 231 ] [ 232 ] [ 233 ] [ 234 ]         |
| 11    | قاعدة الالتزام الائتماني | 3 فبراير، 2017   | 7 فبراير، 2017   | 82 FR 9675                | 2017-02656                       | [ 235 ] [ 236 ] [ 237 ] [ 238 ]         |
| 12    | تنفيذ الفحص الفوري وفحص طلبات الحصول على التأشيرات                                                                              | 6 مارس، 2017     | 3 أبريل، 217     | 82 FR 16279               | 2017-06702                       | [ 239 ] [ 240 ] [ 241 ]                 |
| 13    | طلب الاعتمادات للسنة المالية 2017                                                                                               | 16 مارس، 2017    | —                | —                         | —                                | [ 242 ] [ 243 ] [ 244 ]                 |
| 14    | تفويض السلطة بموجب قانون تفويض الدفاع الوطني للسنة المالية 2017 إلى وزير خارجية الولايات المتحدة                                | 20 مارس، 2017    | 10 أبريل، 2017   | 82 FR 17375               | 2017-07331                       | [ 245 ] [ 246 ] [ 247 ]                 |
| 15    | مكتب البيت الأبيض للابتكار الأمريكي                                                                                             | 27 مارس، 2017    | —                | —                         | —                                | [ 248 ] [ 249 ]                         |
| 16    | ترسيخ المبادئ لإصلاح عملية الخدمة الانتقائية العسكرية                                                                           | 3 أبريل، 2017    | —                | —                         | —                                | [ 250 ] [ 251 ]                         |
| 17    | رسالة من الرئيس إلى رئيس مجلس النواب والرئيس المؤقت لمجلس الشيوخ حول الهجوم الصاروخي على مطار الشعيرات 2017                     | 8 أبريل، 2017    | —                | —                         | —                                | [ 62 ] [ 252 ] [ 253 ]                  |
| 18    | رسالة من الرئيس إلى رئيس مجلس الشيوخ بشأن انضمام الجبل الأسود إلى الناتو                                                        | 11 أبريل، 2017   | —                | —                         | —                                | [ 254 ] [ 255 ]                         |
| 19    | تفويض السلطة بموجب قانون ترخيص الدفاع الوطني للسنة المالية 2017 إلى مدير مكتب التحقيقات الاتحادي                                | 12 أبريل، 2017   | 14 أبريل، 2017   | 82 FR 18077               | 2017-07785                       | [ 256 ] [ 257 ]                         |
| 20    | استيراد الصلب وتهديدات للأمن القومي                                                                                             | 20 أبريل، 2017   | —                | —                         | —                                | [ 258 ] [ 259 ] [ 260 ] [ 261 ] [ 262 ] |
| 21    | قانون ماغنتسكي | 20 أبريل، 2017   | —                | —                         | —                                | [ 263 ] [ 264 ] [ 265 ]                 |
| 22    | تنظيم هيئة التصفية | 21 أبريل، 2017   | —                | —                         | —                                | [ 266 ] [ 267 ] [ 268 ]                 |
| 23    | مجلس الرقابة علي الاستقرار المالي                                                                                               | 21 أبريل، 2017   | —                | —                         | —                                | [ 269 ] [ 270 ] [ 271 ]                 |
| 24    | استيراد الألومنيوم والتهديدات للأمن القومي بموجب قانون توسع التجارة لعام 196213                                                 | 27 أبريل، 2017   | —                | —                         | —                                | [ 272 ] [ 273 ] [ 274 ] [ 275 ] [ 276 ] |
| 25    | تاريخ سريان الأمر التنفيذي 137807                                                                                               | 14 يونيو، 2017   | 19 يونيو، 2017   | 82 FR 27965               | 2017-12901                       | [ 277 ] [ 278 ] [ 279 ]                 |
| 26    | تعزيز سياسة الولايات المتحدة تجاه كوبا                                                                                          | 16 يونيو، 2017   | —                | —                         | —                                | [ 280 ] [ 281 ] [ 282 ] [ 283 ] [ 284 ] |
| 27    | تفويض السلطة بموجب قانون الاعتمادات الموحد لعام 2017 إلى وزير الدفاع                                                            | 21 يونيو، 2017   | 26 يونيو، 2017   | 82 FR 28981               | 2017-13491                       | [ 285 ] [ 286 ]                         |
| 28    | تفويض السلطة بموجب قانون الاعتمادات الموحد لعام 2017 إلى وزير الأمن الداخلي                                                     | 29 يونيو، 2017   | 5 يوليو، 2017    | 82 FR 31237               | 2017-14252                       | [ 287 ] [ 288 ]                         |
| 29    | تفويض السلطة بموجب قانون الاعتمادات الموحد لعام 2017 إلى وزير التجارة                                                           | 29 يونيو، 2017   | 5 يوليو، 2017    | 82 FR 31239               | 2017-14253                       | [ 289 ] [ 290 ]                         |
| 30    | التحقيق في انتهاكات حقوق الملكية الفكرية                                                                                        | 14 أغسطس، 2017   | —                | —                         | —                                | [ 291 ] [ 292 ] [ 293 ]                 |
| 31    | تحويل أمور القيادة السيبرانية إلى قيادات الجيش                                                                                  | 18 أغسطس، 2017   | 23 أغسطس، 2017   | 82 FR 39953               | 2017-17947                       | [ 294 ] [ 295 ] [ 296 ] [ 297 ] [ 298 ] |
| 32    | قوانين الخدمة العسكرية للمتحولين جنسيا                                                                                          | 25 أغسطس، 2017   | 30 أغسطس، 2017   | 82 FR 41319               | 2017-18544                       | [ 299 ] [ 300 ] [ 301 ] [ 302 ]         |

## القرارات الرئاسية
| الرقم | العنوان/الوصف | تاريخ التوقيع  | تاريخ النشر    | استشهاد اللائحة الإتحادية | رقم المستند في اللائحة الإتحادية | المراجع                                 |
| ----- | --- | -------------- | -------------- | ------------------------- | -------------------------------- | --------------------------------------- |
| 1     | التنسيق بين مجلس الأمن القومي الأمريكي ومجلس الأمن الوطني، ومجلس الأمن الداخلي، واللجان الفرعية15                                              | 4 أبريل، 2017  | 6 أبريل، 2017  | 82 FR 16881               | 2017-07064                       | [ 303 ] [ 304 ] [ 305 ] [ 306 ] [ 307 ] |
| 2     | عقوبات تستهدف المصرف المركزي الإيراني عملا بالقسم 1245 من قانون تفويض الدفاع الوطني للسنة المالية 2012                                         | 17 مايو، 2017  | 22 يونيو، 2017 | 82 FR 28391               | 2017-13199                       | [ 308 ] [ 309 ] [ 310 ]                 |
| 3     | التنازل عن قانون سفارة القدس، 2017 | 1 يونيو، 2017  | 21 يونيو، 2017 | 82 FR 28387               | 2017-13115                       | [ 311 ] [ 312 ] [ 313 ]                 |
| 4     | توفير التكنولوجيا الحيوية على نحو كاف في القاعدة الصناعية الفضائية في الوقت المناسب عملا بالقسم 4533 (a)(5) من قانون الإنتاج الدفاعي لعام 1950 | 13 يونيو، 2017 | 15 يونيو، 2017 | 82 FR 27607               | 2017-12621                       | [ 314 ] [ 315 ]                         |
| 5     | توفير التكنولوجيا الحاسمة على نحو ملائم في الوقت المناسب عملا بالقسم 4533(a)(5) من قانون الإنتاج الدفاعي لعام 1950                             | 13 يونيو، 2017 | 15 يونيو، 2017 | 82 FR 27609               | 2017-12622                       | [ 316 ] [ 317 ]                         |
| 6     | استمرار الحرب على المخدرات | 21 يوليو، 2017 | —              | —                         | —                                | [ 318 ] [ 319 ]                         |

## الإعلانات الرئاسية
| الرقم | رقم الإعلان | العنوان/الوصف                                                                                        | تاريخ التوقيع  | تاريخ النشر    | استشهاد اللائحة الإتحادية | رقم المستند في اللائحة الإتحادية | كود الولايات المتحدة | المراجع                                         |
| ----- | ----------- | --- | -------------- | -------------- | ------------------------- | -------------------------------- | -------------------- | ----------------------------------------------- |
| 1     | 9570        | يوم التفاني الوطني، 2017                                                                             | 20 يناير، 2017 | 24 يناير، 2017 | 82 FR 8349                | 2017-01798                       | —                    | [ 320 ] [ 321 ] [ 322 ] [ 323 ] [ 324 ] [ 325 ] |
| 2     | 9571        | أسبوع اختيار المدارس الوطنية، 2017                                                                   | 26 يناير، 2017 | 30 يناير، 2017 | 82 FR 8791                | 2017-02092                       | —                    | [ 326 ] [ 327 ]                                 |
| 3     | 9572        | شهر التاريخ الأسود                                                                                   | 1 فبراير، 2017 | 6 فبراير، 2017 | 82 FR 9487                | 2017-02559                       | —                    | [ 328 ] [ 329 ] [ 330 ]                         |
| 4     | 9573        | شهر القلب الأمريكي، فبراير 2017                                                                      | 2 فبراير، 2017 | 7 فبراير، 2017 | 82 FR 9673                | 2017-02655                       |                      | [ 331 ] [ 332 ]                                 |
| 5     | 9574        | شهر الصليب الأحمر الأمريكي، مارس 2017                                                                | 1 مارس، 2017   | 6 مارس، 2017   | 82 FR 12707               | 2017-04503                       | —                    | [ 333 ] [ 334 ] [ 335 ]                         |
| 6     | 9575        | شهر التراث الأيرلندي الأمريكي، 2017                                                                  | 1 مارس، 2017   | 6 مارس، 2017   | 82 FR 12709               | 2017-04504                       | —                    | [ 336 ] [ 337 ] [ 338 ]                         |
| 7     | 9576        | شهر تاريخ المرأة، 2017                                                                               | 1 مارس، 2017   | 6 مارس، 2017   | 82 FR 12711               | 2017-04505                       | —                    | [ 339 ] [ 340 ] [ 341 ]                         |
| 8     | 9577        | الأسبوع الوطني لحماية المستهلك، 2017                                                                 | 6 مارس، 2017   | 9 مارس، 2017   | 82 FR 13223               | 2017-04859                       | —                    | [ 342 ] [ 343 ]                                 |
| 9     | 9578        | الأسبوع الوطني لمنع السموم، 2017                                                                     | 17 مارس، 2017  | 22 مارس، 2017  | 82 FR 14809               | 2017-05859                       | —                    | [ 344 ] [ 345 ] [ 346 ]                         |
| 10    | 9579        | يوم الزراعة القومي، 2017                                                                             | 21 مارس، 2017  | 24 مارس، 2017  | 82 FR 15111               | 2017-06080                       | —                    | [ 347 ] [ 348 ] [ 349 ]                         |
| 11    | 9580        | [يوم الاستقلال اليوناني: يوم وطني للاحتفال بالديمقراطية اليونانية والأمريكية، 2017                   | 24 مارس، 2017  | 29 مارس، 2017  | 82 FR 15605               | 2017-06357                       | —                    | [ 350 ] [ 351 ] [ 352 ]                         |
| 12    | 9581        | شهر مكافحة السرطان، 2017                                                                             | 31 مارس، 2017  | 5 أبريل، 2017  | 82 FR 16707               | 2017-06940                       |                      | [ 353 ] [ 354 ] [ 355 ] [ 356 ]                 |
| 13    | 9582        | الشهر الوطني لمنع إساءة معاملة الأطفال، 2017                                                         | 31 مارس، 2017  | 5 أبريل، 2017  | 82 FR 16709               | 2017-06944                       | —                    | [ 357 ] [ 358 ] [ 359 ] [ 360 ]                 |
| 14    | 9583        | شهر التبرع بالدم، 2017                                                                               | 31 مارس، 2017  | 5 أبريل، 2017  | 82 FR 16711               | 2017-06945                       | —                    | [ 361 ] [ 362 ] [ 363 ]                         |
| 15    | 9584        | شهر القدرة المالية الوطنية، 2017                                                                     | 31 مارس، 2017  | 5 أبريل، 2017  | 82 FR 16713               | 2017-06946                       | —                    | [ 364 ] [ 365 ]                                 |
| 16    | 9585        | شهر التوعية عن الإعتداءات الجنسية والوقاية منها، 2017                                                | 31 مارس، 2017  | 5 أبريل، 2017  | 82 FR 16715               | 2017-06948                       | —                    | [ 366 ] [ 367 ] [ 368 ]                         |
| 17    | 9586        | اليوم العالمي للتوعية بالتوحد، 2017                                                                  | 31 مارس، 2017  | 5 أبريل، 2016  | 82 FR 16717               | 2017-06949                       | —                    | [ 369 ] [ 370 ] [ 371 ] [ 372 ]                 |
| 18    | 9587        | الأسبوع الوطني لحقوق ضحايا الجريمة، 2017                                                             | 3 أبريل، 2017  | 6 أبريل، 2017  | 82 FR 16889               | 2017-07065                       | —                    | [ 373 ] [ 374 ] [ 375 ] [ 376 ]                 |
| 19    | 9588        | تكريم ذكرى جون غلين                                                                                  | 5 أبريل، 2017  | 10 أبريل، 2017 | 82 FR 17377               | 2017-07332                       | —                    | [ 377 ] [ 378 ] [ 379 ]                         |
| 20    | 9589        | يوم التعليم، 2017                                                                                    | 6 أبريل، 2017  | 11 أبريل، 2017 | 82 FR 17529               | 2017-07471                       | —                    | [ 380 ] [ 381 ] [ 382 ]                         |
| 21    | 9590        | الأسبوع الأمريكي 2017                                                                                | 7 أبريل، 2017  | 13 أبريل، 2017 | 82 FR 17745               | 2017-07578                       | —                    | [ 383 ] [ 384 ]                                 |
| 22    | 9591        | اليوم الوطني لأسرى الحرب، 2017                                                                       | 7 أبريل، 2017  | 13 أبريل، 2017 | 82 FR 17747               | 2017-07580                       | —                    | [ 385 ] [ 386 ] [ 387 ]                         |
| 23    | 9592        | أسبوع الحدائق الوطنية، 2017                                                                          | 14 أبريل، 2017 | 19 أبريل، 2017 | 82 FR 18545               | 2017-08071                       | —                    | [ 388 ] [ 389 ] [ 390 ] [ 391 ]                 |
| 24    | 9593        | أسبوع التطوع الوطني، 2017                                                                            | 21 أبريل، 2017 | 27 أبريل، 2017 | 82 FR 19611               | 2017-08723                       | —                    | [ 392 ] [ 393 ] [ 394 ] [ 395 ] [ 396 ]         |
| 25    | 9594        | إحياء ذكرى ضحايا المحرقة (الهولوكوست)، 2017                                                          | 24 أبريل، 2017 | 28 أبريل، 2017 | 82 FR 20235               | 2017-08817                       | —                    | [ 397 ] [ 398 ] [ 399 ]                         |
| 26    | 9595        | شهر آسيا الأمريكي للتراث في المحيط الهادي، 2017                                                      | 28 أبريل، 2017 | 3 مايو، 2017   | 82 FR 20795               | 2017-09073                       |                      | [ 400 ] [ 401 ] [ 402 ]                         |
| 27    | 9596        | شهر التراث الأمريكي اليهودي، 2017                                                                    | 28 أبريل، 2017 | 3 مايو، 2017   | 82 FR 20797               | 2017-09074                       | —                    | [ 403 ] [ 404 ] [ 405 ] [ 406 ]                 |
| 28    | 9597        | الشهر الوطني لرعاية الحاضنات، 2017                                                                   | 28 أبريل، 2017 | 3 مايو، 2017   | 82 FR 20799               | 2017-09075                       | —                    | [ 407 ] [ 408 ] [ 409 ]                         |
| 29    | 9598        | الشهر الوطني للياقة البدنية والرياضة، 2017                                                           | 28 أبريل، 2017 | 3 مايو، 2017   | 82 FR 20801               | 2017-09076                       | —                    | [ 231 ] [ 410 ] [ 411 ]                         |
| 30    | 9599        | شهر كبار السن الأمريكيين، 2017                                                                       | 28 أبريل، 2017 | 3 مايو، 2017   | 82 FR 20803               | 2017-09077                       | —                    | [ 412 ] [ 413 ] [ 414 ]                         |
| 31    | 9600        | أسبوع مدارس الميثاق الوطني، 2017                                                                     | 28 أبريل، 2017 | 3 مايو، 2017   | 82 FR 20805               | 2017-09078                       | —                    | [ 175 ] [ 415 ] [ 416 ]                         |
| 32    | 9601        | أسبوع الأعمال الصغيرة، 2017                                                                          | 28 أبريل، 2017 | 3 مايو، 2017   | 82 FR 20807               | 2017-09079                       | —                    | [ 280 ] [ 417 ] [ 418 ]                         |
| 33    | 9602        | يوم الولاء، 2017                                                                                     | 28 أبريل، 2017 | 3 مايو، 2017   | 82 FR 20809               | 2017-09082                       |                      | [ 419 ] [ 420 ] [ 421 ] [ 422 ]                 |
| 34    | 9603        | الشهر الوطني للتوعية بالصحة النفسية، 2017                                                            | 1 مايو، 2017   | 4 مايو، 2017   | 82 FR 21103               | 2017-09209                       | —                    | [ 423 ] [ 424 ] [ 425 ]                         |
| 35    | 9604        | يوم القانون، 2017                                                                                    | 1 مايو، 2017   | 4 مايو، 2017   | 82 FR 21105               | 2017-09211                       |                      | [ 426 ] [ 427 ]                                 |
| 36    | 9605        | اليوم الوطني للصلاة، 2017                                                                            | 4 مايو، 2017   | 9 مايو، 2017   | 82 FR 21673               | 2017-09570                       |                      | [ 428 ] [ 429 ] [ 430 ] [ 431 ]                 |
| 37    | 9606        | الأسبوع الوطني للتأهب للأعاصير، 2017                                                                 | 5 مايو، 2017   | 10 مايو، 2017  | 82 FR 21901               | 2017-09632                       | —                    | [ 432 ] [ 433 ] [ 434 ]                         |
| 38    | 9607        | أسبوع الاعتراف بالخدمات العامة، 2017                                                                 | 5 مايو، 2017   | 10 مايو، 2017  | 82 FR 21903               | 2017-09634                       | —                    | [ 435 ] [ 436 ] [ 437 ]                         |
| 39    | 9608        | يوم الزوج العسكري، 2017                                                                              | 12 مايو، 2017  | 17 مايو، 2017  | 82 FR 22729               | 2017-10159                       | —                    | [ 438 ] [ 439 ] [ 440 ]                         |
| 40    | 9609        | عيد الأم، 2017                                                                                       | 12 مايو، 2017  | 17 مايو، 2017  | 82 FR 22731               | 2017-10164                       |                      | [ 441 ] [ 442 ] [ 443 ]                         |
| 41    | 9610        | أسبوع النقل الوطني، 2017                                                                             | 12 مايو، 2017  | 17 مايو، 2017  | 82 FR 22733               | 2017-10175                       |                      | [ 444 ] [ 445 ] [ 446 ]                         |
| 42    | 9611        | اليوم التذكاري لضباط السلام وأسبوع الشرطة، 2017                                                      | 15 مايو، 2017  | 18 مايو، 2017  | 82 FR 22875               | 2017-10313                       |                      | [ 447 ] [ 448 ] [ 449 ]                         |
| 43    | 9612        | أسبوع الخدمات الطبية الطارئة، 2017                                                                   | 19 مايو، 2017  | مايو 24, 2017  | 82 FR 23989               | 2017-10845                       | —                    | [ 450 ] [ 451 ] [ 452 ]                         |
| 44    | 9613        | أسبوع القوارب الآمنة الوطني، 2017                                                                    | 19 مايو، 2017  | 24 مايو، 2017  | 82 FR 23991               | 2017-10847                       |                      | [ 453 ] [ 454 ] [ 455 ]                         |
| 45    | 9614        | أسبوع التجارة العالمي، 2017                                                                          | 19 مايو، 2017  | 24 مايو، 2017  | 82 FR 23993               | 2017-10848                       | —                    | [ 128 ] [ 456 ] [ 457 ]                         |
| 46    | 9615        | يوم القوات المسلحة، 2017                                                                             | 19 مايو، 2017  | 24 مايو، 2017  | 82 FR 23995               | 2017-10850                       | —                    | [ 458 ] [ 459 ] [ 460 ] [ 461 ]                 |
| 47    | 9616        | يوم البحرية الوطني، 2017                                                                             | 19 مايو، 2017  | 24 مايو، 2017  | 82 FR 23997               | 2017-10851                       |                      | [ 462 ] [ 463 ] [ 464 ]                         |
| 48    | 9617        | اليوم الوطني للصلاة، يوم الذكرى، 2017                                                                | 24 مايو، 2017  | 31 مايو، 2017  | 82 FR 24823               | 2017-11354                       |                      | [ 307 ] [ 465 ] [ 466 ]                         |
| 49    | 9618        | شهر الموسيقي الأفريقية الأمريكية، 2017                                                               | 31 مايو، 2017  | 5 يونيو، 2017  | 82 FR 25921               | 2017-11773                       | —                    | [ 450 ] [ 467 ] [ 468 ]                         |
| 50    | 9619        | شهر الهواء الطلق، 2017                                                                               | 31 مايو، 2017  | 5 يونيو، 2017  | 82 FR 25923               | 2017-11774                       | —                    | [ 469 ] [ 470 ] [ 471 ] [ 472 ]                 |
| 51    | 9620        | الشهر الوطني للتراث الكاريبي - الأمريكي، 2017                                                        | 31 مايو, 2017  | 5 يونيو, 2017  | 82 FR 25925               | 2017-11776                       | —                    | [ 473 ] [ 474 ] [ 475 ]                         |
| 52    | 9621        | الشهر الوطني للملكية، 2017                                                                           | 31 مايو, 2017  | 5 يونيو, 2017  | 82 FR 25927               | 2017-11778                       | —                    | [ 458 ] [ 476 ] [ 477 ]                         |
| 53    | 9622        | الشهر الوطني للمحيطات، 2017                                                                          | 31 مايو, 2017  | 5 يونيو, 2017  | 82 FR 25929               | 2017-11779                       | —                    | [ 478 ] [ 479 ] [ 480 ]                         |
| 54    | 9623        | أسبوع العلم، 2017                                                                                    | 14 يونيو, 2017 | 19 يونيو, 2017 | 82 FR 27963               | 2017-12900                       |                      | [ 481 ] [ 482 ] [ 483 ]                         |
| 55    | 9624        | يوم الأب، 2017                                                                                       | 16 يونيو, 2017 | 21 يونيو, 2017 | 82 FR 28389               | 2017-13116                       |                      | [ 484 ] [ 485 ]                                 |
| 56    | 9625        | توسيع نطاق نظام الأفضليات المعمم وفقا للبندين 501 و 503 (a) (1) (A) من قانون التجارة لعام 1974، 2017 | 29 يونيو, 2017 | 30 يونيو, 2017 | 82 FR 30711               | 2017-14063                       | —                    | [ 486 ] [ 487 ] [ 488 ]                         |
| 57    | 9626        | أسبوع الأسير الوطني، 2017                                                                            | 14 يوليو, 2017 | 19 يوليو, 2017 | 82 FR 33437               | 2017-15339                       | —                    | [ 489 ] [ 490 ] [ 491 ]                         |
| 58    | 9627        | يوم صنع في أمريكا يوم، 2017                                                                          | 17 يوليو, 2017 | 20 يوليو, 2017 | 82 FR 33769               | 2017-15440                       | —                    | [ 492 ] [ 493 ] [ 494 ] [ 495 ] [ 496 ] [ 497 ] |
| 59    | 9628        | الذكرى السابعة والعشرون لقانون الأمريكيين ذوي الإعاقة                                                | 25 يوليو, 2017 | 31 يوليو, 2017 | 82 FR 35435               | 2017-16145                       |                      | [ 498 ] [ 499 ] [ 500 ]                         |
| 60    | 9629        | اتفاق الهدنة الكورية ، يوم الهدنة الوطنيين لقدامى المحاربين في كوريا، 2017                           | 26 يوليو, 2017 | 1 أغسطس, 2017  | 82 FR 35881               | 2017-16327                       |                      | [ 128 ] [ 501 ] [ 502 ] [ 503 ]                 |

## الإشعارات الرئاسية
| الرقم | العنوان/الوصف | تاريخ التوقيع  | تاريخ النشر    | استشهاد اللائحة الإتحادية | رقم المستند في اللائحة الإتحادية | المراجع                        |
| ----- | --- | -------------- | -------------- | ------------------------- | -------------------------------- | ------------------------------ |
| 1     | استمرار حالة الطوارئ الوطنية فيما يتعلق بجنوب السودان16 | 23 مارس, 2017  | 24 مارس, 2017  | 82 FR 15107               | 2017-06075                       | [ 74 ] [ 504 ] [ 505 ]         |
| 2     | استمرار حالة الطوارئ الوطنية فيما يتعلق بالأنشطة الضارة الخطيرة التي تم تمكينها عبر الإنترنت 17                                                                   | 29 مارس, 2017  | 31 مارس, 2017  | 82 FR 16099               | 2017-06583                       | [ 506 ] [ 507 ] [ 508 ]        |
| 3     | استمرار حالة الطوارئ الوطنية فيما يتعلق بالصومال18 | 6 أبريل, 2017  | 7 أبريل, 2017  | 82 FR 17095               | 2017-07238                       | [ 509 ] [ 510 ] [ 511 ]        |
| 4     | استمرار حالة الطوارئ الوطنية فيما يتعلق باليمن19 | 9 مايو, 2017   | 10 مايو, 2017  | 82 FR 21905               | 2017-09635                       | [ 512 ] [ 513 ]                |
| 5     | استمرار الطوارئ الوطنية فيما يتعلق بإجراءات الحكومة السورية20 | 9 مايو, 2017   | 10 مايو, 2017  | 82 FR 21909               | 2017-09653                       | [ 435 ] [ 514 ]                |
| 6     | استمرار حالة الطوارئ الوطنية فيما يتعلق بجمهورية أفريقيا الوسطى21                                                                                                 | مايو 9, 2017   | مايو 10, 2017  | 82 FR 21911               | 2017-09656                       | [ 515 ] [ 516 ]                |
| 7     | استمرار حالة الطوارئ الوطنية فيما يتعلق بتحقيق الاستقرار في العراق22                                                                                              | 16 مايو, 2017  | 18 مايو, 2017  | 82 FR 22877               | 2017-10317                       | [ 83 ] [ 517 ] [ 518 ] [ 519 ] |
| 8     | استمرار حالة الطوارئ الوطنية فيما يتعلق بإجراءات وسياسات بعض الأعضاء في حكومة بيلاروس والأشخاص الآخرين من أجل تقويض العمليات أو المؤسسات الديمقراطية في بيلاروس23 | 13 يونيو, 2017 | 15 يونيو, 2017 | 82 FR 27605               | 2017-12618                       | [ 520 ] [ 521 ] [ 522 ]        |
| 9     | استمرار الطوارئ الوطنية فيما يتعلق بكوريا الشمالية24 | 21 يونيو, 2017 | 23 يونيو, 2017 | 82 FR 28743               | 2017-13376                       | [ 523 ] [ 524 ] [ 525 ]        |
| 10    | استمرار حالة الطوارئ الوطنية فيما يتعلق بغرب البلقان25 | 21 يونيو, 2017 | 23 يونيو, 2017 | 82 FR 28745               | 2017-13377                       | [ 526 ] [ 527 ] [ 528 ]        |
| 11    | استمرار حالة الطوارئ الوطنية فيما يتعلق بالمنظمات الإجرامية 26 | 19 يوليو, 2017 | 20 يوليو, 2017 | 82 FR 33773               | 2017-15461                       | [ 529 ] [ 530 ] [ 531 ]        |
| 12    | استمرار حالة الطوارئ الوطنية فيما يتعلق بالمنظمات الإجرامية27 | 20 يوليو, 2017 | 21 يوليو, 2017 | 82 FR 34249               | 2017-15592                       | [ 171 ] [ 532 ] [ 533 ]        |
| 13    | استمرار حالة الطوارئ فيما يتعلق بلبنان28 | 29 يوليو، 2017 | 31 يوليو، 2017 | 82 FR 35621               | 2017-16263                       | [ 280 ] [ 534 ] [ 535 ]        |

## أوامر الفصل الرئاسي
| الرقم | العنوان/الوصف               | تاريخ التوقيع | تاريخ النشر   | استشهاد اللائحة الإتحادية | رقم المستند في اللائحة الإتحادية | المراجع                 |
| ----- | --------------------------- | ------------- | ------------- | ------------------------- | -------------------------------- | ----------------------- |
| 1     | قرار حجز السنة المالية 2018 | 23 مايو، 2017 | 26 مايو، 2017 | 82 FR 24209               | 2017-11076                       | [ 536 ] [ 537 ] [ 538 ] |

## بعض الصور

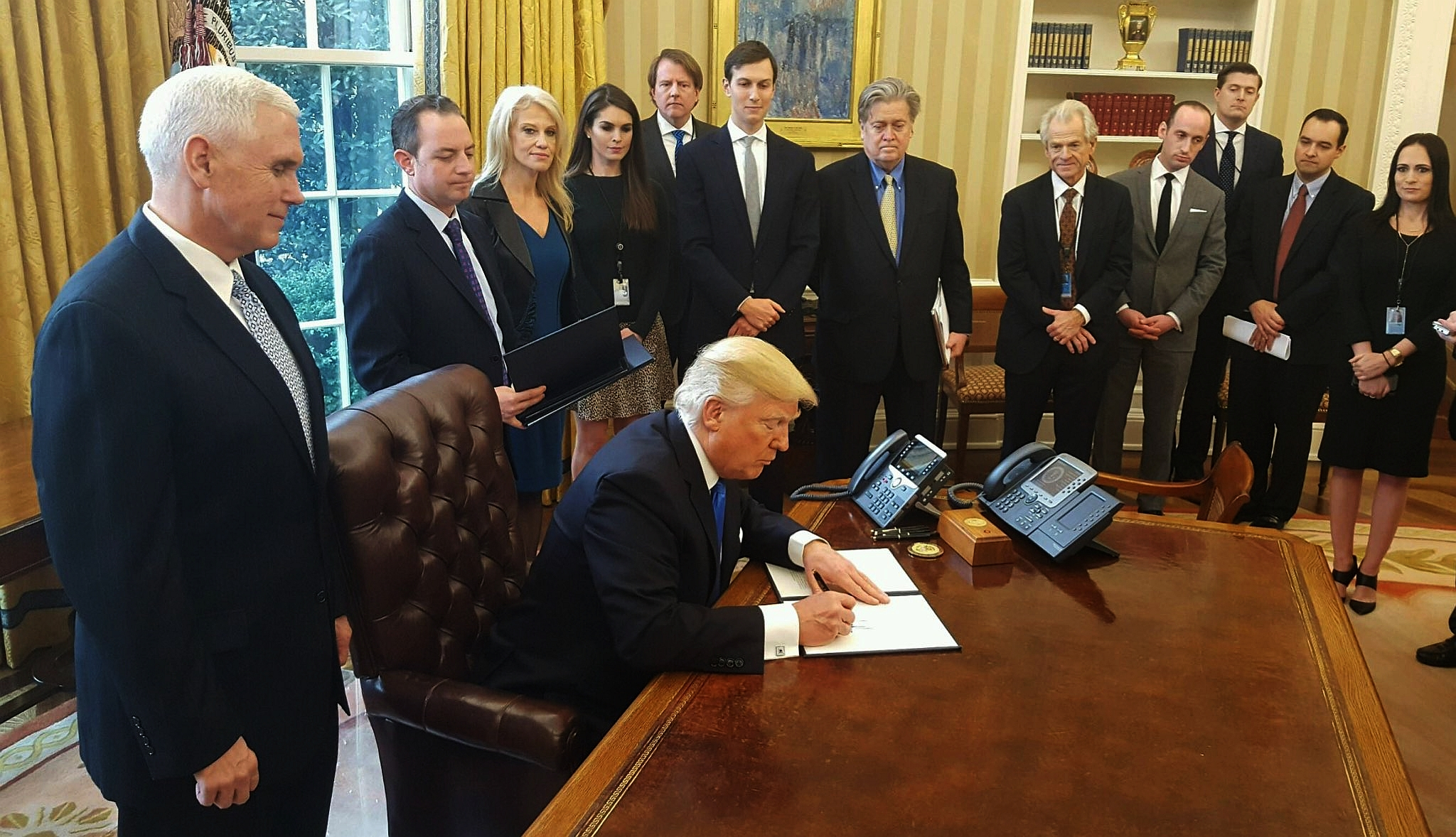
ترمب يوقع المذكرات الرئاسية لإحياء بناء خطوط الأنابيب في كيستون وداكوتا، 24 يناير 2017.
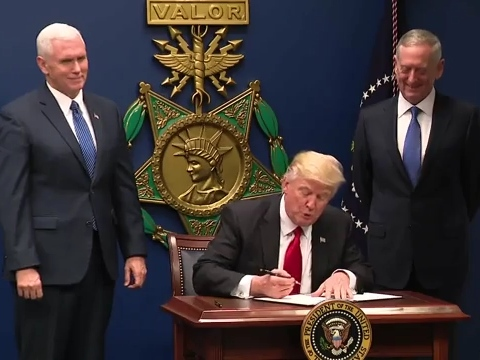
توقيع ترمب للأمر التنفيذي 13769 في البنتاغون في تواجد نائب الرئيس ووزير الدفاع.
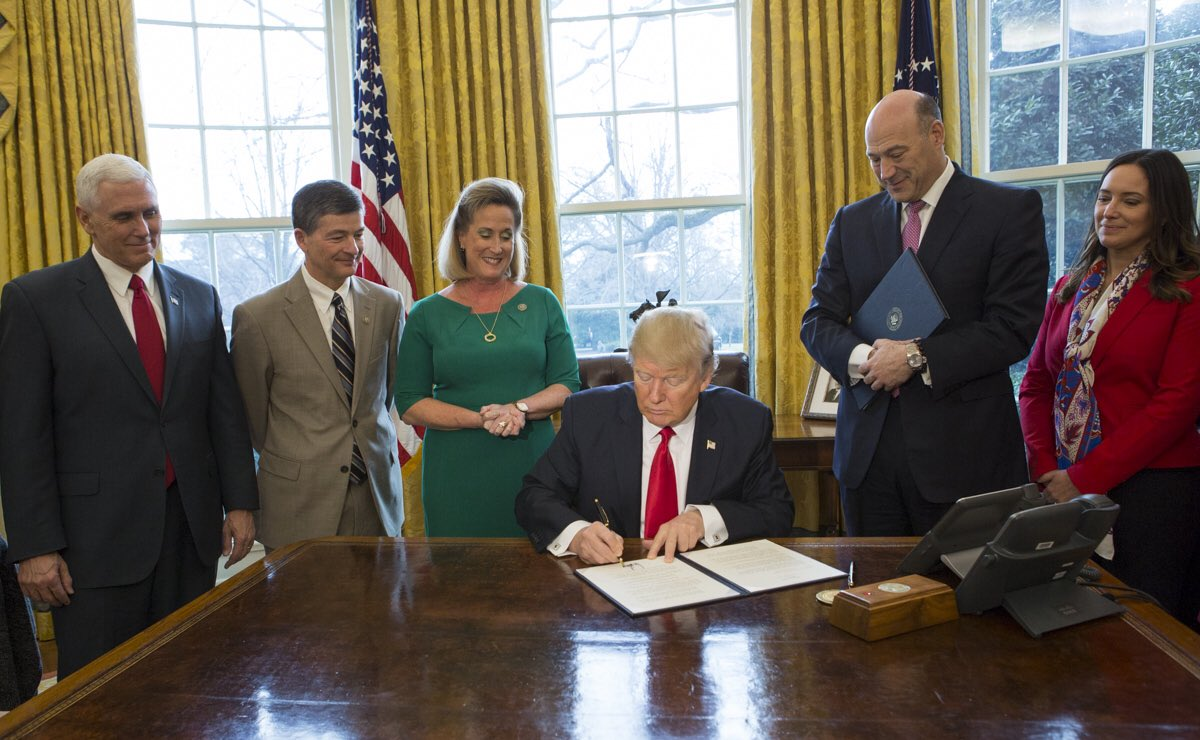
الرئيس ترمب يوقع الأمر التنفيذي 13772.
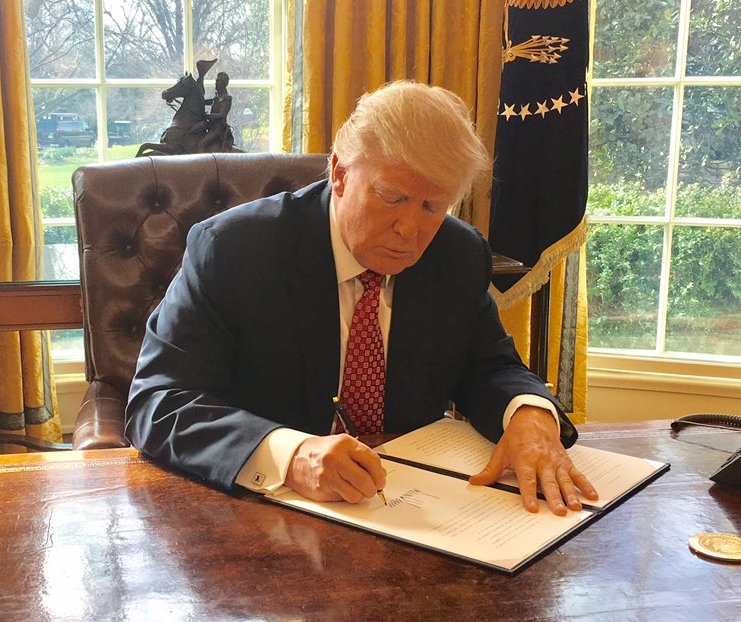
الرئيس ترمب يوقع الأمر التنفيذي 13779.
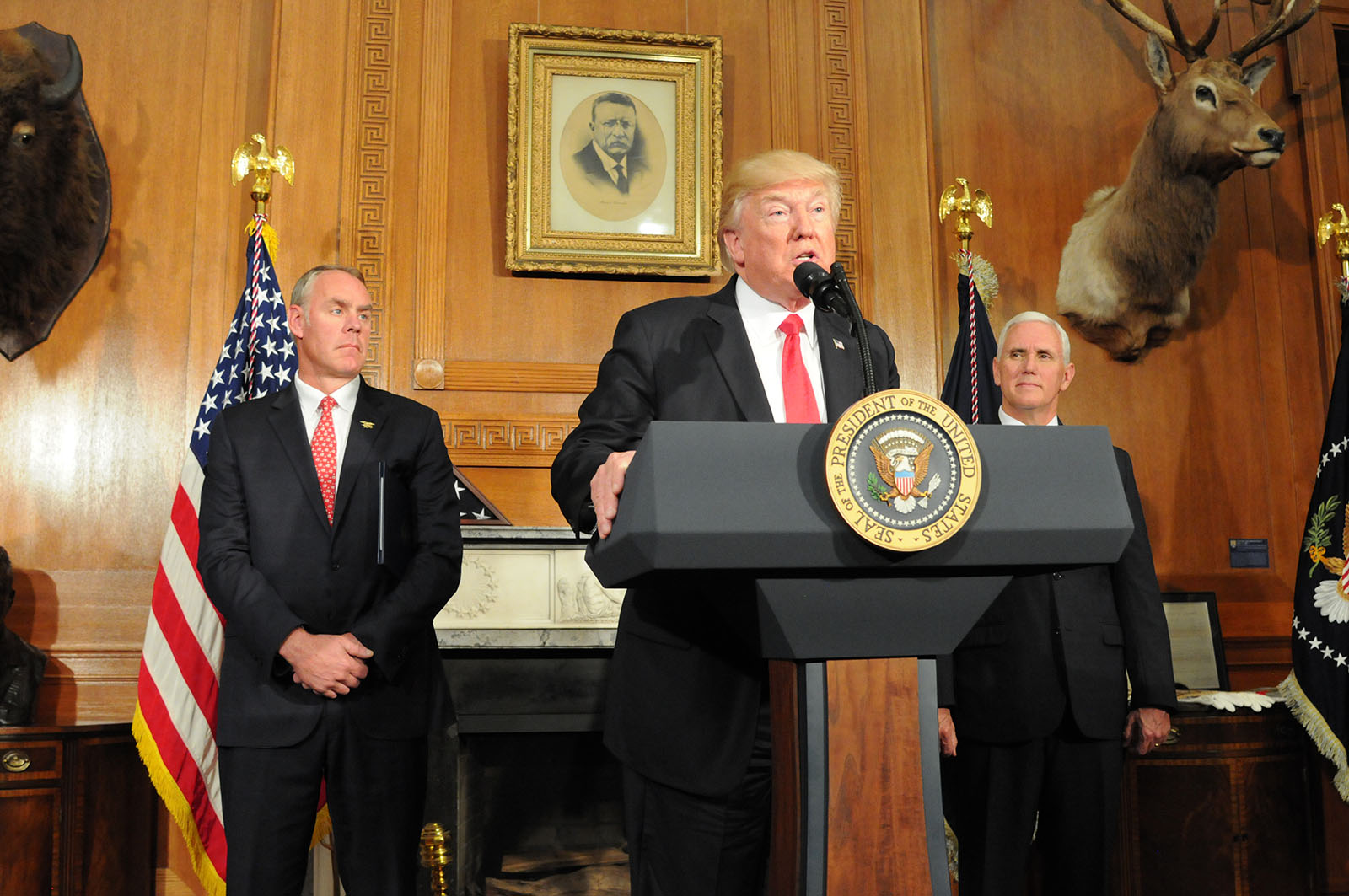
ترمب يوقع الأمر التنفيذي 13780.
- الرئيس ترمب ونائب الرئيس بنس يتحدثان عن الأمر التنفيذي 13783.
- الرئيس ترمب يوقع الأمر التنفيذي 13792.

### اقتباس
1. ↑  Office of the Press Secretary  [لغات أخرى]‏ (January 4, 1996). "Suspending Restrictions on U.S. Relations with the Palestine Liberation Organization". كلية ييل للحقوق. جامعة ييل. البيت الأبيض. تمت أرشفته من الأصل في 02 أكتوبر 2017. اطلع عليه بتاريخ February 23, 2017. نسخة محفوظة 08 يناير 2018 على موقع واي باك مشين.
2. ↑  "Proclamation". Lectlaw.com. كارسون سيتي (نيفادا): The 'Lectric Law Library. اطلع عليه بتاريخ February 6, 2017. نسخة محفوظة 24 أكتوبر 2018 على موقع واي باك مشين.
3. ↑  Relyea، Harold C. (February 10, 2003). "Presidential Directives: Background and Overview" (PDF). خدمة أبحاث الكونجرس. واشنطن العاصمة: مكتبة الكونغرس. اطلع عليه بتاريخ March 24, 2017. نسخة محفوظة 29 أغسطس 2017 على موقع واي باك مشين.
4. ↑  Johnson، Paul M. "Sequestration". Department of Political Science. أوبورن (ألاباما): جامعة أوبرن. اطلع عليه بتاريخ May 29, 2017. نسخة محفوظة 24 أكتوبر 2018 على موقع واي باك مشين.
5. ↑  العنوان 44 من كود الولايات المتحدة المادة 1505
6. ↑  1 قانون اللوائح الفيدرالية 2.6; "Any person may reproduce or republish, without restriction, any material appearing in any regular or special edition of the Federal Register."
7. ↑  Office of the Press Secretary  [لغات أخرى]‏ (January 20, 2017). "Executive Order Minimizing the Economic Burden of the Patient Protection and Affordable Care Act Pending Repeal". وايت هاوس دوت جوف. واشنطن العاصمة: البيت الأبيض. تمت أرشفته من الأصل في 10 ديسمبر 2017. اطلع عليه بتاريخ January 23, 2017.نسخة محفوظة 12 2يناير7 على موقع واي باك مشين.
8. ↑  "Minimizing the Economic Burden of the Patient Protection and Affordable Care Act Pending Repeal" (PDF). السجل الفدرالي الأمريكي. واشنطن العاصمة: إدارة الأرشيف والوثائق الوطنية. January 24, 2017. تمت أرشفته من الأصل في January 24, 2017. اطلع عليه بتاريخ March 16, 2017. نسخة محفوظة 29 أكتوبر 2018 على موقع واي باك مشين.
9. ↑  Kodjak، Alison (January 21, 2017). "Trump's Executive Order Could Dismantle Parts Of ACA Before Replacement Is Ready". الإذاعة الوطنية العامة. واشنطن العاصمة: National Public Radio, Inc. تمت أرشفته من الأصل في 02 نوفمبر 2017. اطلع عليه بتاريخ January 21, 2017. نسخة محفوظة 07 أبريل 2019 على موقع واي باك مشين.
10. ↑  Office of the Press Secretary  [لغات أخرى]‏. "Executive Order Expediting Environmental Reviews and Approvals For High Priority Infrastructure Projects". وايت هاوس دوت جوف. واشنطن العاصمة: البيت الأبيض. تمت أرشفته من الأصل في 14 ديسمبر 2017. اطلع عليه بتاريخ Jan 25, 2017. نسخة محفوظة 14 ديسمبر 2017 على موقع واي باك مشين.
11. ↑  "Expediting Environmental Reviews and Approvals for High Priority Infrastructure Projects" (PDF). السجل الفدرالي الأمريكي. واشنطن العاصمة: إدارة الأرشيف والوثائق الوطنية. January 30, 2017. تمت أرشفته من الأصل في January 30, 2017. اطلع عليه بتاريخ March 16, 2017. نسخة محفوظة 13 أبريل 2018 على موقع واي باك مشين.
12. ↑  McCown، Brigham A. (January 24, 2017). "Trump Declares "Build It Now" In Newly Issued Infrastructure Actions". فوربس (مجلة). جيرسي سيتي: Forbes, Inc. تمت أرشفته من الأصل في 03 أبريل 2018. اطلع عليه بتاريخ January 30, 2017. نسخة محفوظة 03 أبريل 2018 على موقع واي باك مشين.
13. ↑  Office of the Press Secretary  [لغات أخرى]‏ (January 25, 2017). "Executive Order: Border Security and Immigration Enforcement Improvements". وايت هاوس دوت جوف (باللغة الإنجليزية). واشنطن العاصمة: البيت الأبيض. تمت أرشفته من الأصل في 13 ديسمبر 2017. اطلع عليه بتاريخ January 25, 2017. نسخة محفوظة 13 ديسمبر 2017 على موقع واي باك مشين.
14. ↑  "Border Security and Immigration Enforcement Improvements" (PDF). السجل الفدرالي الأمريكي. واشنطن العاصمة: إدارة الأرشيف والوثائق الوطنية. January 30, 2017. تمت أرشفته من الأصل في January 30, 2017. اطلع عليه بتاريخ March 16, 2017. نسخة محفوظة 19 مارس 2018 على موقع واي باك مشين.
15. ↑  Nakamura، David. "Trump signs directive to start border wall with Mexico, ramp up immigration enforcement". واشنطن بوست. واشنطن العاصمة: جيف بيزوس. تمت أرشفته من الأصل في 16 يونيو 2018. اطلع عليه بتاريخ January 25, 2017. نسخة محفوظة 14 ديسمبر 2018 على موقع واي باك مشين.
16. ↑  "Trump orders wall to be built on Mexico border". بي بي سي نيوز. Central London: بي بي سي. 25 يناير 2017. مؤرشف من الأصل في 2018-04-13. اطلع عليه بتاريخ 2017-01-25.
17. ↑  Office of the Press Secretary  [لغات أخرى]‏ (January 25, 2017). "Executive Order: Enhancing Public Safety in the Interior of the United States". وايت هاوس دوت جوف (باللغة الإنجليزية). واشنطن العاصمة: البيت الأبيض. تمت أرشفته من الأصل في 13 ديسمبر 2017. اطلع عليه بتاريخ January 25, 2017. نسخة محفوظة 13 ديسمبر 2017 على موقع واي باك مشين.
18. ↑  "Enhancing Public Safety in the Interior of the United States" (PDF). السجل الفدرالي الأمريكي. واشنطن العاصمة: إدارة الأرشيف والوثائق الوطنية. January 30, 2017. تمت أرشفته من الأصل في January 30, 2017. نسخة محفوظة 13 أبريل 2018 على موقع واي باك مشين.
19. ↑  Martin، David A. (January 28, 2017). "Trump's order on the deportation of undocumented residents, annotated by an immigration law expert". فوكس.كوم. United States: فوكس ميديا. تمت أرشفته من الأصل في 03 يوليو 2018. اطلع عليه بتاريخ January 30, 2017. نسخة محفوظة 11 أبريل 2019 على موقع واي باك مشين.
20. ↑  Office of the Press Secretary  [لغات أخرى]‏ (January 27, 2017). "Protecting the Nation from Foreign Terrorist Entry into the United States". وايت هاوس دوت جوف (باللغة الإنجليزية). واشنطن العاصمة: البيت الأبيض. تمت أرشفته من الأصل في 12 ديسمبر 2017. اطلع عليه بتاريخ January 30, 2017. نسخة محفوظة 06 فبراير 2017 على موقع واي باك مشين.
21. ↑  "Executive Order 13769 of January 27, 2017 Protecting the Nation From Foreign Terrorist Entry Into the United States" (PDF). السجل الفدرالي الأمريكي. واشنطن العاصمة: إدارة الأرشيف والوثائق الوطنية. تمت أرشفته من الأصل في February 1, 2017. اطلع عليه بتاريخ February 1, 2017. نسخة محفوظة 13 أبريل 2018 على موقع واي باك مشين.
22. ↑  Office of the Press Secretary  [لغات أخرى]‏ (January 28, 2017). "Executive Order: Ethics Commitments by Executive Branch Appointees". وايت هاوس دوت جوف (باللغة الإنجليزية). واشنطن العاصمة: البيت الأبيض. تمت أرشفته من الأصل في 10 ديسمبر 2017. اطلع عليه بتاريخ January 29, 2017. نسخة محفوظة 10 ديسمبر 2017 على موقع واي باك مشين.
23. ↑  "Executive Order 13770 of January 28, 2017 Ethics Commitments by Executive Branch Appointees" (PDF). السجل الفدرالي الأمريكي. واشنطن العاصمة: إدارة الأرشيف والوثائق الوطنية. تمت أرشفته من الأصل في February 3, 2017. اطلع عليه بتاريخ February 3, 2017. نسخة محفوظة 03 ديسمبر 2018 على موقع واي باك مشين.
24. ↑  Brandon، Alex (January 28, 2017). "Trump's Executive Order On Ethics Pulls Word For Word From Obama, Clinton". الإذاعة الوطنية العامة. واشنطن العاصمة: National Public Radio, Inc. أسوشيتد برس. تمت أرشفته من الأصل في 09 مايو 2018. اطلع عليه بتاريخ January 30, 2017. نسخة محفوظة 24 ديسمبر 2018 على موقع واي باك مشين.
25. ↑  Office of the Press Secretary  [لغات أخرى]‏ (January 30, 2017). "Reducing Regulation and Controlling Regulatory Costs". وايت هاوس دوت جوف (باللغة الإنجليزية). واشنطن العاصمة: البيت الأبيض. تمت أرشفته من الأصل في 11 ديسمبر 2017. اطلع عليه بتاريخ January 30, 2017. نسخة محفوظة 11 ديسمبر 2017 على موقع واي باك مشين.
26. ↑  "Reducing Regulation and Controlling Regulatory Costs" (PDF). السجل الفدرالي الأمريكي. واشنطن العاصمة: إدارة الأرشيف والوثائق الوطنية. February 3, 2017. تمت أرشفته من الأصل في February 3, 2017. نسخة محفوظة 09 ديسمبر 2018 على موقع واي باك مشين.
27. ↑  Korte، Gregory (January 30, 2017). "Trump orders two-for-one repeal for all new regulations". يو إس إيه توداي.  ماكلين  [لغات أخرى]: Gannett Company. تمت أرشفته من الأصل في 10 يوليو 2018. اطلع عليه بتاريخ January 30, 2017. نسخة محفوظة 03 فبراير 2019 على موقع واي باك مشين.
28. ↑  Lam، Bourree (January 30, 2017). "Trump's 'Two-for-One' Regulation Executive Order". ذا أتلانتيك. واشنطن العاصمة: Atlantic Media. تمت أرشفته من الأصل في 12 يونيو 2018. اطلع عليه بتاريخ January 30, 2017. نسخة محفوظة 09 أبريل 2019 على موقع واي باك مشين.
29. ↑  Office of the Press Secretary  [لغات أخرى]‏. "Presidential Executive Order on Core Principles for Regulating the United States Financial System". وايت هاوس دوت جوف. واشنطن العاصمة: البيت الأبيض. تمت أرشفته من الأصل في 10 ديسمبر 2017. اطلع عليه بتاريخ February 4, 2017. نسخة محفوظة 10 ديسمبر 2017 على موقع واي باك مشين.
30. ↑  "Enforcing Federal Law with Respect to Transnational Criminal Organizations and Preventing International Trafficking" (PDF). السجل الفدرالي الأمريكي. واشنطن العاصمة: إدارة الأرشيف والوثائق الوطنية. February 8, 2017. تمت أرشفته من الأصل في February 8, 2017. اطلع عليه بتاريخ March 16, 2017. نسخة محفوظة 19 يونيو 2018 على موقع واي باك مشين.
31. ↑  Worstall، Tim (3 فبراير 2017). "Two Parts Of Dodd Frank That Trump's Executive Orders Really Should Repeal". فوربس (مجلة). جيرسي سيتي: Forbes, Inc. مؤرشف من الأصل في 2018-12-24. اطلع عليه بتاريخ 2017-02-04.
32. ↑  Korte، Gregory؛ Jackson، David (February 3, 2017). "Trump to dismantle Dodd-Frank Wall Street rules through executive orders". يو إس إيه توداي.  ماكلين  [لغات أخرى]: Gannett Company. تمت أرشفته من الأصل في 18 يوليو 2018. اطلع عليه بتاريخ February 4, 2017. نسخة محفوظة 29 أبريل 2019 على موقع واي باك مشين.
33. ↑  Ernst، Jonathan (February 3, 2017). "Trump signs executive order to review Dodd-Frank Act". سي بي إس نيوز. نيويورك: سي بي إس. رويترز. تمت أرشفته من الأصل في 07 أكتوبر 2017. اطلع عليه بتاريخ February 4, 2017. نسخة محفوظة 09 أبريل 2019 على موقع واي باك مشين.
34. ↑  Office of the Press Secretary  [لغات أخرى]‏ (February 9, 2017). "Presidential Executive Order on Enforcing Federal Law with Respect to Transnational Criminal Organizations and Preventing International Trafficking". وايت هاوس دوت جوف. واشنطن العاصمة: البيت الأبيض. تمت أرشفته من الأصل في 10 ديسمبر 2017. اطلع عليه بتاريخ February 9, 2017. نسخة محفوظة 10 ديسمبر 2017 على موقع واي باك مشين.
35. ↑  "Enforcing Federal Law with Respect to Transnational Criminal Organizations and Preventing International Trafficking" (PDF). السجل الفدرالي الأمريكي. واشنطن العاصمة: إدارة الأرشيف والوثائق الوطنية. February 14, 2017. تمت أرشفته من الأصل في February 14, 2017. نسخة محفوظة 04 سبتمبر 2017 على موقع واي باك مشين.
36. 1 2 3  Jarrett، Laura (February 9, 2017). "Trump signs three new executive orders on crime reduction". سي إن إن. أتلانتا (جورجيا): نظام تيرنر للبث (تايم وارنر). تمت أرشفته من الأصل في 01 يناير 2018. اطلع عليه بتاريخ February 9, 2017. نسخة محفوظة 19 يناير 2019 على موقع واي باك مشين.
37. ↑  Office of the Press Secretary  [لغات أخرى]‏ (February 9, 2017). "Presidential Executive Order on Preventing Violence Against Federal, State, Tribal, and Local Law Enforcement Officers". وايت هاوس دوت جوف. واشنطن العاصمة: البيت الأبيض. تمت أرشفته من الأصل في 09 فبراير 2017. اطلع عليه بتاريخ February 9, 2017. نسخة محفوظة 10 ديسمبر 2017 على موقع واي باك مشين.
38. ↑  "Preventing Violence Against Federal, State, Tribal, and Local Law Enforcement Officers" (PDF). السجل الفدرالي الأمريكي. واشنطن العاصمة: إدارة الأرشيف والوثائق الوطنية. February 14, 2017. تمت أرشفته من الأصل في February 14, 2017. اطلع عليه بتاريخ March 16, 2017. نسخة محفوظة 04 سبتمبر 2017 على موقع واي باك مشين.
39. ↑  Zapotosky، Matt (February 9, 2017). "Trump issues new executive orders on violent crime". بوسطن غلوب. بوسطن: Boston Globe Media Partners, LLC. واشنطن بوست. تمت أرشفته من الأصل في 28 يونيو 2018. اطلع عليه بتاريخ February 9, 2017. نسخة محفوظة 28 فبراير 2019 على موقع واي باك مشين.
40. ↑  Office of the Press Secretary  [لغات أخرى]‏ (February 9, 2017). "Providing an Order of Succession Within the Department of Justice". وايت هاوس دوت جوف (باللغة الإنجليزية). واشنطن العاصمة: البيت الأبيض. تمت أرشفته من الأصل في 10 ديسمبر 2017. اطلع عليه بتاريخ February 10, 2017.نسخة محفوظة 12 2يناير7 على موقع واي باك مشين.
41. ↑  "Providing an Order of Succession Within the Department of Justice" (PDF). السجل الفدرالي الأمريكي. واشنطن العاصمة: إدارة الأرشيف والوثائق الوطنية. February 14, 2017. تمت أرشفته من الأصل في February 14, 2017. اطلع عليه بتاريخ February 14, 2017. نسخة محفوظة 01 مارس 2017 على موقع واي باك مشين.
42. ↑  Fabian، Jordan (February 10, 2017). "Trump quietly changes order of succession at Justice Department". ذا هل (صحيفة). واشنطن العاصمة: Capitol Hill Publishing Corp. تمت أرشفته من الأصل في 15 فبراير 2018. اطلع عليه بتاريخ February 10, 2017. نسخة محفوظة 16 فبراير 2019 على موقع واي باك مشين.
43. ↑  Korte، Gregory (10 فبراير 2017). "Without fanfare, Trump reverses Obama order on Justice Department succession". يو إس إيه توداي. [[ماكلين (فرجينيا)|]]: Gannett Company. مؤرشف من الأصل في 2019-05-06. اطلع عليه بتاريخ 2017-02-10.
44. ↑  Office of the Press Secretary  [لغات أخرى]‏ (February 9, 2017). "Presidential Executive Order on a Task Force on Crime Reduction and Public Safety". وايت هاوس دوت جوف. واشنطن العاصمة: البيت الأبيض. تمت أرشفته من الأصل في 09 فبراير 2017. اطلع عليه بتاريخ February 9, 2017. نسخة محفوظة 10 ديسمبر 2017 على موقع واي باك مشين.
45. ↑  "Task Force on Crime Reduction and Public Safety" (PDF). السجل الفدرالي الأمريكي. واشنطن العاصمة: إدارة الأرشيف والوثائق الوطنية. February 14, 2017. تمت أرشفته من الأصل في February 14, 2017. اطلع عليه بتاريخ March 16, 2017. نسخة محفوظة 01 مارس 2017 على موقع واي باك مشين.
46. ↑  Fritze، John (February 9, 2017). "Trump takes first tentative steps on public safety".  ذي بالتيمور صن  [لغات أخرى]. بالتيمور (ماريلاند): Tronc, Inc.  [لغات أخرى]‏ تمت أرشفته من الأصل في 26 مايو 2018. اطلع عليه بتاريخ February 9, 2017. نسخة محفوظة 24 يوليو 2018 على موقع واي باك مشين.
47. ↑  Office of the Press Secretary  [لغات أخرى]‏ (February 24, 2017). "Presidential Executive Order on Enforcing the Regulatory Reform Agenda". وايت هاوس دوت جوف. واشنطن العاصمة: البيت الأبيض. تمت أرشفته من الأصل في 13 ديسمبر 2017. اطلع عليه بتاريخ February 24, 2017.نسخة محفوظة 12 2يناير7 على موقع واي باك مشين.
48. ↑  "Enforcing the Regulatory Reform Agenda" (PDF). السجل الفدرالي الأمريكي. واشنطن العاصمة: إدارة الأرشيف والوثائق الوطنية. March 1, 2017. تمت أرشفته من الأصل في March 1, 2017. اطلع عليه بتاريخ March 1, 2017. نسخة محفوظة 09 ديسمبر 2018 على موقع واي باك مشين.
49. ↑  Devaney، Tim (February 24, 2017). "Trump signs executive order on regulatory reform". ذا هل (صحيفة). واشنطن العاصمة: Capitol Hill Publishing Corp. تمت أرشفته من الأصل في 08 سبتمبر 2017. اطلع عليه بتاريخ March 16, 2017. نسخة محفوظة 03 فبراير 2019 على موقع واي باك مشين.
50. ↑  Olorunnipa، Toluse (February 24, 2017). "Trump Signs Executive Order to Impose Additional Layer of Oversight on Regulations". بلومبيرغ نيوز. نيويورك: بلومبيرغ إل بي. تمت أرشفته من الأصل في 29 مايو 2017. اطلع عليه بتاريخ February 24, 2017. نسخة محفوظة 29 مايو 2017 على موقع واي باك مشين.
51. ↑  Office of the Press Secretary  [لغات أخرى]‏ (February 28, 2017). "Presidential Executive Order on Restoring the Rule of Law, Federalism, and Economic Growth by Reviewing the "Waters of the United States" Rule". وايت هاوس دوت جوف. واشنطن العاصمة: البيت الأبيض. تمت أرشفته من الأصل في 09 ديسمبر 2017. اطلع عليه بتاريخ March 1, 2017. نسخة محفوظة 09 ديسمبر 2017 على موقع واي باك مشين.
52. ↑  "Restoring the Rule of Law, Federalism, and Economic Growth by Reviewing the "Waters of the Unite States" Rule" (PDF). السجل الفدرالي الأمريكي. واشنطن العاصمة: إدارة الأرشيف والوثائق الوطنية. March 3, 2017. تمت أرشفته من الأصل في March 3, 2017. اطلع عليه بتاريخ March 1, 2017. نسخة محفوظة 21 سبتمبر 2018 على موقع واي باك مشين.
53. ↑  Phillips، Susan (February 28, 2017). "Trump Aims To 'Eliminate' Clean Water Rule". الإذاعة الوطنية العامة. واشنطن العاصمة: National Public Radio, Inc. تمت أرشفته من الأصل في 15 يونيو 2018. اطلع عليه بتاريخ March 1, 2017. نسخة محفوظة 12 أبريل 2019 على موقع واي باك مشين.
54. ↑  Plummer، Brad (March 1, 2017). "Trump has begun dismantling Obama's EPA rules. First up: the Clean Water Rule.". فوكس.كوم. United States: فوكس ميديا. تمت أرشفته من الأصل في 23 مارس 2018. اطلع عليه بتاريخ March 1, 2017. نسخة محفوظة 31 مارس 2019 على موقع واي باك مشين.
55. ↑  Office of the Press Secretary  [لغات أخرى]‏ (February 28, 2017). "Presidential Executive Order on The White House Initiative to Promote Excellence and Innovation at Historically Black Colleges and Universities". وايت هاوس دوت جوف. واشنطن العاصمة: البيت الأبيض. تمت أرشفته من الأصل في 09 ديسمبر 2017. نسخة محفوظة 09 ديسمبر 2017 على موقع واي باك مشين.
56. ↑  "The White House Initiative to Promote Excellence and Innovation at Historically Black Colleges and Universities" (PDF). السجل الفدرالي الأمريكي. واشنطن العاصمة: إدارة الأرشيف والوثائق الوطنية. March 3, 2017. تمت أرشفته من الأصل في March 3, 2017. اطلع عليه بتاريخ March 16, 2017. نسخة محفوظة 20 فبراير 2018 على موقع واي باك مشين.
57. ↑  Alemany، Jacqueline (February 28, 2017). "Trump issues executive orders on HBCUs, environmental regulations". سي بي إس نيوز. United States: سي بي إس. تمت أرشفته من الأصل في 21 أكتوبر 2017. اطلع عليه بتاريخ March 1, 2017. نسخة محفوظة 08 فبراير 2019 على موقع واي باك مشين.
58. ↑  Pestano، Andrew V. (March 1, 2017). "Donald Trump signs executive orders on clean water rule, HBCUs". UPI. واشنطن العاصمة: News World Communications. تمت أرشفته من الأصل في 28 فبراير 2018. اطلع عليه بتاريخ March 1, 2017. نسخة محفوظة 08 نوفمبر 2018 على موقع واي باك مشين.
59. ↑  Office of the Press Secretary  [لغات أخرى]‏ (March 6, 2017). "Protecting The Nation From Foreign Terrorist Entry Into The United States". وايت هاوس دوت جوف. واشنطن العاصمة: البيت الأبيض. تمت أرشفته من الأصل في 14 ديسمبر 2017. اطلع عليه بتاريخ March 6, 2017. نسخة محفوظة 14 ديسمبر 2017 على موقع واي باك مشين.
60. ↑  "Protecting The Nation From Foreign Terrorist Entry Into The United States" (PDF). السجل الفدرالي الأمريكي. واشنطن العاصمة: إدارة الأرشيف والوثائق الوطنية. March 9, 2017. تمت أرشفته من الأصل في March 9, 2017. اطلع عليه بتاريخ March 9, 2017. نسخة محفوظة 08 ديسمبر 2018 على موقع واي باك مشين.
61. ↑  Shabad، Rebecca (March 6, 2017). "Trump's new travel ban executive order removes Iraq from list of banned countries". سي بي إس نيوز. نيويورك: سي بي إس. تمت أرشفته من الأصل في 27 يونيو 2018. اطلع عليه بتاريخ March 6, 2017. نسخة محفوظة 07 يناير 2019 على موقع واي باك مشين.
62. 1 2  Office of the Press Secretary  [لغات أخرى]‏ (April 8, 2017). "Presidential Memorandum on a Letter from the President to the Speaker of the House of Representatives and the President Pro Tempore of the Senate". وايت هاوس دوت جوف (باللغة الإنجليزية). واشنطن العاصمة: البيت الأبيض. تمت أرشفته من الأصل في 10 ديسمبر 2017. اطلع عليه بتاريخ April 13, 2017.نسخة محفوظة 12 2يناير7 على موقع واي باك مشين.
63. ↑  "Comprehensive Plan for Reorganizing the Executive Branch" (PDF). السجل الفدرالي الأمريكي. واشنطن العاصمة: إدارة الأرشيف والوثائق الوطنية. March 16, 2017. تمت أرشفته من الأصل في March 16, 2017. اطلع عليه بتاريخ March 17, 2017. نسخة محفوظة 06 ديسمبر 2017 على موقع واي باك مشين.
64. ↑  Rudalevige، Andrew (March 16, 2017). "Trump wants to reorganize the executive branch. Good luck with that.". واشنطن بوست. واشنطن العاصمة: جيف بيزوس. تمت أرشفته من الأصل في 22 أغسطس 2017. اطلع عليه بتاريخ March 17, 2017. نسخة محفوظة 20 ديسمبر 2018 على موقع واي باك مشين.
65. ↑  Pierce، Charles P. (March 14, 2017). "The Executive Branch Is About to Be 'Reorganized' into Oblivion". اسكواير. نيويورك: شركة هيرست. تمت أرشفته من الأصل في 15 مايو 2017. اطلع عليه بتاريخ March 17, 2017. نسخة محفوظة 24 مارس 2019 على موقع واي باك مشين.
66. ↑  Pramuk، Jacob (March 13, 2017). "Trump signs executive order aiming to trim government costs". سي إن بي سي.  إنغلوود كليفس  [لغات أخرى]: إن بي سي العالمية. تمت أرشفته من الأصل في 01 أكتوبر 2017. اطلع عليه بتاريخ March 17, 2017. نسخة محفوظة 26 أغسطس 2018 على موقع واي باك مشين.
67. ↑  Office of the Press Secretary  [لغات أخرى]‏ (March 27, 2017). "Presidential Executive Order on the Revocation of Federal Contracting Executive Orders". وايت هاوس دوت جوف. واشنطن العاصمة: البيت الأبيض. تمت أرشفته من الأصل في 09 ديسمبر 2017. اطلع عليه بتاريخ March 27, 2017. نسخة محفوظة 09 ديسمبر 2017 على موقع واي باك مشين.
68. ↑  "Revocation of Federal Contracting Executive Order" (PDF). السجل الفدرالي الأمريكي. واشنطن العاصمة: إدارة الأرشيف والوثائق الوطنية. March 30, 2017. تمت أرشفته من الأصل في March 30, 2017. اطلع عليه بتاريخ March 30, 2017. نسخة محفوظة 08 يونيو 2017 على موقع واي باك مشين.
69. ↑  Israel، Josh (December 19, 2016). "Trump's campaign vowed to undo all of Obama's executive orders. What would happen?". ThinkProgress. United States: Center for American Progress. تمت أرشفته من الأصل في 22 أغسطس 2017. اطلع عليه بتاريخ March 28, 2017. نسخة محفوظة 11 أبريل 2019 على موقع واي باك مشين.
70. ↑  Mitchell، Laura A. (March 27, 2017). "It's Official: Blacklisting Executive Order Revoked". Affirmative Action Law Advisor. United States: Jackson Lewis. تمت أرشفته من الأصل في 22 أغسطس 2017. اطلع عليه بتاريخ March 28, 2017. نسخة محفوظة 24 أكتوبر 2018 على موقع واي باك مشين.
71. ↑  Office of the Press Secretary  [لغات أخرى]‏ (March 28, 2017). "Presidential Executive Order on Promoting Energy Independence and Economic Growth". وايت هاوس دوت جوف. واشنطن العاصمة: البيت الأبيض. تمت أرشفته من الأصل في 13 ديسمبر 2017. اطلع عليه بتاريخ March 28, 2017. نسخة محفوظة 13 ديسمبر 2017 على موقع واي باك مشين.
72. ↑  "Promoting Energy Independence and Economic Growth" (PDF). السجل الفدرالي الأمريكي. واشنطن العاصمة: إدارة الأرشيف والوثائق الوطنية. March 31, 2017. تمت أرشفته من الأصل في March 31, 2017. اطلع عليه بتاريخ March 31, 2017. نسخة محفوظة 02 فبراير 2018 على موقع واي باك مشين.
73. ↑  Korte، Gregory (March 28, 2017). "Energy independence, not climate change, becomes priority under Trump order". يو إس إيه توداي.  ماكلين  [لغات أخرى]: Gannett Company. تمت أرشفته من الأصل في 06 فبراير 2018. اطلع عليه بتاريخ March 29, 2017. نسخة محفوظة 07 فبراير 2019 على موقع واي باك مشين.
74. 1 2  Office of the Press Secretary  [لغات أخرى]‏ (March 29, 2017). "Presidential Executive Order Establishing the President's Commission on Combating Drug Addiction and the Opioid Crisis". وايت هاوس دوت جوف. واشنطن العاصمة: البيت الأبيض. تمت أرشفته من الأصل في 14 ديسمبر 2017. اطلع عليه بتاريخ March 31, 2017.نسخة محفوظة 12 2يناير7 على موقع واي باك مشين.
75. ↑  "Establishing the President's Commission on Combating Drug Addiction and the Opioid Crisis" (PDF). السجل الفدرالي الأمريكي. واشنطن العاصمة: إدارة الأرشيف والوثائق الوطنية. April 3, 2017. تمت أرشفته من الأصل في April 3, 2017. اطلع عليه بتاريخ April 3, 2017. نسخة محفوظة 24 أكتوبر 2017 على موقع واي باك مشين.
76. ↑  Lopez، German (March 29, 2017). "Trump is launching a commission to deal with the deadliest drug crisis in US history". فوكس.كوم. United States: فوكس ميديا. تمت أرشفته من الأصل في 12 مارس 2018. اطلع عليه بتاريخ March 31, 2017. نسخة محفوظة 11 أبريل 2019 على موقع واي باك مشين.
77. ↑  Lawrence، Danica (March 29, 2017). "President Trump announces executive order to combat opioid epidemic in U.S.". KSTU. سولت ليك (مدينة): Tribune Broadcasting (KSTU License, LLC). تمت أرشفته من الأصل في 26 يوليو 2017. اطلع عليه بتاريخ March 31, 2017. نسخة محفوظة 11 أبريل 2019 على موقع واي باك مشين.
78. ↑  Barrett، Jennifer (March 30, 2017). "Executive Order Takes Aim at Opioid Abuse Epidemic". Pharmacy Times. Cranbury, New Jersey: Pharmacy & Healthcare Communications, LLC. تمت أرشفته من الأصل في 19 سبتمبر 2017. اطلع عليه بتاريخ March 31, 2017. نسخة محفوظة 24 أكتوبر 2018 على موقع واي باك مشين.
79. ↑  Office of the Press Secretary  [لغات أخرى]‏ (March 31, 2017). "Presidential Executive Order on Establishing the Enhanced Collection and Enforcement of Antidumping and Countervailing Duties and Violations of Trade and Customs Laws". وايت هاوس دوت جوف. واشنطن العاصمة: البيت الأبيض. تمت أرشفته من الأصل في 09 ديسمبر 2017. اطلع عليه بتاريخ April 2, 2017. نسخة محفوظة 09 ديسمبر 2017 على موقع واي باك مشين.
80. ↑  "Establishing the Enhanced Collection and Enforcement of Antidumping and Countervailing Duties and Violations of Trade and Customs Laws" (PDF). السجل الفدرالي الأمريكي. واشنطن العاصمة: إدارة الأرشيف والوثائق الوطنية. April 5, 2017. تمت أرشفته من الأصل في April 5, 2017. اطلع عليه بتاريخ April 5, 2017. نسخة محفوظة 20 فبراير 2018 على موقع واي باك مشين.
81. ↑  Manchester، Julia (March 31, 2017). "Trump walks out before signing executive orders". سي إن إن. أتلانتا (جورجيا): نظام تيرنر للبث (تايم وارنر). تمت أرشفته من الأصل في 15 ديسمبر 2017. اطلع عليه بتاريخ April 2, 2017. نسخة محفوظة 11 أبريل 2019 على موقع واي باك مشين.
82. ↑  Kelly، Erin (April 1, 2017). "Trump walks out on signing ceremony without actually signing order". يو إس إيه توداي.  ماكلين  [لغات أخرى]: Gannett Company. تمت أرشفته من الأصل في 19 مارس 2018. اطلع عليه بتاريخ April 2, 2017. نسخة محفوظة 19 مارس 2018 على موقع واي باك مشين.
83. 1 2  Office of the Press Secretary  [لغات أخرى]‏ (March 31, 2017). "Presidential Executive Order Regarding the Omnibus Report on Significant Trade Deficits". وايت هاوس دوت جوف. واشنطن العاصمة: البيت الأبيض. تمت أرشفته من الأصل في 09 ديسمبر 2017. اطلع عليه بتاريخ April 1, 2017.نسخة محفوظة 12 2يناير7 على موقع واي باك مشين.
84. ↑  "Regarding the Omnibus Report on Significant Trade Deficits" (PDF). السجل الفدرالي الأمريكي. واشنطن العاصمة: إدارة الأرشيف والوثائق الوطنية. April 5, 2017. تمت أرشفته من الأصل في April 5, 2017. اطلع عليه بتاريخ April 5, 2017. نسخة محفوظة 20 فبراير 2018 على موقع واي باك مشين.
85. ↑  "Trump to Sign Executive Order Targeting Trade Abuses". فوربس (مجلة). جيرسي سيتي: Forbes, Inc. (NSGV, Inc.). أسوشيتد برس. March 31, 2017. تمت أرشفته من الأصل في 13 يونيو 2017. اطلع عليه بتاريخ April 1, 2017. نسخة محفوظة 29 أغسطس 2018 على موقع واي باك مشين.
86. ↑  Wang، Christine (March 30, 2017). "Trump executive orders to tackle trade deficit, tariff enforcement". سي إن بي سي.  إنغلوود كليفس  [لغات أخرى]: إن بي سي العالمية (CNBC LLC). تمت أرشفته من الأصل في 03 يناير 2018. اطلع عليه بتاريخ April 1, 2017. نسخة محفوظة 26 أغسطس 2018 على موقع واي باك مشين.
87. ↑  Office of the Press Secretary  [لغات أخرى]‏ (March 31, 2017). "Presidential Executive Order on Providing an Order of Succession Within the Department of Justice". وايت هاوس دوت جوف. واشنطن العاصمة: البيت الأبيض. تمت أرشفته من الأصل في 09 ديسمبر 2017. اطلع عليه بتاريخ April 1, 2017. نسخة محفوظة 09 ديسمبر 2017 على موقع واي باك مشين.
88. ↑  "Providing an Order of Succession Within the Department of Justice" (PDF). السجل الفدرالي الأمريكي. واشنطن العاصمة: إدارة الأرشيف والوثائق الوطنية. April 5, 2017. تمت أرشفته من الأصل في April 5, 2017. اطلع عليه بتاريخ April 5, 2017. نسخة محفوظة 20 فبراير 2018 على موقع واي باك مشين.
89. ↑  Office of the Press Secretary  [لغات أخرى]‏ (April 18, 2017). "Presidential Executive Order on Buy American and Hire American". وايت هاوس دوت جوف. واشنطن العاصمة: البيت الأبيض. تمت أرشفته من الأصل في 14 ديسمبر 2017. اطلع عليه بتاريخ April 20, 2017. نسخة محفوظة 14 ديسمبر 2017 على موقع واي باك مشين.
90. ↑  Korte، Gregory (April 17, 2017). "Trump to sign 'Buy American, Hire American' executive order". يو إس إيه توداي.  ماكلين  [لغات أخرى]: Gannett Company. تمت أرشفته من الأصل في 11 يوليو 2018. اطلع عليه بتاريخ April 20, 2017. نسخة محفوظة 19 مارس 2019 على موقع واي باك مشين.
91. ↑  Phillip، Abby (April 18, 2017). "Trump signs 'Buy American, Hire American' executive order, promising to fight for American workers". واشنطن بوست. واشنطن العاصمة: جيف بيزوس. تمت أرشفته من الأصل في 11 يوليو 2018. اطلع عليه بتاريخ April 20, 2017. نسخة محفوظة 13 أبريل 2019 على موقع واي باك مشين.
92. ↑  Diamond، Jeremy (April 18, 2017). "Trump pushes 'Buy American, Hire American' policy in Wisconsin". سي إن إن. أتلانتا (جورجيا): نظام تيرنر للبث (تايم وارنر). تمت أرشفته من الأصل في 11 يوليو 2018. اطلع عليه بتاريخ April 20, 2017. نسخة محفوظة 21 يناير 2019 على موقع واي باك مشين.
93. ↑  Thrush، Glenn؛ Wingfield، Nick؛ Goel، Vindu (April 18, 2017). "Trump Signs Order That Could Lead to Curbs on Foreign Workers". نيويورك تايمز. نيويورك: شركة نيويورك تايمز. تمت أرشفته من الأصل في 11 يوليو 2018. اطلع عليه بتاريخ April 20, 2017. نسخة محفوظة 23 أكتوبر 2018 على موقع واي باك مشين.
94. ↑  "Buy American and Hire American" (PDF). السجل الفدرالي الأمريكي. واشنطن العاصمة: إدارة الأرشيف والوثائق الوطنية. April 21, 2017. تمت أرشفته من الأصل في April 21, 2017. اطلع عليه بتاريخ April 21, 2017. نسخة محفوظة 27 مارس 2018 على موقع واي باك مشين.
95. ↑  Office of the Press Secretary  [لغات أخرى]‏ (April 21, 2017). "Presidential Executive Order on Identifying and Reducing Tax Regulatory Burdens". وايت هاوس دوت جوف. واشنطن العاصمة: البيت الأبيض. تمت أرشفته من الأصل في 13 ديسمبر 2017. اطلع عليه بتاريخ April 21, 2017. نسخة محفوظة 13 ديسمبر 2017 على موقع واي باك مشين.
96. ↑  Mohsin، Saleha (April 20, 2017). "Trump to Sign Order Reviewing Tax Rules Issued in 2016". بلومبيرغ نيوز. نيويورك: بلومبيرغ إل بي. تمت أرشفته من الأصل في 18 مايو 2017. اطلع عليه بتاريخ April 21, 2017. نسخة محفوظة 18 مايو 2017 على موقع واي باك مشين.
97. ↑  Mohsin، Saleha (April 21, 2017). "Mnuchin Says Obama-Era Tax Rules Will Get Reviewed Under Trump's Order". بلومبيرغ نيوز. نيويورك: بلومبيرغ إل بي. تمت أرشفته من الأصل في 18 مايو 2017. اطلع عليه بتاريخ April 21, 2017. نسخة محفوظة 18 مايو 2017 على موقع واي باك مشين.
98. ↑  "Buy American and Hire American" (PDF). السجل الفدرالي الأمريكي. واشنطن العاصمة: إدارة الأرشيف والوثائق الوطنية. April 26, 2017. تمت أرشفته من الأصل في April 26, 2017. اطلع عليه بتاريخ April 26, 2017. نسخة محفوظة 30 أغسطس 2018 على موقع واي باك مشين.
99. ↑  Office of the Press Secretary  [لغات أخرى]‏ (April 25, 2017). "Presidential Executive Order on Promoting Agriculture and Rural Prosperity in America". وايت هاوس دوت جوف. واشنطن العاصمة: البيت الأبيض. تمت أرشفته من الأصل في 09 ديسمبر 2017. اطلع عليه بتاريخ April 26, 2017. نسخة محفوظة 09 ديسمبر 2017 على موقع واي باك مشين.
100. ↑  realDonaldTrump (25 أبريل 2017). "'Presidential Executive Order on Promoting Agriculture and Rural Prosperity in America' Executive Order: 45.wh.gov/UDWud3" (تغريدة).
101. ↑  Merica، Dan (April 24, 2017). "Trump to sign agriculture executive order Tuesday". سي إن إن. أتلانتا (جورجيا): نظام تيرنر للبث (تايم وارنر). تمت أرشفته من الأصل في 09 يناير 2018. اطلع عليه بتاريخ April 26, 2017. نسخة محفوظة 09 نوفمبر 2018 على موقع واي باك مشين.
102. ↑  "Promoting Agriculture and Rural Prosperity in America" (PDF). السجل الفدرالي الأمريكي. واشنطن العاصمة: إدارة الأرشيف والوثائق الوطنية. April 28, 2017. تمت أرشفته من الأصل في April 28, 2017. اطلع عليه بتاريخ April 28, 2017. نسخة محفوظة 08 يونيو 2017 على موقع واي باك مشين.
103. ↑  Office of the Press Secretary  [لغات أخرى]‏ (April 26, 2017). "Presidential Executive Order on Enforcing Statutory Prohibitions on Federal Control of Education". وايت هاوس دوت جوف. واشنطن العاصمة: البيت الأبيض. تمت أرشفته من الأصل في 09 ديسمبر 2017. اطلع عليه بتاريخ April 26, 2017.نسخة محفوظة 12 2يناير7 على موقع واي باك مشين.
104. ↑  realDonaldTrump (26 أبريل 2017). "Today, I signed an Executive Order on Enforcing Statutory Prohibitions on Federal Control of Education. EO: 45.wh.gov/hpoJya" (تغريدة).
105. ↑  Phippen، Thomas (April 26, 2017). "Here's Trump's Plan To Get Washington Out Of Schools". ذا دايلي كولر. واشنطن العاصمة: The Daily Caller, Inc. تمت أرشفته من الأصل في 05 سبتمبر 2017. اطلع عليه بتاريخ April 26, 2017. نسخة محفوظة 08 يناير 2019 على موقع واي باك مشين.
106. ↑  "Enforcing Statutory Prohibitions on Federal Control of Education" (PDF). السجل الفدرالي الأمريكي. واشنطن العاصمة: إدارة الأرشيف والوثائق الوطنية. April 26, 2017. تمت أرشفته من الأصل في May 1, 2017. اطلع عليه بتاريخ April 29, 2017. نسخة محفوظة 12 مايو 2017 على موقع واي باك مشين.
107. ↑  Office of the Press Secretary  [لغات أخرى]‏ (April 26, 2017). "Presidential Executive Order on the Review of Designations Under the Antiquities Act". وايت هاوس دوت جوف. واشنطن العاصمة: البيت الأبيض. تمت أرشفته من الأصل في 14 ديسمبر 2017. اطلع عليه بتاريخ April 26, 2017.نسخة محفوظة 12 2يناير7 على موقع واي باك مشين.
108. ↑  Merica، Dan؛ Liptak، Kevin. "Trump order could roll back public lands protections from 3 presidents". سي إن إن. أتلانتا (جورجيا): نظام تيرنر للبث (تايم وارنر). تمت أرشفته من الأصل في 12 يونيو 2018. اطلع عليه بتاريخ April 26, 2017. نسخة محفوظة 10 فبراير 2019 على موقع واي باك مشين.
109. ↑  Volcovici، Valerie (April 26, 2017). "Trump orders review of national monuments to allow development". رويترز. كناري وارف، لندن: تومسون رويترز. تمت أرشفته من الأصل في 28 يونيو 2018. اطلع عليه بتاريخ April 26, 2017. نسخة محفوظة 28 أبريل 2019 على موقع واي باك مشين.
110. ↑  Eilperin، Juliet (April 26, 2017). "Trump orders review of national monuments, vows to 'to end these abuses and return control to the people'". واشنطن بوست. واشنطن العاصمة: جيف بيزوس. تمت أرشفته من الأصل في 06 مايو 2018. اطلع عليه بتاريخ April 26, 2017. نسخة محفوظة 09 أبريل 2019 على موقع واي باك مشين.
111. ↑  Korte، Gregory (April 26, 2017). "Trump executive order could rescind national monuments". يو إس إيه توداي.  ماكلين  [لغات أخرى]: Gannett Company. تمت أرشفته من الأصل في 04 مايو 2018. اطلع عليه بتاريخ April 26, 2017. نسخة محفوظة 08 فبراير 2019 على موقع واي باك مشين.
112. ↑  "Review of Designations Under the Antiquities Act" (PDF). السجل الفدرالي الأمريكي. واشنطن العاصمة: إدارة الأرشيف والوثائق الوطنية. April 26, 2017. تمت أرشفته من الأصل في May 1, 2017. اطلع عليه بتاريخ April 29, 2017. نسخة محفوظة 04 ديسمبر 2018 على موقع واي باك مشين.
113. ↑  Office of the Press Secretary  [لغات أخرى]‏ (April 27, 2017). "Presidential Executive Order on Improving Accountability and Whistleblower Protection at the Department of Veterans Affairs". وايت هاوس دوت جوف. واشنطن العاصمة: البيت الأبيض. تمت أرشفته من الأصل في 09 ديسمبر 2017. اطلع عليه بتاريخ April 28, 2017.نسخة محفوظة 12 2يناير7 على موقع واي باك مشين.
114. ↑  Superville، Darlene (April 27, 2017). "President Trump Creates Accountability and Whistleblower Protection Office at the VA". Time. نيويورك: شركة تايم  [لغات أخرى]‏ تمت أرشفته من الأصل في 02 مايو 2017. اطلع عليه بتاريخ April 28, 2017. نسخة محفوظة 02 مايو 2017 على موقع واي باك مشين.
115. ↑  أسوشيتد برس (April 27, 2017). "Trump signs order creating accountability office at VA". فوكس نيوز. نيويورك:  مجموعة فوكس للترفيه  [لغات أخرى]. تمت أرشفته من الأصل في 07 سبتمبر 2017. اطلع عليه بتاريخ April 28, 2017. نسخة محفوظة 07 سبتمبر 2017 على موقع واي باك مشين.
116. ↑  Slack، Donovan (April 27, 2017). "VA whistle-blowers leery of Trump order creating office to protect them". يو إس إيه توداي.  ماكلين  [لغات أخرى]: Gannett Company. تمت أرشفته من الأصل في 14 فبراير 2018. اطلع عليه بتاريخ April 28, 2017. نسخة محفوظة 04 أبريل 2019 على موقع واي باك مشين.
117. ↑  "WATCH: Trump signs order creating accountability office at VA". ساعة الأخبار لقناة البث العامة  [لغات أخرى]‏. United States: بي بي إس. 27 أبريل 2017. مؤرشف من الأصل في 2017-09-24. اطلع عليه بتاريخ 2017-04-28.{{استشهاد بخبر}}:  صيانة الاستشهاد: علامات ترقيم زائدة (link)
118. ↑  "Improving Accountability and Whistleblower Protection at the Department of Veterans Affairs" (PDF). السجل الفدرالي الأمريكي. واشنطن العاصمة: إدارة الأرشيف والوثائق الوطنية. April 27, 2017. تمت أرشفته من الأصل في May 2, 2017. اطلع عليه بتاريخ May 2, 2017. نسخة محفوظة 12 مايو 2017 على موقع واي باك مشين.
119. ↑  Office of the Press Secretary  [لغات أخرى]‏ (April 29, 2017). "Presidential Executive Order on the Establishment of the American Technology Council". وايت هاوس دوت جوف. واشنطن العاصمة: البيت الأبيض. تمت أرشفته من الأصل في 13 ديسمبر 2017. اطلع عليه بتاريخ May 1, 2017.نسخة محفوظة 12 2يناير7 على موقع واي باك مشين.
120. ↑  Romm، Tony (May 1, 2017). "President Trump is launching a new tech group to 'transform and modernize' the U.S. government". ريكود[الإنجليزية]. United States: فوكس ميديا. تمت أرشفته من الأصل في 13 سبتمبر 2017. اطلع عليه بتاريخ May 1, 2017. نسخة محفوظة 01 أبريل 2019 على موقع واي باك مشين.
121. ↑  "Trump Signs Executive Order Creating American Technology Council". سبوتنيك (وكالة أنباء). روسيا: روسيا سيفودنيا. 1 مايو 2017. مؤرشف من الأصل في 2017-10-19. اطلع عليه بتاريخ 2017-05-01.
122. ↑  O'Brien، Sara Ashley (May 1, 2017). "Trump creates tech council to 'modernize' government's digital services". سي إن إن. أتلانتا (جورجيا): نظام تيرنر للبث (تايم وارنر). تمت أرشفته من الأصل في 01 سبتمبر 2017. اطلع عليه بتاريخ May 1, 2017. نسخة محفوظة 25 ديسمبر 2018 على موقع واي باك مشين.
123. ↑  "Establishment of the American Technology Council" (PDF). السجل الفدرالي الأمريكي. واشنطن العاصمة: إدارة الأرشيف والوثائق الوطنية. April 27, 2017. تمت أرشفته من الأصل في May 3, 2017. اطلع عليه بتاريخ May 2, 2017. نسخة محفوظة 08 يونيو 2017 على موقع واي باك مشين.
124. ↑  Office of the Press Secretary  [لغات أخرى]‏ (April 27, 2017). "Presidential Executive Order on Implementing an America-First Offshore Energy Strategy". وايت هاوس دوت جوف. واشنطن العاصمة: البيت الأبيض. تمت أرشفته من الأصل في 09 ديسمبر 2017. اطلع عليه بتاريخ April 28, 2017.نسخة محفوظة 12 2يناير7 على موقع واي باك مشين.
125. ↑  أسوشيتد برس (April 28, 2017). "Trump signs executive order aimed at expanding drilling in Arctic, Atlantic oceans". فوكس نيوز. نيويورك:  مجموعة فوكس للترفيه  [لغات أخرى]. تمت أرشفته من الأصل في 21 نوفمبر 2017. اطلع عليه بتاريخ April 28, 2017. نسخة محفوظة 03 سبتمبر 2018 على موقع واي باك مشين.
126. ↑  "Implementing an America-First Offshore Energy Strategy" (PDF). السجل الفدرالي الأمريكي. واشنطن العاصمة: إدارة الأرشيف والوثائق الوطنية. April 27, 2017. تمت أرشفته من الأصل في May 3, 2017. اطلع عليه بتاريخ May 2, 2017. نسخة محفوظة 04 ديسمبر 2018 على موقع واي باك مشين.
127. 1 2  Korte، Gregory (April 29, 2017). "On his 100th day in office, Trump orders review of free trade agreements". يو إس إيه توداي.  ماكلين  [لغات أخرى]: Gannett Company. تمت أرشفته من الأصل في 22 أغسطس 2017. اطلع عليه بتاريخ May 1, 2017. نسخة محفوظة 15 أغسطس 2018 على موقع واي باك مشين.
128. 1 2 3  Office of the Press Secretary  [لغات أخرى]‏ (April 29, 2017). "Presidential Executive Order on Addressing Trade Agreement Violations and Abuses". وايت هاوس دوت جوف. واشنطن العاصمة: البيت الأبيض. تمت أرشفته من الأصل في 09 ديسمبر 2017. اطلع عليه بتاريخ May 1, 2017.نسخة محفوظة 12 2يناير7 على موقع واي باك مشين.
129. ↑  "Addressing Trade Agreement Violations and Abuses" (PDF). السجل الفدرالي الأمريكي. واشنطن العاصمة: إدارة الأرشيف والوثائق الوطنية. April 29, 2017. تمت أرشفته من الأصل في May 4, 2017. اطلع عليه بتاريخ May 4, 2017. نسخة محفوظة 08 يونيو 2017 على موقع واي باك مشين.
130. ↑  Jha، Lalit K. (April 29, 2017). "Donald Trump to order review of trade agreements, WTO". Mint. Gandhi Marg, نيودلهي: HT Media. تمت أرشفته من الأصل في 30 سبتمبر 2017. اطلع عليه بتاريخ May 4, 2017. نسخة محفوظة 17 أبريل 2019 على موقع واي باك مشين.
131. ↑  Palmer، Doug (April 28, 2017). "Trump on trade: Scrutinize NAFTA, other deals for 'abuses'". بوليتيكو. مقاطعة أرلنغتون (فيرجينيا): Capitol News Company. تمت أرشفته من الأصل في 02 أكتوبر 2017. اطلع عليه بتاريخ May 4, 2017. نسخة محفوظة 17 أبريل 2019 على موقع واي باك مشين.
132. ↑  "Trump Orders Trade Deal Review, Continues NAFTA and South Korea Renegotiation Push". ICTSD. جنيف. 4 مايو 2017. مؤرشف من الأصل في 2017-08-22. اطلع عليه بتاريخ 2017-05-04.
133. ↑  Treene، Alayna (April 28, 2017). "Trump's latest executive order targets trade abuse". أكسيوس ميديا. مقاطعة أرلنغتون (فيرجينيا): Jim VandeHei LLC. تمت أرشفته من الأصل في 22 أغسطس 2017. اطلع عليه بتاريخ May 4, 2017. نسخة محفوظة 22 أغسطس 2017 على موقع واي باك مشين.
134. ↑  Office of the Press Secretary  [لغات أخرى]‏ (April 29, 2017). "Presidential Executive Order on the Establishment of the Office of Trade and Manufacturing Policy". وايت هاوس دوت جوف. واشنطن العاصمة: البيت الأبيض. تمت أرشفته من الأصل في 09 ديسمبر 2017. اطلع عليه بتاريخ May 1, 2017.نسخة محفوظة 12 2يناير7 على موقع واي باك مشين.
135. ↑  "Establishment of the Office of Trade and Manufacturing Policy" (PDF). السجل الفدرالي الأمريكي. واشنطن العاصمة: إدارة الأرشيف والوثائق الوطنية. April 29, 2017. تمت أرشفته من الأصل في May 4, 2017. اطلع عليه بتاريخ May 4, 2017. نسخة محفوظة 08 يونيو 2017 على موقع واي باك مشين.
136. ↑  Office of the Press Secretary  [لغات أخرى]‏ (May 4, 2017). "Presidential Executive Order on Promoting Free Speech and Religious Liberty". وايت هاوس دوت جوف. واشنطن العاصمة: البيت الأبيض. تمت أرشفته من الأصل في 14 ديسمبر 2017. اطلع عليه بتاريخ May 4, 2017.نسخة محفوظة 12 2يناير7 على موقع واي باك مشين.
137. ↑  Groppe، Maureen؛ Jackson، David (May 3, 2017). "Trump to sign executive order to 'protect and vigorously promote religious liberty'". يو إس إيه توداي.  ماكلين  [لغات أخرى]: Gannett Company. تمت أرشفته من الأصل في 10 أبريل 2018. اطلع عليه بتاريخ May 4, 2017. نسخة محفوظة 25 فبراير 2019 على موقع واي باك مشين.
138. ↑  Abram، Lauren (May 4, 2017). "President Trump signs executive order promoting free speech, religious liberty". KTBS-TV. شريفبورت: KTBS, LLC. اطلع عليه بتاريخ May 4, 2017. "نسخة مؤرشفة". مؤرشف من الأصل في 2017-05-09. اطلع عليه بتاريخ 2017-08-22.{{استشهاد ويب}}:  صيانة الاستشهاد: BOT: original URL status unknown (link)
139. ↑  French، David (May 4, 2017). "Trump's Executive Order on Religious Liberty Is Worse Than Useless". ناشيونال ريفيو. United States: National Review, Inc. تمت أرشفته من الأصل في 21 نوفمبر 2017. اطلع عليه بتاريخ May 4, 2017. نسخة محفوظة 21 نوفمبر 2017 على موقع واي باك مشين.
140. ↑  Sampathkumar، Mythili (May 4, 2017). "Donald Trump signs executive order 'vigorously promoting religious liberty'". ذي إندبندنت. لندن: Independent Print Limited. تمت أرشفته من الأصل في 01 نوفمبر 2017. اطلع عليه بتاريخ May 4, 2017. نسخة محفوظة 11 2يناير7 على موقع واي باك مشين.
141. ↑  Gren، Emma (May 4, 2017). "Why Trump's Executive Order on Religious Liberty Left Many Conservatives Dissatisfied". ذا أتلانتيك. واشنطن العاصمة: Atlantic Media. تمت أرشفته من الأصل في 28 يونيو 2018. اطلع عليه بتاريخ May 4, 2017. نسخة محفوظة 28 أبريل 2019 على موقع واي باك مشين.
142. ↑  Vitali، Ali (May 4, 2017). "Trump Signs 'Religious Liberty' Executive Order Allowing for Broad Exemptions". إن بي سي نيوز. نيويورك: هيئة الإذاعة الوطنية. تمت أرشفته من الأصل في 20 يوليو 2018. اطلع عليه بتاريخ May 4, 2017. نسخة محفوظة 21 أبريل 2019 على موقع واي باك مشين.
143. ↑  Liptak، Kevin (May 4, 2017). "Trump signs executive order to 'vigorously promote religious liberty'". سي إن إن. أتلانتا (جورجيا): نظام تيرنر للبث (تايم وارنر). تمت أرشفته من الأصل في 12 مارس 2018. اطلع عليه بتاريخ May 4, 2017. نسخة محفوظة 21 يناير 2019 على موقع واي باك مشين.
144. ↑  "Promoting Free Speech and Religious Liberty" (PDF). السجل الفدرالي الأمريكي. واشنطن العاصمة: إدارة الأرشيف والوثائق الوطنية. May 4, 2017. تمت أرشفته من الأصل في May 9, 2017. اطلع عليه بتاريخ May 9, 2017. نسخة محفوظة 08 يونيو 2017 على موقع واي باك مشين.
145. ↑  Office of the Press Secretary  [لغات أخرى]‏ (May 11, 2017). "Presidential Executive Order on the Establishment of Presidential Advisory Commission on Election Integrity". وايت هاوس دوت جوف. واشنطن العاصمة: البيت الأبيض. تمت أرشفته من الأصل في 14 ديسمبر 2017. اطلع عليه بتاريخ May 11, 2017.نسخة محفوظة 12 2يناير7 على موقع واي باك مشين.
146. ↑  Alexander، David؛ Harte، Julia (May 11, 2017). "Trump creates panel to study voter fraud, suppression". رويترز. كناري وارف، لندن: تومسون رويترز. تمت أرشفته من الأصل في 17 يوليو 2018. اطلع عليه بتاريخ May 11, 2017. نسخة محفوظة 17 يوليو 2018 على موقع واي باك مشين.
147. ↑  realDonaldTrump (11 مايو 2017). "'Presidential Executive Order on the Establishment of the Presidential Advisory Commission on Election Integrity' 45.wh.gov/g3PRF1" (تغريدة).
148. ↑  Henderson، Barney (May 11, 2017). "Donald Trump signs executive order to establish voter fraud investigation". ديلي تلغراف. لندن: مجموعة تلغراف ميديا. تمت أرشفته من الأصل في 14 يونيو 2018. اطلع عليه بتاريخ May 11, 2017. نسخة محفوظة 28 أبريل 2019 على موقع واي باك مشين.
149. ↑  "Establishment of Presidential Advisory Commission on Election Integrity" (PDF). السجل الفدرالي الأمريكي. واشنطن العاصمة: إدارة الأرشيف والوثائق الوطنية. May 11, 2017. تمت أرشفته من الأصل في May 16, 2017. اطلع عليه بتاريخ May 16, 2017. نسخة محفوظة 29 أكتوبر 2017 على موقع واي باك مشين.
150. ↑  Office of the Press Secretary  [لغات أخرى]‏ (May 11, 2017). "Presidential Executive Order on Strengthening the Cybersecurity of Federal Networks and Critical Infrastructure". وايت هاوس دوت جوف. واشنطن العاصمة: البيت الأبيض. تمت أرشفته من الأصل في 14 ديسمبر 2017. اطلع عليه بتاريخ May 11, 2017. نسخة محفوظة 14 ديسمبر 2017 على موقع واي باك مشين.
151. ↑  realDonaldTrump (11 مايو 2017). "'Presidential Executive Order on Strengthening the Cybersecurity of Federal Networks and Critical Infrastructure' 45.wh.gov/fd42sg" (تغريدة).
152. ↑  Chaitin، Daniel (11 مايو 2017). "Trump signs cybersecurity order to create an 'executive branch enterprise'". واشنطن إكزامنر  [لغات أخرى]‏. واشنطن العاصمة: Clarity Media Group. مؤرشف من الأصل في 2017-10-22. اطلع عليه بتاريخ 2017-05-11.{{استشهاد بمجلة}}:  صيانة الاستشهاد: علامات ترقيم زائدة (link)
153. ↑  Arter، Melanie (May 11, 2017). "Trump Issues Executive Order on Cybersecurity". CNSNews.com. United States: Media Research Center. تمت أرشفته من الأصل في 16 فبراير 2018. اطلع عليه بتاريخ May 11, 2017. نسخة محفوظة 06 نوفمبر 2018 على موقع واي باك مشين.
154. ↑  Woitas، Jan (May 12, 2017). "'Keep America safe in cyberspace': Trump signs cybersecurity executive order". RT. موسكو: ANO "TV-Novosti". تمت أرشفته من الأصل في 26 أكتوبر 2017. اطلع عليه بتاريخ May 12, 2017. نسخة محفوظة 25 يناير 2019 على موقع واي باك مشين.
155. ↑  "Strengthening the Cybersecurity of Federal Networks and Critical Infrastructure" (PDF). السجل الفدرالي الأمريكي. واشنطن العاصمة: إدارة الأرشيف والوثائق الوطنية. May 11, 2017. تمت أرشفته من الأصل في May 16, 2017. اطلع عليه بتاريخ May 16, 2017. نسخة محفوظة 05 ديسمبر 2017 على موقع واي باك مشين.
156. ↑  Office of the Press Secretary  [لغات أخرى]‏ (June 15, 2017). "Presidential Executive Order on Expanding Apprenticeships in America". وايت هاوس دوت جوف. واشنطن العاصمة: البيت الأبيض. تمت أرشفته من الأصل في 14 ديسمبر 2017. اطلع عليه بتاريخ June 15, 2017. نسخة محفوظة 14 ديسمبر 2017 على موقع واي باك مشين.
157. ↑  Soergel، Andrew (June 15, 2017). "Trump Unveils Apprenticeship Overhaul". يو إس نيوز آند وورد ريبورت. واشنطن العاصمة: U.S. News & World Report, L.P. تمت أرشفته من الأصل في 15 أكتوبر 2017. اطلع عليه بتاريخ June 15, 2017. نسخة محفوظة 15 أكتوبر 2017 على موقع واي باك مشين.
158. ↑  DuVall، Eric (June 15, 2017). "Trump signs order expanding labor apprenticeships". UPI. ميامي: News World Communications. تمت أرشفته من الأصل في 02 نوفمبر 2017. اطلع عليه بتاريخ June 15, 2017. نسخة محفوظة 18 فبراير 2019 على موقع واي باك مشين.
159. ↑  Fabian، Jordan (15 يونيو 2017). "Trump to sign executive order on apprenticeships". ذا هل (صحيفة). واشنطن العاصمة: Capitol Hill Publishing Corp. مؤرشف من الأصل في 2018-09-14. اطلع عليه بتاريخ 2017-06-15.
160. ↑  Merica، Dan (June 15, 2017). "Trump, working with Ivanka, to push expanded apprenticeship programs". سي إن إن. أتلانتا (جورجيا): نظام تيرنر للبث (تايم وارنر). تمت أرشفته من الأصل في 29 ديسمبر 2017. اطلع عليه بتاريخ June 15, 2017. نسخة محفوظة 21 يوليو 2018 على موقع واي باك مشين.
161. ↑  Pappas، Alex (15 يونيو 2017). "Trump signs executive order to encourage more apprenticeship programs for workers". واشنطن إكزامنر  [لغات أخرى]‏. واشنطن العاصمة: Clarity Media Group. مؤرشف من الأصل في 2018-01-29. اطلع عليه بتاريخ 2017-06-15.{{استشهاد بمجلة}}:  صيانة الاستشهاد: علامات ترقيم زائدة (link)
162. ↑  "Expanding Apprenticeships in America" (PDF). السجل الفدرالي الأمريكي. واشنطن العاصمة: إدارة الأرشيف والوثائق الوطنية. June 15, 2017. تمت أرشفته من الأصل في June 20, 2017. اطلع عليه بتاريخ June 20, 2017. نسخة محفوظة 05 ديسمبر 2017 على موقع واي باك مشين.
163. ↑  Office of the Press Secretary  [لغات أخرى]‏ (June 21, 2017). "Presidential Executive Order on Amending of Executive Order 13597". وايت هاوس دوت جوف. واشنطن العاصمة: البيت الأبيض. تمت أرشفته من الأصل في 14 ديسمبر 2017. اطلع عليه بتاريخ June 26, 2017. نسخة محفوظة 14 ديسمبر 2017 على موقع واي باك مشين.
164. ↑  "President Trump Issues Executive Order Amending Executive Order 13597". The National Law Review. شيكاغو: National Law Forum L.L.C. 23 يونيو 2017. ISSN:2161-3362. مؤرشف من الأصل في 2017-08-22. اطلع عليه بتاريخ 2017-06-26.
165. ↑  "Amendment of Executive Order 13597" (PDF). السجل الفدرالي الأمريكي. واشنطن العاصمة: إدارة الأرشيف والوثائق الوطنية. June 21, 2017. تمت أرشفته من الأصل في June 26, 2017. اطلع عليه بتاريخ June 26, 2017. نسخة محفوظة 23 أغسطس 2017 على موقع واي باك مشين.
166. ↑  Office of the Press Secretary  [لغات أخرى]‏ (June 30, 2017). "Presidential Executive Order on Reviving the National Space Council". وايت هاوس دوت جوف. واشنطن العاصمة: البيت الأبيض. تمت أرشفته من الأصل في 14 ديسمبر 2017. اطلع عليه بتاريخ July 1, 2017. نسخة محفوظة 14 ديسمبر 2017 على موقع واي باك مشين.
167. ↑  Ware، Doug C. (June 30, 2017). "Trump orders resurrection of National Space Council". UPI. واشنطن العاصمة: News World Communications. تمت أرشفته من الأصل في 23 يونيو 2018. اطلع عليه بتاريخ July 1, 2017. نسخة محفوظة 08 نوفمبر 2018 على موقع واي باك مشين.
168. ↑  Space News Staff (June 30, 2017). "President Trump reestablishes National Space Council". SpaceNews. الإسكندرية (فرجينيا): Pocket Ventures, LLC. اطلع عليه بتاريخ July 1, 2017. نسخة محفوظة 2023-02-20 على موقع واي باك مشين.
169. ↑  "Reviving the National Space Council" (PDF). السجل الفدرالي الأمريكي. واشنطن العاصمة: إدارة الأرشيف والوثائق الوطنية. June 30, 2017. تمت أرشفته من الأصل في July 7, 2017. اطلع عليه بتاريخ July 7, 2017. نسخة محفوظة 23 أغسطس 2017 على موقع واي باك مشين.
170. ↑  Office of the Press Secretary  [لغات أخرى]‏ (January 23, 2017). "Presidential Memorandum Regarding the Amendment of Executive Order 13761". وايت هاوس دوت جوف. واشنطن العاصمة: البيت الأبيض. تمت أرشفته من الأصل في 10 ديسمبر 2017. اطلع عليه بتاريخ April 3, 2017.نسخة محفوظة 12 2يناير7 على موقع واي باك مشين.
171. 1 2  Office of the Press Secretary  [لغات أخرى]‏ (July 11, 2017). "Presidential Executive Order on the Amendment of Executive Order 13761". وايت هاوس دوت جوف. واشنطن العاصمة: البيت الأبيض. تمت أرشفته من الأصل في 14 ديسمبر 2017. اطلع عليه بتاريخ July 15, 2017.نسخة محفوظة 12 2يناير7 على موقع واي باك مشين.
172. ↑  Taylor، Adam (July 12, 2017). "The U.S. extended sanctions on Sudan — but North Korea might be the real target". واشنطن بوست. واشنطن العاصمة: جيف بيزوس. تمت أرشفته من الأصل في 07 يناير 2018. اطلع عليه بتاريخ July 15, 2017. نسخة محفوظة 29 نوفمبر 2018 على موقع واي باك مشين.
173. ↑  Summers، Hannah (July 12, 2017). "Trump delays decision on lifting sanctions against Sudan". الغارديان. لندن:  جارديان ميديا جروب  [لغات أخرى]. تمت أرشفته من الأصل في 18 فبراير 2018. اطلع عليه بتاريخ July 15, 2017. نسخة محفوظة 14 أبريل 2019 على موقع واي باك مشين.
174. ↑  "Amendment of Executive Order 13761" (PDF). السجل الفدرالي الأمريكي. واشنطن العاصمة: إدارة الأرشيف والوثائق الوطنية. July 11, 2017. تمت أرشفته من الأصل في July 14, 2017. اطلع عليه بتاريخ July 15, 2017. نسخة محفوظة 23 أغسطس 2017 على موقع واي باك مشين.
175. 1 2  Office of the Press Secretary  [لغات أخرى]‏ (April 28, 2017). "President Donald J. Trump Proclaims April 30 through May 6, 2017, as National Charter Schools Week". وايت هاوس دوت جوف (باللغة الإنجليزية). واشنطن العاصمة: البيت الأبيض. تمت أرشفته من الأصل في 10 ديسمبر 2017. اطلع عليه بتاريخ May 1, 2017.نسخة محفوظة 12 2يناير7 على موقع واي باك مشين.
176. ↑  Fisher، Tyson (20 يوليو 2017). "Trump signs executive order establishing infrastructure advisory council". Land Line Magazine. غرين فالي: Owner–Operator Independent Drivers Association. مؤرشف من الأصل في 2017-08-22. اطلع عليه بتاريخ 2017-07-21.
177. ↑  Eggerton، John (July 20, 2017). "President Trump Forms Infrastructure Advisory Council". مؤسسة بنتون. إيفانستون: مؤسسة بنتون. اطلع عليه بتاريخ July 21, 2017. نسخة محفوظة 22 أغسطس 2017 على موقع واي باك مشين.
178. ↑  "Establishing a Presidential Advisory Council on Infrastructure" (PDF). السجل الفدرالي الأمريكي. واشنطن العاصمة: إدارة الأرشيف والوثائق الوطنية. July 19, 2017. تمت أرشفته من الأصل في July 25, 2017. اطلع عليه بتاريخ July 25, 2017. نسخة محفوظة 23 أغسطس 2017 على موقع واي باك مشين.
179. ↑  Office of the Press Secretary  [لغات أخرى]‏ (July 21, 2017). "Presidential Executive Order on Assessing and Strengthening the Manufacturing and Defense Industrial Base and Supply Chain Resiliency of the United States". وايت هاوس دوت جوف. واشنطن العاصمة: البيت الأبيض. تمت أرشفته من الأصل في 14 ديسمبر 2017. اطلع عليه بتاريخ July 22, 2017.نسخة محفوظة 12 2يناير7 على موقع واي باك مشين.
180. ↑  Mitchellذا هل (صحيفة)، Ellen (July 21, 2017). "White House to order review of US defense industrial base". واشنطن العاصمة: Capitol Hill Publishing Corp. تمت أرشفته من الأصل في 02 يناير 2018. اطلع عليه بتاريخ July 22, 2017. نسخة محفوظة 05 أغسطس 2018 على موقع واي باك مشين.
181. ↑  "Trump to order review of U.S. defense industrial base -official". رويترز. كناري وارف، لندن: تومسون رويترز. 21 يوليو 2017. مؤرشف من الأصل في 2017-08-31. اطلع عليه بتاريخ 2017-07-22.
182. ↑  Carlson، Stephen (July 21, 2017). "White House issues executive order on defense industry sourcing". UPI. واشنطن العاصمة: News World Communications. تمت أرشفته من الأصل في 21 سبتمبر 2017. اطلع عليه بتاريخ July 22, 2017. نسخة محفوظة 26 أغسطس 2018 على موقع واي باك مشين.
183. ↑  "Assessing and Strengthening the Manufacturing and Defense Industrial Base and Supply Chain Resiliency of the United States" (PDF). السجل الفدرالي الأمريكي. واشنطن العاصمة: إدارة الأرشيف والوثائق الوطنية. July 19, 2017. تمت أرشفته من الأصل في July 25, 2017. اطلع عليه بتاريخ July 25, 2017. نسخة محفوظة 23 أغسطس 2017 على موقع واي باك مشين.
184. ↑  Office of the Press Secretary  [لغات أخرى]‏ (August 15, 2017). "Establishing Discipline and Accountability in the Environmental Review and Permitting Process for Infrastructure". وايت هاوس دوت جوف. واشنطن العاصمة: البيت الأبيض. تمت أرشفته من الأصل في 14 ديسمبر 2017. اطلع عليه بتاريخ August 21, 2017. نسخة محفوظة 14 ديسمبر 2017 على موقع واي باك مشين.
185. ↑  Reuters Staff (August 14, 2017). "Trump to sign executive order Tuesday on infrastructure projects". رويترز. كناري وارف، لندن: تومسون رويترز. تمت أرشفته من الأصل في 27 أغسطس 2017. اطلع عليه بتاريخ August 21, 2017. نسخة محفوظة 21 أبريل 2019 على موقع واي باك مشين.
186. ↑  Worstall، Tim (16 أغسطس 2017). "Trump's Flowchart Shows Why Obama's Shovel Ready Stimulus Plan Didn't Work". فوربس (مجلة). جيرسي سيتي: Forbes, Inc. (NSGV, Inc.). مؤرشف من الأصل في 2017-08-31. اطلع عليه بتاريخ 2017-08-21.
187. ↑  Cone، Allen (August 15, 2017). "Trump orders fast-track of infrastructure projects, easing of environment rules". UPI. واشنطن العاصمة: News World Communications. تمت أرشفته من الأصل في 05 ديسمبر 2017. اطلع عليه بتاريخ August 21, 2017. نسخة محفوظة 29 يناير 2019 على موقع واي باك مشين.
188. ↑  "Establishing Discipline and Accountability in the Environmental Review and Permitting Process for Infrastructure Projects" (PDF). السجل الفدرالي الأمريكي. واشنطن العاصمة: إدارة الأرشيف والوثائق الوطنية. August 15, 2017. تمت أرشفته من الأصل في August 24, 2017. اطلع عليه بتاريخ August 26, 2017. نسخة محفوظة 01 ديسمبر 2017 على موقع واي باك مشين.
189. ↑  Office of the Press Secretary  [لغات أخرى]‏ (August 25, 2017). "Presidential Memorandum Regarding A Text of a Letter from the President to the Speaker of the House of Representatives and the President of the Senate on Imposing Sanctions with Respect to the Situation in Venezuela". وايت هاوس دوت جوف. واشنطن العاصمة: البيت الأبيض. تمت أرشفته من الأصل في 09 ديسمبر 2017. اطلع عليه بتاريخ August 25, 2017. نسخة محفوظة 09 ديسمبر 2017 على موقع واي باك مشين.
190. ↑  Office of the Press Secretary  [لغات أخرى]‏ (August 25, 2017). "Presidential Executive Order on Imposing Sanctions with Respect to the Situation in Venezuela". وايت هاوس دوت جوف. واشنطن العاصمة: البيت الأبيض. تمت أرشفته من الأصل في 14 ديسمبر 2017. اطلع عليه بتاريخ August 27, 2017. نسخة محفوظة 14 ديسمبر 2017 على موقع واي باك مشين.
191. ↑  Gearan، Anne؛ Faiola، Anthony (August 25, 2017). "Trump tightens Venezuela's access to U.S. financial system". واشنطن بوست. واشنطن العاصمة: جيف بيزوس. تمت أرشفته من الأصل في 11 يوليو 2018. اطلع عليه بتاريخ August 27, 2017. نسخة محفوظة 05 أبريل 2019 على موقع واي باك مشين.
192. ↑  Worstall، Tim (26 أغسطس 2017). "US Imposes More Sanctions On Venezuela - Politics, Yes, Little Economic Effect Expected". فوربس (مجلة). جيرسي سيتي: Forbes, Inc. (NSGV, Inc.). مؤرشف من الأصل في 2019-10-07. اطلع عليه بتاريخ 2017-08-27.
193. ↑  "Imposing Additional Sanctions With Respect to the Situation in Venezuela" (PDF). السجل الفدرالي الأمريكي. واشنطن العاصمة: إدارة الأرشيف والوثائق الوطنية. August 25, 2017. تمت أرشفته من الأصل في August 29, 2017. اطلع عليه بتاريخ August 30, 2017. نسخة محفوظة 10 ديسمبر 2017 على موقع واي باك مشين.
194. ↑  Office of the Press Secretary  [لغات أخرى]‏ (August 28, 2017). "Presidential Executive Order on Restoring State, Tribal, and Local Law Enforcement's Access to Life-Saving Equipment and Resources". وايت هاوس دوت جوف. واشنطن العاصمة: البيت الأبيض. تمت أرشفته من الأصل في 14 ديسمبر 2017. اطلع عليه بتاريخ August 28, 2017. نسخة محفوظة 14 ديسمبر 2017 على موقع واي باك مشين.
195. ↑  Goldman، Adam (August 28, 2017). "Trump Reverses Restrictions on Military Hardware for Police". نيويورك تايمز. نيويورك: شركة نيويورك تايمز. تمت أرشفته من الأصل في 15 يونيو 2018. اطلع عليه بتاريخ August 28, 2017. نسخة محفوظة 23 فبراير 2019 على موقع واي باك مشين.
196. ↑  أسوشيتد برس (August 28, 2017). "Trump signs executive order on military gear". سي بي إس نيوز. نيويورك: سي بي إس. تمت أرشفته من الأصل في 13 يوليو 2018. اطلع عليه بتاريخ August 28, 2017. نسخة محفوظة 21 أكتوبر 2018 على موقع واي باك مشين.
197. ↑  أسوشيتد برس (August 28, 2017). "The Latest: AG: Trump signs executive order on military gear". واشنطن بوست. واشنطن العاصمة: جيف بيزوس. تمت أرشفته من الأصل في 29 أغسطس 2017. اطلع عليه بتاريخ August 28, 2017. نسخة محفوظة 03 نوفمبر 2018 على موقع واي باك مشين.
198. ↑  Brandon، Alex (August 28, 2017). "AG: Trump signs executive order on military gear". Philadelphia Tribune. فيلادلفيا: Tronc, Inc.  [لغات أخرى]‏ اطلع عليه بتاريخ August 28, 2017. [وصلة مكسورة] نسخة محفوظة 17 ديسمبر 2019 على موقع واي باك مشين.
199. ↑  "Restoring State, Tribal, and Local Law Enforcement's Access to Life-Saving Equipment and Resources" (PDF). السجل الفدرالي الأمريكي. واشنطن العاصمة: إدارة الأرشيف والوثائق الوطنية. August 28, 2017. تمت أرشفته من الأصل في August 31, 2017. اطلع عليه بتاريخ September 5, 2017. نسخة محفوظة 01 ديسمبر 2017 على موقع واي باك مشين.
200. ↑  Office of the Press Secretary  [لغات أخرى]‏ (January 23, 2017). "Regarding the Hiring Freeze". وايت هاوس دوت جوف. واشنطن العاصمة: البيت الأبيض. تمت أرشفته من الأصل في 30 أبريل 2018. اطلع عليه بتاريخ February 28, 2017. نسخة محفوظة 24 أبريل 2019 على موقع واي باك مشين.
201. ↑  "Regarding the Hiring Freeze" (PDF). السجل الفدرالي الأمريكي. واشنطن العاصمة: إدارة الأرشيف والوثائق الوطنية. January 25, 2017. تمت أرشفته من الأصل في January 25, 2017. اطلع عليه بتاريخ April 3, 2017. نسخة محفوظة 07 ديسمبر 2017 على موقع واي باك مشين.
202. ↑  Kamisar، Ben (January 23, 2017). "Trump imposes freeze on federal hiring". ذا هل (صحيفة). واشنطن العاصمة: Capitol Hill Publishing Corp. تمت أرشفته من الأصل في 04 يناير 2018. اطلع عليه بتاريخ January 24, 2017. نسخة محفوظة 12 فبراير 2019 على موقع واي باك مشين.
203. ↑  Office of the Press Secretary  [لغات أخرى]‏ (January 23, 2017). "Barring international non-governmental organizations that perform or promote abortions from receiving US government funding". وايت هاوس دوت جوف. واشنطن العاصمة: البيت الأبيض. تمت أرشفته من الأصل في 10 ديسمبر 2017. اطلع عليه بتاريخ April 3, 2017. نسخة محفوظة 10 ديسمبر 2017 على موقع واي باك مشين.
204. ↑  "Barring international non-governmental organizations that perform or promote abortions from receiving US government funding" (PDF). السجل الفدرالي الأمريكي. واشنطن العاصمة: إدارة الأرشيف والوثائق الوطنية. January 23, 2017. تمت أرشفته من الأصل في January 25, 2017. اطلع عليه بتاريخ February 28, 2017. نسخة محفوظة 01 سبتمبر 2018 على موقع واي باك مشين.
205. ↑  Koran، Laura (January 23, 2017). "Trump reverses abortion policy for aid to NGOs". سي إن إن. أتلانتا (جورجيا): نظام تيرنر للبث (تايم وارنر). تمت أرشفته من الأصل في 10 فبراير 2018. اطلع عليه بتاريخ January 23, 2017. نسخة محفوظة 28 فبراير 2019 على موقع واي باك مشين.
206. ↑  Office of the Press Secretary  [لغات أخرى]‏ (January 23, 2017). "Presidential Memorandum Regarding Withdrawal of the United States from the Trans-Pacific Partnership Negotiations and Agreement". وايت هاوس دوت جوف. واشنطن العاصمة: البيت الأبيض. تمت أرشفته من الأصل في 14 ديسمبر 2017. اطلع عليه بتاريخ April 3, 2017. نسخة محفوظة 14 ديسمبر 2017 على موقع واي باك مشين.
207. ↑  "Withdrawal of the United States From the Trans-Pacific Partnership Negotiations and Agreement" (PDF). السجل الفدرالي الأمريكي. واشنطن العاصمة: إدارة الأرشيف والوثائق الوطنية. January 23, 2017. تمت أرشفته من الأصل في January 25, 2017. اطلع عليه بتاريخ February 28, 2017. نسخة محفوظة 03 مايو 2017 على موقع واي باك مشين.
208. ↑  "Trump signs executive order to formally withdraw the US from the Trans-Pacific Partnership trade deal". سي إن بي سي.  إنغلوود كليفس  [لغات أخرى]: إن بي سي العالمية. رويترز. January 23, 2017. تمت أرشفته من الأصل في 14 مايو 2018. اطلع عليه بتاريخ January 23, 2017. نسخة محفوظة 26 أغسطس 2018 على موقع واي باك مشين.
209. ↑  Office of the Press Secretary  [لغات أخرى]‏ (January 24, 2017). "Presidential Memorandum Regarding Construction of American Pipelines". وايت هاوس دوت جوف (باللغة الإنجليزية). واشنطن العاصمة: البيت الأبيض. تمت أرشفته من الأصل في 10 ديسمبر 2017. اطلع عليه بتاريخ February 28, 2017. نسخة محفوظة 10 ديسمبر 2017 على موقع واي باك مشين.
210. ↑  "Regarding Construction of American Pipelines" (PDF). السجل الفدرالي الأمريكي. واشنطن العاصمة: إدارة الأرشيف والوثائق الوطنية. January 30, 2017. تمت أرشفته من الأصل في January 20, 2017. اطلع عليه بتاريخ April 3, 2017. نسخة محفوظة 07 ديسمبر 2017 على موقع واي باك مشين.
211. ↑  Bowe et al. 2017.
212. 1 2  Baker، Peter؛ Davenport، Coral (January 24, 2017). "Trump Revives Keystone Pipeline Rejected by Obama". نيويورك تايمز. نيويورك: شركة نيويورك تايمز. ISSN 0362-4331. تمت أرشفته من الأصل في 11 يوليو 2018. اطلع عليه بتاريخ January 24, 2017. نسخة محفوظة 29 أبريل 2019 على موقع واي باك مشين.
213. 1 2  Holland، Steve؛ Volcovici، Valerie (January 24, 2017). "Trump signs order to move controversial oil pipelines forward". رويترز. كناري وارف، لندن: تومسون رويترز. تمت أرشفته من الأصل في 11 يوليو 2018. اطلع عليه بتاريخ January 24, 2017. نسخة محفوظة 24 نوفمبر 2018 على موقع واي باك مشين.
214. ↑  Office of the Press Secretary  [لغات أخرى]‏ (January 24, 2017). "Presidential Memorandum Regarding Construction of the Dakota Access Pipeline". وايت هاوس دوت جوف. واشنطن العاصمة: البيت الأبيض. تمت أرشفته من الأصل في 10 ديسمبر 2017. اطلع عليه بتاريخ April 3, 2017.نسخة محفوظة 12 2يناير7 على موقع واي باك مشين.
215. ↑  "Regarding Construction of the Dakota Access Pipeline"[وصلة مكسورة] (PDF). السجل الفدرالي الأمريكي (باللغة الإنجليزية). واشنطن العاصمة: إدارة الأرشيف والوثائق الوطنية. January 24, 2017. تمت أرشفته من الأصل في January 30, 2017. اطلع عليه بتاريخ February 28, 2017. نسخة محفوظة 24 أبريل 2019 على موقع واي باك مشين. [وصلة مكسورة]
216. ↑  Office of the Press Secretary  [لغات أخرى]‏ (January 24, 2017). "Presidential Memorandum Regarding Construction of the Keystone XL Pipeline". وايت هاوس دوت جوف. واشنطن العاصمة: البيت الأبيض. تمت أرشفته من الأصل في 10 ديسمبر 2017. اطلع عليه بتاريخ April 3, 2017. نسخة محفوظة 10 ديسمبر 2017 على موقع واي باك مشين.
217. ↑  "Regarding Construction of the Keystone XL Pipeline" (PDF). السجل الفدرالي الأمريكي (باللغة الإنجليزية). واشنطن العاصمة: إدارة الأرشيف والوثائق الوطنية. January 24, 2017. تمت أرشفته من الأصل في January 30, 2017. اطلع عليه بتاريخ February 28, 2017. نسخة محفوظة 22 أغسطس 2017 على موقع واي باك مشين.
218. ↑  Office of the Press Secretary  [لغات أخرى]‏ (January 24, 2017). "Presidential Memorandum Streamlining Permitting and Reducing Regulatory Burdens for Domestic Manufacturing". وايت هاوس دوت جوف (باللغة الإنجليزية). واشنطن العاصمة: البيت الأبيض. تمت أرشفته من الأصل في 10 ديسمبر 2017. اطلع عليه بتاريخ January 26, 2017.نسخة محفوظة 12 2يناير7 على موقع واي باك مشين.
219. ↑  "Reducing Regulatory Burdens for Domestic Manufacturing" (PDF). السجل الفدرالي الأمريكي. واشنطن العاصمة: إدارة الأرشيف والوثائق الوطنية. January 30, 2017. تمت أرشفته من الأصل في January 30, 2017. اطلع عليه بتاريخ April 3, 2017. نسخة محفوظة 03 مايو 2017 على موقع واي باك مشين.
220. ↑  McCown، Brigham A. (24 يناير 2017). "Trump Declares 'Build It Now' In Newly Issued Infrastructure Actions". فوربس (مجلة). جيرسي سيتي: Forbes, Inc. مؤرشف من الأصل في 2018-04-03. اطلع عليه بتاريخ 2017-01-26.
221. ↑  Feldscher، Kyle. "Trump orders feds to reduce permitting issues for manufacturer". واشنطن إكزامنر  [لغات أخرى]‏. واشنطن العاصمة: Clarity Media Group. مؤرشف من الأصل في 2017-08-22. اطلع عليه بتاريخ 2017-01-26.{{استشهاد بمجلة}}:  صيانة الاستشهاد: علامات ترقيم زائدة (link)
222. ↑  Office of the Press Secretary  [لغات أخرى]‏ (January 24, 2017). "Presidential Memorandum Rebuilding the U.S. Armed Forces". وايت هاوس دوت جوف (باللغة الإنجليزية). واشنطن العاصمة: البيت الأبيض. تمت أرشفته من الأصل في 26 مايو 2018. اطلع عليه بتاريخ February 28, 2017. نسخة محفوظة 24 أبريل 2019 على موقع واي باك مشين.
223. ↑  "Rebuilding the U.S. Armed Forces" (PDF). السجل الفدرالي الأمريكي. واشنطن العاصمة: إدارة الأرشيف والوثائق الوطنية. February 1, 2017. تمت أرشفته من الأصل في February 1, 2017. اطلع عليه بتاريخ April 3, 2017. نسخة محفوظة 20 أغسطس 2017 على موقع واي باك مشين.
224. ↑  Hagen، Lisa (January 27, 2017). "Trump signs directive spurring 'great rebuilding' of armed forces". ذا هل (صحيفة). واشنطن العاصمة: Capitol Hill Publishing Corp. تمت أرشفته من الأصل في 28 ديسمبر 2017. اطلع عليه بتاريخ January 31, 2017. نسخة محفوظة 06 يناير 2019 على موقع واي باك مشين.
225. ↑  Lamothe، Dan (January 27, 2017). "Trump promises 'great rebuilding of the Armed Forces' while signing executive order at the Pentagon". واشنطن بوست. واشنطن العاصمة: جيف بيزوس. تمت أرشفته من الأصل في 08 مارس 2018. اطلع عليه بتاريخ January 31, 2017. نسخة محفوظة 25 نوفمبر 2018 على موقع واي باك مشين.
226. ↑  Herb، Jeremy (January 27, 2017). "Trump order sets military buildup in motion". بوليتيكو. مقاطعة أرلنغتون (فيرجينيا): Capitol News Company. تمت أرشفته من الأصل في 06 أكتوبر 2017. اطلع عليه بتاريخ January 31, 2017. نسخة محفوظة 24 ديسمبر 2018 على موقع واي باك مشين.
227. ↑  Office of the Press Secretary  [لغات أخرى]‏ (January 28, 2017). "Presidential Memorandum Plan to Defeat the Islamic State of Iraq and Syria". وايت هاوس دوت جوف (باللغة الإنجليزية). واشنطن العاصمة: البيت الأبيض. تمت أرشفته من الأصل في 14 ديسمبر 2017. اطلع عليه بتاريخ January 29, 2017. نسخة محفوظة 14 ديسمبر 2017 على موقع واي باك مشين.
228. ↑  "Plan to Defeat the Islamic State of Iraq and Syria" (PDF). السجل الفدرالي الأمريكي. واشنطن العاصمة: إدارة الأرشيف والوثائق الوطنية. February 2, 2017. تمت أرشفته من الأصل في February 2, 2017. اطلع عليه بتاريخ April 3, 2017. نسخة محفوظة 03 أكتوبر 2018 على موقع واي باك مشين.
229. ↑  Schmidt، Michael S. (January 29, 2017). "Trump's Plan to Fight ISIS Includes Calling It by That Name". نيويورك تايمز. نيويورك: شركة نيويورك تايمز. تمت أرشفته من الأصل في 22 أغسطس 2017. اطلع عليه بتاريخ January 31, 2017. نسخة محفوظة 26 أغسطس 2018 على موقع واي باك مشين.
230. ↑  Miller، S. A. (January 28, 2017). "Trump orders Joint Chiefs to plan ISIS destruction". واشنطن تايمز. واشنطن العاصمة: The Washington Times, LLC. تمت أرشفته من الأصل في 12 يونيو 2018. اطلع عليه بتاريخ January 31, 2017. نسخة محفوظة 12 يونيو 2018 على موقع واي باك مشين.
231. 1 2  Office of the Press Secretary  [لغات أخرى]‏ (April 28, 2017). "President Donald J. Trump Proclaims May 2017, as National Physical Fitness and Sports Month". وايت هاوس دوت جوف (باللغة الإنجليزية). واشنطن العاصمة: البيت الأبيض. تمت أرشفته من الأصل في 10 ديسمبر 2017. اطلع عليه بتاريخ May 1, 2017.نسخة محفوظة 12 2يناير7 على موقع واي باك مشين.
232. ↑  "Organization of the National Security Council and the Homeland Security Council" (PDF). السجل الفدرالي الأمريكي. واشنطن العاصمة: إدارة الأرشيف والوثائق الوطنية. February 3, 2017. تمت أرشفته من الأصل في February 2, 2017. اطلع عليه بتاريخ April 3, 2017. نسخة محفوظة 01 مارس 2017 على موقع واي باك مشين.
233. ↑  Destler، I. M. (January 29, 2017). "How to Read Trump's National Security Council Reboot". بوليتيكو. مقاطعة أرلنغتون (فيرجينيا): Capitol News Company. تمت أرشفته من الأصل في 11 مايو 2018. اطلع عليه بتاريخ January 31, 2017. نسخة محفوظة 08 فبراير 2019 على موقع واي باك مشين.
234. ↑  Magsamen، Kelly (January 30, 2017). "What Trump's Reshuffling of the National Security Council Means". ذا أتلانتيك. واشنطن العاصمة: Atlantic Media. تمت أرشفته من الأصل في 08 مايو 2018. اطلع عليه بتاريخ January 31, 2017. نسخة محفوظة 29 أبريل 2019 على موقع واي باك مشين.
235. ↑  Office of the Press Secretary  [لغات أخرى]‏ (February 3, 2017). "Presidential Memorandum on Fiduciary Duty Rule". وايت هاوس دوت جوف (باللغة الإنجليزية). واشنطن العاصمة: البيت الأبيض. تمت أرشفته من الأصل في 10 ديسمبر 2017. اطلع عليه بتاريخ February 4, 2017. نسخة محفوظة 10 ديسمبر 2017 على موقع واي باك مشين.
236. ↑  "Fiduciary Duty Rule" (PDF). السجل الفدرالي الأمريكي. واشنطن العاصمة: إدارة الأرشيف والوثائق الوطنية. February 7, 2017. تمت أرشفته من الأصل في February 7, 2017. اطلع عليه بتاريخ April 3, 2017. نسخة محفوظة 16 أكتوبر 2017 على موقع واي باك مشين.
237. ↑  Hopkins، Jamie (February 3, 2017). "Trump Signs Memorandum Shelving Fiduciary Standard For Financial Advisors". فوربس (مجلة). جيرسي سيتي: Forbes, Inc. تمت أرشفته من الأصل في 01 ديسمبر 2017. اطلع عليه بتاريخ February 4, 2017. نسخة محفوظة 10 أبريل 2019 على موقع واي باك مشين.
238. ↑  Miller، Zeke J.؛ Edwards، Haley Sweetland (3 فبراير 2017). "White House Stalls Obama Administration Rule on Retirement Advisers". Time. نيويورك: شركة تايم  [لغات أخرى]‏. مؤرشف من الأصل في 2019-06-12. اطلع عليه بتاريخ 2017-02-04.{{استشهاد بمجلة}}:  صيانة الاستشهاد: علامات ترقيم زائدة (link)
239. ↑  Office of the Press Secretary  [لغات أخرى]‏ (March 6, 2017). "Presidential Memorandum on Implementing Immediate Heightened Screening and Vetting of Applications for Visas and Other Immigration Benefits". وايت هاوس دوت جوف (باللغة الإنجليزية). واشنطن العاصمة: البيت الأبيض. اطلع عليه بتاريخ March 6, 2017. [وصلة مكسورة] نسخة محفوظة 8 مايو 2020 على موقع واي باك مشين.
240. ↑  "Implementing Immediate Heightened Screening and Vetting of Applications for Visas and Other Immigration Benefits, Ensuring Enforcement of All Laws for Entry Into the United States, and Increasing Transparency Among Departments and Agencies of the Federal Government and for the American People" (PDF). السجل الفدرالي الأمريكي. واشنطن العاصمة: إدارة الأرشيف والوثائق الوطنية. April 3, 2017. تمت أرشفته من الأصل في April 3, 2017. اطلع عليه بتاريخ April 3, 2017. نسخة محفوظة 22 أغسطس 2017 على موقع واي باك مشين.
241. ↑  "US Travel ban: Donald Trump's memorandum accompanying executive order in full". ديلي تلغراف. لندن: مجموعة تلغراف ميديا. 6 مارس 2017. مؤرشف من الأصل في 2017-08-23. اطلع عليه بتاريخ 2017-03-06.
242. ↑  Office of the Press Secretary  [لغات أخرى]‏ (March 16, 2017). "Presidential Memorandum on Appropriations request for Fiscal Year (FY) 2017". وايت هاوس دوت جوف (باللغة الإنجليزية). واشنطن العاصمة: البيت الأبيض. تمت أرشفته من الأصل في 10 ديسمبر 2017. اطلع عليه بتاريخ March 19, 2017.نسخة محفوظة 12 2يناير7 على موقع واي باك مشين.
243. ↑  Weinger، Mackenzie (March 16, 2017). "Trump's "Skinny Budget" Would Fatten the Military". The Cipher Brief. واشنطن العاصمة: بلوغر. تمت أرشفته من الأصل في 12 يونيو 2017. اطلع عليه بتاريخ March 19, 2017. نسخة محفوظة 12 يونيو 2017 على موقع واي باك مشين.
244. ↑  Pavlich، Katie (March 16, 2017). "Mulvaney: On The New White House Budget, Trump is Beholden to Nobody But The American People". Townhall. United States: Salem Media Group. تمت أرشفته من الأصل في 22 أغسطس 2017. اطلع عليه بتاريخ March 19, 2017. نسخة محفوظة 13 أبريل 2019 على موقع واي باك مشين.
245. ↑  Office of the Press Secretary  [لغات أخرى]‏ (March 20, 2017). "Presidential Memorandum on the Delegation of Authority Under the National Defense Authorization Act for Fiscal Year 2017". وايت هاوس دوت جوف (باللغة الإنجليزية). واشنطن العاصمة: البيت الأبيض. تمت أرشفته من الأصل في 10 ديسمبر 2017. اطلع عليه بتاريخ March 21, 2017. نسخة محفوظة 10 ديسمبر 2017 على موقع واي باك مشين.
246. ↑  "Delegation of Authority Under the National Defense Authorization Act for Fiscal Year 2017" (PDF). السجل الفدرالي الأمريكي. واشنطن العاصمة: إدارة الأرشيف والوثائق الوطنية. April 8, 2017. تمت أرشفته من الأصل في April 10, 2017. اطلع عليه بتاريخ April 8, 2017. نسخة محفوظة 26 مايو 2017 على موقع واي باك مشين.
247. ↑  الكونغرس الأمريكي الـ114  [لغات أخرى]‏ (May 26, 2016). "H.R. 4909" (PDF). الكونغرس الأمريكي. واشنطن العاصمة: مكتبة الكونغرس. اطلع عليه بتاريخ March 21, 2017. نسخة محفوظة 10 ديسمبر 2018 على موقع واي باك مشين.
248. ↑  Office of the Press Secretary  [لغات أخرى]‏ (March 27, 2017). "Presidential Memorandum on The White House Office of American Innovation". وايت هاوس دوت جوف (باللغة الإنجليزية). واشنطن العاصمة: البيت الأبيض. تمت أرشفته من الأصل في 10 ديسمبر 2017. اطلع عليه بتاريخ March 28, 2017. نسخة محفوظة 10 ديسمبر 2017 على موقع واي باك مشين.
249. ↑  Slack، Donovan (March 27, 2017). "Trump taps Kushner to lead new White House Office of American Innovation". يو إس إيه توداي.  ماكلين  [لغات أخرى]: Gannett Company. تمت أرشفته من الأصل في 11 يوليو 2018. اطلع عليه بتاريخ March 28, 2017. نسخة محفوظة 11 يوليو 2018 على موقع واي باك مشين.
250. ↑  Office of the Press Secretary  [لغات أخرى]‏ (April 3, 2017). "Presidential Memorandum on the Principles for Reforming the Military Selective Service Process". وايت هاوس دوت جوف (باللغة الإنجليزية). واشنطن العاصمة: البيت الأبيض. تمت أرشفته من الأصل في 10 ديسمبر 2017. اطلع عليه بتاريخ April 4, 2017. نسخة محفوظة 10 ديسمبر 2017 على موقع واي باك مشين.
251. ↑  "Memorandum on the Principles for Reforming the Military Selective Service Process". الحكومة الفيدرالية للولايات المتحدة. United States: بلوغر. April 3, 2017. تمت أرشفته من الأصل في 13 سبتمبر 2017. اطلع عليه بتاريخ April 4, 2017.نسخة محفوظة 09 2يناير7 على موقع واي باك مشين.
252. ↑  Starr، Barbara؛ Diamond، Jeremy (April 7, 2017). "Trump launches military strike against Syria". سي إن إن. أتلانتا (جورجيا): نظام تيرنر للبث تايم وارنر). تمت أرشفته من الأصل في 03 مايو 2018. اطلع عليه بتاريخ April 13, 2017. نسخة محفوظة 25 أبريل 2019 على موقع واي باك مشين.
253. ↑  Lamothe، Dan؛ Ryan، Missy؛ Gibbons–Neff، Thomas (April 6, 2017). "U.S. strikes Syrian military airfield in first direct assault on Bashar al-Assad's government". واشنطن بوست. واشنطن العاصمة. تمت أرشفته من الأصل في 12 يونيو 2018. اطلع عليه بتاريخ April 13, 2017. نسخة محفوظة 04 أبريل 2019 على موقع واي باك مشين.
254. ↑  Office of the Press Secretary  [لغات أخرى]‏ (April 11, 2017). "Presidential Memorandum on a Letter from the President to the President of the Senate". وايت هاوس دوت جوف (باللغة الإنجليزية). واشنطن العاصمة: البيت الأبيض. تمت أرشفته من الأصل في 10 ديسمبر 2017. اطلع عليه بتاريخ April 13, 2017.نسخة محفوظة 12 2يناير7 على موقع واي باك مشين.
255. ↑  "U.S. Senate Roll Call Votes 115th Congress - 1st Session". مجلس الشيوخ الأمريكي. واشنطن العاصمة: الحكومة الفيدرالية للولايات المتحدة. مكتب النشر لحكومة الولايات المتحدة. March 28, 2017. تمت أرشفته من الأصل في 18 يوليو 2018. اطلع عليه بتاريخ April 13, 2017. نسخة محفوظة 09 نوفمبر 2018 على موقع واي باك مشين.
256. ↑  Office of the Press Secretary  [لغات أخرى]‏ (April 12, 2017). "Presidential Memorandum on the Delegation of Authority under the National Defense Authorization Act for Fiscal Year 2017 to the Director of the Federal Bureau". وايت هاوس دوت جوف (باللغة الإنجليزية). واشنطن العاصمة: البيت الأبيض. تمت أرشفته من الأصل في 10 ديسمبر 2017. اطلع عليه بتاريخ April 13, 2017. نسخة محفوظة 10 ديسمبر 2017 على موقع واي باك مشين.
257. ↑  "Memorandum on the Delegation of Authority under the National Defense Authorization Act for Fiscal Year 2017 to the Director of the Federal Bureau" (PDF). السجل الفدرالي الأمريكي. واشنطن العاصمة: إدارة الأرشيف والوثائق الوطنية. April 14, 2017. تمت أرشفته من الأصل في April 14, 2017. اطلع عليه بتاريخ April 14, 2017. نسخة محفوظة 09 يونيو 2017 على موقع واي باك مشين.
258. ↑  Office of the Press Secretary  [لغات أخرى]‏ (April 20, 2017). "Presidential Memorandum on Steel Imports and Threats to National Security". وايت هاوس دوت جوف (باللغة الإنجليزية). واشنطن العاصمة: البيت الأبيض. تمت أرشفته من الأصل في 10 ديسمبر 2017. اطلع عليه بتاريخ April 21, 2017.نسخة محفوظة 12 2يناير7 على موقع واي باك مشين.
259. ↑  Korte، Gregory (April 20, 2017). "Do Chinese steel imports threaten national security? Trump wants to find out". يو إس إيه توداي.  ماكلين  [لغات أخرى]: Gannett Company. تمت أرشفته من الأصل في 14 فبراير 2018. اطلع عليه بتاريخ April 21, 2017. نسخة محفوظة 14 فبراير 2018 على موقع واي باك مشين.
260. ↑  Liptak، Kevin (April 20, 2017). "Trump to explore national security implications of steel imports". سي إن إن. أتلانتا (جورجيا): [[نظام تيرنر للبث (تايم وارنر)]]. تمت أرشفته من الأصل في 22 أغسطس 2017. اطلع عليه بتاريخ April 21, 2017. نسخة محفوظة 21 يناير 2019 على موقع واي باك مشين.
261. ↑  Palmer، Doug؛ Behsudi، Adam (April 20, 2017). "Trump plans executive order on steel imports". بوليتيكو. مقاطعة أرلنغتون (فيرجينيا): Capitol News Company. تمت أرشفته من الأصل في 13 يوليو 2018. اطلع عليه بتاريخ April 21, 2017. نسخة محفوظة 05 يناير 2019 على موقع واي باك مشين.
262. ↑  Swanson، Ana (April 20, 2017). "Trump administration launches national security investigation into steel imports". واشنطن بوست. واشنطن العاصمة: جيف بيزوس. تمت أرشفته من الأصل في 20 فبراير 2018. اطلع عليه بتاريخ April 21, 2017. نسخة محفوظة 05 أبريل 2019 على موقع واي باك مشين.
263. ↑  Office of the Press Secretary  [لغات أخرى]‏ (April 20, 2017). "Presidential Memorandum on the Global Magnitsky Human Rights Accountability Act". وايت هاوس دوت جوف (باللغة الإنجليزية). واشنطن العاصمة: البيت الأبيض. تمت أرشفته من الأصل في 10 ديسمبر 2017. اطلع عليه بتاريخ April 22, 2017.نسخة محفوظة 12 2يناير7 على موقع واي باك مشين.
264. ↑  "Congress must preserve the Magnitsky Act to protect human rights". واشنطن بوست. واشنطن العاصمة: جيف بيزوس. أسوشيتد برس. February 9, 2017. تمت أرشفته من الأصل في 30 ديسمبر 2017. اطلع عليه بتاريخ April 22, 2017. نسخة محفوظة 10 ديسمبر 2018 على موقع واي باك مشين.
265. ↑  Herszenhorn، David M. (April 21, 2017). "Trump pledges crackdown on rights abusers in Russia and beyond". بوليتيكو. مقاطعة أرلنغتون (فيرجينيا): Capitol News Company. تمت أرشفته من الأصل في 25 فبراير 2018. اطلع عليه بتاريخ April 22, 2017. نسخة محفوظة 24 فبراير 2019 على موقع واي باك مشين.
266. ↑  Office of the Press Secretary  [لغات أخرى]‏ (April 21, 2017). "Presidential Memorandum on Orderly Liquidation Authority Review". وايت هاوس دوت جوف (باللغة الإنجليزية). واشنطن العاصمة: البيت الأبيض. تمت أرشفته من الأصل في 10 ديسمبر 2017. اطلع عليه بتاريخ April 21, 2017.نسخة محفوظة 12 2يناير7 على موقع واي باك مشين.
267. ↑  Tausche، Kayla؛ Javers، Eamon (April 20, 2017). "Trump to sign 'financial-related' executive actions on Friday". سي إن بي سي.  إنغلوود كليفس  [لغات أخرى]: إن بي سي العالمية (CNBC LLC). تمت أرشفته من الأصل في 27 ديسمبر 2017. اطلع عليه بتاريخ April 21, 2017. نسخة محفوظة 09 أبريل 2019 على موقع واي باك مشين.
268. ↑  Boyd، Brecke (April 21, 2017). "POTUS Memo on Orderly Liquidation Review May Clear Path for Legislation Amending Bankruptcy Code". Baker Botts. هيوستن (تكساس): Baker Botts L.L.P. تمت أرشفته من الأصل في 15 سبتمبر 2017. اطلع عليه بتاريخ April 21, 2017. نسخة محفوظة 21 أكتوبر 2018 على موقع واي باك مشين.
269. ↑  Office of the Press Secretary  [لغات أخرى]‏ (April 21, 2017). "Presidential Memorandum on the Financial Stability Oversight Council". وايت هاوس دوت جوف (باللغة الإنجليزية). واشنطن العاصمة: البيت الأبيض. تمت أرشفته من الأصل في 13 ديسمبر 2017. اطلع عليه بتاريخ April 21, 2017. نسخة محفوظة 13 ديسمبر 2017 على موقع واي باك مشين.
270. ↑  Lane، Sylvan (April 20, 2017). "Trump to sign executive order, memoranda on financial regulation at Treasury". ذا هل (صحيفة). واشنطن العاصمة: Capitol Hill Publishing Corp. تمت أرشفته من الأصل في 04 يناير 2018. اطلع عليه بتاريخ April 21, 2017. نسخة محفوظة 09 أبريل 2019 على موقع واي باك مشين.
271. ↑  Puzzanghera، Jim (April 21, 2017). "Trump targets Dodd-Frank rules designed to wall off risky banks". لوس أنجلوس تايمز. Tromc Inc.  [لغات أخرى]‏ تمت أرشفته من الأصل في 02 يونيو 2018. اطلع عليه بتاريخ April 22, 2017. نسخة محفوظة 09 أبريل 2019 على موقع واي باك مشين.
272. ↑  Office of the Press Secretary  [لغات أخرى]‏ (April 27, 2017). "Presidential Memorandum on the Aluminum Imports and Threats to National Security under the Trade Expansion Act of 1962". وايت هاوس دوت جوف (باللغة الإنجليزية). واشنطن العاصمة: البيت الأبيض. تمت أرشفته من الأصل في 10 ديسمبر 2017. اطلع عليه بتاريخ April 27, 2017.نسخة محفوظة 12 2يناير7 على موقع واي باك مشين.
273. ↑  Korte، Gregory (April 27, 2017). "Ordering national security investigation, Trump could block aluminum imports". يو إس إيه توداي.  ماكلين  [لغات أخرى]: Gannett Company. تمت أرشفته من الأصل في 13 يونيو 2018. اطلع عليه بتاريخ April 27, 2017. نسخة محفوظة 13 يونيو 2018 على موقع واي باك مشين.
274. ↑  Lawder، David (April 27, 2017). "U.S. launches national security probe into aluminum imports". رويترز. كناري وارف، لندن: تومسون رويترز. تمت أرشفته من الأصل في 12 يونيو 2018. اطلع عليه بتاريخ April 27, 2017. نسخة محفوظة 28 أبريل 2019 على موقع واي باك مشين.
275. ↑  Colvin، Jill؛ Wiseman، Paul (April 27, 2017). "Trump to order aluminum imports investigation". إيه بي سي نيوز. نيويورك: ABC. أسوشيتد برس. تمت أرشفته من الأصل في 03 مايو 2017. اطلع عليه بتاريخ April 27, 2017.نسخة محفوظة 05 2يناير7 على موقع واي باك مشين.
276. ↑  Palmer، Doug؛ Nussbaum، Matthew (April 27, 2017). "Trump puts aluminum imports in 'national security' crosshairs". بوليتيكو. مقاطعة أرلنغتون (فيرجينيا): Capitol News Company. تمت أرشفته من الأصل في 12 يونيو 2018. اطلع عليه بتاريخ April 27, 2017. نسخة محفوظة 28 أبريل 2019 على موقع واي باك مشين.
277. ↑  Office of the Press Secretary  [لغات أخرى]‏ (June 14, 2017). "Presidential Memorandum on the effective date of Executive Order 13780". وايت هاوس دوت جوف (باللغة الإنجليزية). واشنطن العاصمة: البيت الأبيض. تمت أرشفته من الأصل في 10 ديسمبر 2017. اطلع عليه بتاريخ June 17, 2017. نسخة محفوظة 10 ديسمبر 2017 على موقع واي باك مشين.
278. ↑  "Know Your Rights: Immigration and Asylum in the US under the Executive Order" (PDF). مشروع مساعدة اللاجئين الدولي. نيويورك: Urban Justice Center. يونيو 2017. مؤرشف من الأصل (PDF) في 2017-08-22. اطلع عليه بتاريخ 2017-06-17.
279. ↑  "Memorandum on the Effective Date in Executive Order 13780" (PDF). السجل الفدرالي الأمريكي. واشنطن العاصمة: إدارة الأرشيف والوثائق الوطنية. April 14, 2017. تمت أرشفته من الأصل في April 14, 2017. اطلع عليه بتاريخ April 14, 2017. نسخة محفوظة 24 أغسطس 2017 على موقع واي باك مشين.
280. 1 2 3  Office of the Press Secretary  [لغات أخرى]‏ (June 16, 2017). "Presidential Memorandum on Strengthening the Policy of the United States Toward Cuba". وايت هاوس دوت جوف (باللغة الإنجليزية). واشنطن العاصمة: البيت الأبيض. تمت أرشفته من الأصل في 10 ديسمبر 2017. اطلع عليه بتاريخ June 17, 2017.نسخة محفوظة 12 2يناير7 على موقع واي باك مشين.
281. ↑  Fisher، Adam (June 17, 2017). "Trump 'canceling' Obama's Cuba policy but leaves much in place". إيه بي سي نيوز. نيويورك: ABC. تمت أرشفته من الأصل في 04 يناير 2018. اطلع عليه بتاريخ June 17, 2017. نسخة محفوظة 29 أبريل 2019 على موقع واي باك مشين.
282. ↑  Rhodes، Ben (June 16, 2017). "Trump's Cuba Policy Will Fail". ذا أتلانتيك. واشنطن العاصمة: Atlantic Media. ISSN 1072-7825. تمت أرشفته من الأصل في 03 مارس 2018. اطلع عليه بتاريخ June 17, 2017. نسخة محفوظة 30 مارس 2019 على موقع واي باك مشين.
283. ↑  Holland، Steve (June 16, 2017). "Trump rolls back parts of what he calls 'terrible' Obama Cuba policy". رويترز. كناري وارف، لندن: تومسون رويترز. تمت أرشفته من الأصل في 11 مارس 2018. اطلع عليه بتاريخ June 17, 2017. نسخة محفوظة 25 ديسمبر 2018 على موقع واي باك مشين.
284. ↑  Merica، Dan (June 17, 2017). "Trump unveils new restrictions on travel, business with Cuba". سي إن إن. أتلانتا (جورجيا): نظام تيرنر للبث (تايم وارنر). تمت أرشفته من الأصل في 20 يوليو 2018. اطلع عليه بتاريخ June 17, 2017. نسخة محفوظة 04 فبراير 2019 على موقع واي باك مشين.
285. ↑  Office of the Press Secretary  [لغات أخرى]‏ (June 16, 2017). "Presidential Memorandum on the Delegation of Authority under the Consolidated Appropriations Act, 2017 to the Secretary of Defense". وايت هاوس دوت جوف (باللغة الإنجليزية). واشنطن العاصمة: البيت الأبيض. تمت أرشفته من الأصل في 10 ديسمبر 2017. اطلع عليه بتاريخ June 17, 2017. نسخة محفوظة 10 ديسمبر 2017 على موقع واي باك مشين.
286. ↑  "Delegation of Authority under the Consolidated Appropriations Act, 2017 to the Secretary of Defense" (PDF). السجل الفدرالي الأمريكي. واشنطن العاصمة: إدارة الأرشيف والوثائق الوطنية. June 21, 2017. تمت أرشفته من الأصل في June 26, 2017. اطلع عليه بتاريخ June 26, 2017. نسخة محفوظة 24 أغسطس 2017 على موقع واي باك مشين.
287. ↑  Office of the Press Secretary  [لغات أخرى]‏ (June 16, 2017). "Presidential Memorandum on the Delegation of Authority under the Consolidated Appropriations Act, 2017 to the Secretary of Homeland Security". وايت هاوس دوت جوف (باللغة الإنجليزية). واشنطن العاصمة: البيت الأبيض. تمت أرشفته من الأصل في 10 ديسمبر 2017. اطلع عليه بتاريخ June 17, 2017. نسخة محفوظة 10 ديسمبر 2017 على موقع واي باك مشين.
288. ↑  "Delegation of Authority under the Consolidated Appropriations Act, 2017 to the Secretary of Homeland Security" (PDF). السجل الفدرالي الأمريكي. واشنطن العاصمة: إدارة الأرشيف والوثائق الوطنية. June 29, 2017. تمت أرشفته من الأصل في July 5, 2017. اطلع عليه بتاريخ July 5, 2017. نسخة محفوظة 30 أكتوبر 2018 على موقع واي باك مشين.
289. ↑  Office of the Press Secretary  [لغات أخرى]‏ (June 29, 2017). "Presidential Memorandum on the Delegation of Authority under the Consolidated Appropriations Act, 2017  to the Secretary of Commerce". وايت هاوس دوت جوف (باللغة الإنجليزية). واشنطن العاصمة: البيت الأبيض. تمت أرشفته من الأصل في 10 ديسمبر 2017. اطلع عليه بتاريخ July 5, 2017.نسخة محفوظة 12 2يناير7 على موقع واي باك مشين.
290. ↑  "Delegation of Authority under the Consolidated Appropriations Act, 2017 to the Secretary of Commerce" (PDF). السجل الفدرالي الأمريكي. واشنطن العاصمة: إدارة الأرشيف والوثائق الوطنية. June 29, 2017. تمت أرشفته من الأصل في July 5, 2017. اطلع عليه بتاريخ July 5, 2017. نسخة محفوظة 30 أكتوبر 2018 على موقع واي باك مشين.
291. ↑  Office of the Press Secretary  [لغات أخرى]‏ (August 14, 2017). "Presidential Memorandum regarding the investigation of violations of intellectual property rights] and other unfair technology transfers". وايت هاوس دوت جوف (باللغة الإنجليزية). واشنطن العاصمة: البيت الأبيض. تمت أرشفته من الأصل في 10 ديسمبر 2017. اطلع عليه بتاريخ August 15, 2017. نسخة محفوظة 10 ديسمبر 2017 على موقع واي باك مشين.
292. ↑  Phillips، Tom (August 14, 2017). "Donald Trump soft pedals after earlier threats of trade war with China". الغارديان. لندن:  جارديان ميديا جروب  [لغات أخرى]. ISSN 0261-3077. OCLC 60623878. تمت أرشفته من الأصل في 19 فبراير 2018. اطلع عليه بتاريخ August 15, 2017. نسخة محفوظة 07 يناير 2019 على موقع واي باك مشين.
293. ↑  Wroughton، Lesley؛ Mason، Jeff (August 14, 2017). "Trump orders probe of China's intellectual property practices". رويترز. كناري وارف، لندن: تومسون رويترز. تمت أرشفته من الأصل في 18 أكتوبر 2017. نسخة محفوظة 10 فبراير 2019 على موقع واي باك مشين.
294. ↑  Office of the Press Secretary  [لغات أخرى]‏ (August 18, 2017). "Presidential Memorandum regarding the Elevation of U.S. Cyber Command to a Unified Combatant Command". وايت هاوس دوت جوف (باللغة الإنجليزية). واشنطن العاصمة: البيت الأبيض. تمت أرشفته من الأصل في 10 ديسمبر 2017. اطلع عليه بتاريخ August 22, 2017. نسخة محفوظة 10 ديسمبر 2017 على موقع واي باك مشين.
295. ↑  Brown، Daniel (August 18, 2017). "Trump elevates US Cyber Command to a combat command on par with Central Command and others". بيزنس إنسايدر. نيويورك: شركة أكسل شبرينقر. تمت أرشفته من الأصل في 28 ديسمبر 2017. اطلع عليه بتاريخ August 22, 2017. نسخة محفوظة 08 نوفمبر 2018 على موقع واي باك مشين.
296. ↑  Toor، Amar (August 20, 2017). "Trump elevates Cyber Command, setting the stage for NSA separation". ذا فيرج. نيويورك: فوكس ميديا. تمت أرشفته من الأصل في 22 أغسطس 2017. اطلع عليه بتاريخ August 22, 2017. نسخة محفوظة 21 أكتوبر 2018 على موقع واي باك مشين.
297. ↑  Graham، Edward (August 21, 2017). "After Cyber Command Elevation, Split From NSA Could Be Next". Morning Consult. واشنطن العاصمة: Morning Consult LLC. اطلع عليه بتاريخ August 22, 2017. نسخة محفوظة 26 أغسطس 2018 على موقع واي باك مشين.
298. ↑  "Elevation of U.S. Cyber Command to a Unified Combatant Commandy" (PDF). السجل الفدرالي الأمريكي. واشنطن العاصمة: إدارة الأرشيف والوثائق الوطنية. August 18, 2017. تمت أرشفته من الأصل في August 23, 2017. اطلع عليه بتاريخ August 26, 2017. نسخة محفوظة 29 أكتوبر 2017 على موقع واي باك مشين.
299. ↑  Office of the Press Secretary  [لغات أخرى]‏ (August 25, 2017). "Presidential Memorandum regarding the Military Service by Transgender Individuals to the Secretary of Homeland Security". وايت هاوس دوت جوف (باللغة الإنجليزية). واشنطن العاصمة: البيت الأبيض. تمت أرشفته من الأصل في 13 ديسمبر 2017. اطلع عليه بتاريخ August 27, 2017. نسخة محفوظة 13 ديسمبر 2017 على موقع واي باك مشين.
300. ↑  Diamond، Jeremy (August 25, 2017). "Trump signs directive banning transgender military recruits". سي إن إن. أتلانتا (جورجيا): نظام تيرنر للبث (تايم وارنر). تمت أرشفته من الأصل في 12 مارس 2018. اطلع عليه بتاريخ August 27, 2017. نسخة محفوظة 26 أبريل 2019 على موقع واي باك مشين.
301. ↑  Kane، Tim (August 25, 2017). "Trump Signs Memo Implementing Ban On Transgender People Enlisting In The Military". الإذاعة الوطنية العامة. واشنطن العاصمة: شركة البث العام الأمريكي. تمت أرشفته من الأصل في 12 مارس 2018. اطلع عليه بتاريخ August 27, 2017. نسخة محفوظة 22 أبريل 2019 على موقع واي باك مشين.
302. ↑  "Military Service by Transgender Individuals to the Secretary of Homeland Security" (PDF). السجل الفدرالي الأمريكي. واشنطن العاصمة: إدارة الأرشيف والوثائق الوطنية. August 25, 2017. تمت أرشفته من الأصل في August 30, 2017. اطلع عليه بتاريخ September 2, 2017. نسخة محفوظة 02 ديسمبر 2017 على موقع واي باك مشين.
303. ↑  Office of the Press Secretary  [لغات أخرى]‏ (April 4, 2017). "Presidential Determination on the Organization of the National Security Council, the Homeland Security Council, and Subcommittees" (PDF). السجل الفدرالي الأمريكي. واشنطن العاصمة: إدارة الأرشيف والوثائق الوطنية. تمت أرشفته من الأصل في April 6, 2017. اطلع عليه بتاريخ April 6, 2017. نسخة محفوظة 13 نوفمبر 2018 على موقع واي باك مشين.
304. ↑  Bennett، Brian؛ Bierman، Noah؛ Memoli، Michael A. (April 5, 2017). "Trump removes Stephen Bannon from National Security Council in staff shake-up". لوس أنجلوس تايمز. لوس أنجلوس: Tronc, Inc.  [لغات أخرى]‏ تمت أرشفته من الأصل في 03 يناير 2018. اطلع عليه بتاريخ April 6, 2017. نسخة محفوظة 03 يناير 2018 على موقع واي باك مشين.
305. ↑  Baker، Peter؛ Haberman، Maggie؛ Thrush، Glenn (April 5, 2017). "Trump Removes Stephen Bannon From National Security Council Post". نيويورك تايمز. نيويورك: شركة نيويورك تايمز. تمت أرشفته من الأصل في 19 مارس 2018. اطلع عليه بتاريخ April 6, 2017. نسخة محفوظة 15 نوفمبر 2018 على موقع واي باك مشين.
306. ↑  Korte، Gregory؛ Jackson، David (April 5, 2017). "Trump removes Steve Bannon from National Security Council post". يو إس إيه توداي.  ماكلين  [لغات أخرى]: Gannett Company. تمت أرشفته من الأصل في 06 فبراير 2018. اطلع عليه بتاريخ April 6, 2017. نسخة محفوظة 15 مارس 2019 على موقع واي باك مشين.
307. 1 2  Salama، Vivian (April 5, 2017). "Trump removes Bannon from National Security Council". واشنطن بوست. واشنطن العاصمة: جيف بيزوس. تمت أرشفته من الأصل في 05 أبريل 2017. اطلع عليه بتاريخ April 6, 2017. نسخة محفوظة 19 ديسمبر 2018 على موقع واي باك مشين.
308. ↑  Office of the Press Secretary  [لغات أخرى]‏ (May 17, 2017). "Presidential Determination on the Sanctions targeting the Iranian Central Bank Pursuant to Section 1245 of the National Defense Authorization Act for Fiscal Year 2012". وايت هاوس دوت جوف (باللغة الإنجليزية). واشنطن العاصمة: البيت الأبيض. تمت أرشفته من الأصل في 10 ديسمبر 2017. اطلع عليه بتاريخ May 18, 2017.نسخة محفوظة 12 2يناير7 على موقع واي باك مشين.
309. ↑  "Fact Sheet: Section 1245 of the National Defense Authorization Act for Fiscal Year 2012" (PDF). وزارة الخارجية الأمريكية. واشنطن العاصمة: الحكومة الفيدرالية للولايات المتحدة. 31 ديسمبر 2011. مؤرشف من الأصل (PDF) في 2017-08-22. اطلع عليه بتاريخ 2017-05-18.
310. ↑  "Presidential Determination Pursuant to Section 1245(d)(4)(B) and (C) of the National Defense Authorization Act for Fiscal Year 2012" (PDF). السجل الفدرالي الأمريكي. واشنطن العاصمة: إدارة الأرشيف والوثائق الوطنية. May 17, 2017. تمت أرشفته من الأصل في June 22, 2017. اطلع عليه بتاريخ June 22, 2017. نسخة محفوظة 25 أغسطس 2017 على موقع واي باك مشين.
311. ↑  Office of the Press Secretary  [لغات أخرى]‏ (June 1, 2017). "Presidential Determination on the Suspension of Limitations under the Jerusalem Embassy Act". وايت هاوس دوت جوف (باللغة الإنجليزية). واشنطن العاصمة: البيت الأبيض. تمت أرشفته من الأصل في 10 ديسمبر 2017. اطلع عليه بتاريخ June 2, 2017. نسخة محفوظة 10 ديسمبر 2017 على موقع واي باك مشين.
312. ↑  Kontorovich، Eugene (May 31, 2017). "Trump's trouble in justifying a waiver of Jerusalem Embassy Act". تمت أرشفته من الأصل في 22 أغسطس 2017. اطلع عليه بتاريخ June 2, 2017. نسخة محفوظة 01 ديسمبر 2018 على موقع واي باك مشين.
313. ↑  "Suspension of Limitations Under the Jerusalem Embassy Act" (PDF). السجل الفدرالي الأمريكي. واشنطن العاصمة: إدارة الأرشيف والوثائق الوطنية. June 1, 2017. تمت أرشفته من الأصل في June 21, 2017. اطلع عليه بتاريخ June 21, 2017. نسخة محفوظة 24 أغسطس 2017 على موقع واي باك مشين.
314. ↑  Office of the Press Secretary  [لغات أخرى]‏ (June 1, 2017). "Presidential Determination to adequately provide critical technology in the space industrial base in a timely manner Pursuant to Section 4533(a)(5) of the Defense Production Act of 1950". وايت هاوس دوت جوف (باللغة الإنجليزية). واشنطن العاصمة: البيت الأبيض. تمت أرشفته من الأصل في 10 ديسمبر 2017. اطلع عليه بتاريخ June 2, 2017. نسخة محفوظة 10 ديسمبر 2017 على موقع واي باك مشين.
315. ↑  "Presidential Determination to adequately provide critical technology in the space industrial base in a timely manner Pursuant to Section 4533(a)(5) of the Defense Production Act of 1950" (PDF). السجل الفدرالي الأمريكي. واشنطن العاصمة: إدارة الأرشيف والوثائق الوطنية. June 13, 2017. تمت أرشفته من الأصل في June 15, 2017. اطلع عليه بتاريخ June 17, 2017. نسخة محفوظة 24 أغسطس 2017 على موقع واي باك مشين.
316. ↑  Office of the Press Secretary  [لغات أخرى]‏ (June 13, 2017). "Presidential Determination to adequately provide critical technology in a timely manner Pursuant to Section 4533(a)(5) of the Defense Production Act of 1950". وايت هاوس دوت جوف (باللغة الإنجليزية). واشنطن العاصمة: البيت الأبيض. تمت أرشفته من الأصل في 10 ديسمبر 2017. اطلع عليه بتاريخ June 17, 2017.نسخة محفوظة 12 2يناير7 على موقع واي باك مشين.
317. ↑  "Presidential Determination to adequately provide critical technology a timely manner Pursuant to Section 4533(a)(5) of the Defense Production Act of 1950" (PDF). السجل الفدرالي الأمريكي. واشنطن العاصمة: إدارة الأرشيف والوثائق الوطنية. June 13, 2017. تمت أرشفته من الأصل في June 15, 2017. اطلع عليه بتاريخ June 17, 2017. نسخة محفوظة 24 أغسطس 2017 على موقع واي باك مشين.
318. ↑  Office of the Press Secretary  [لغات أخرى]‏ (July 21, 2017). "Presidential Determination on the Continuation of U.S. Drug Interdiction Assistance to the Government of Colombia to the Secretary of State". وايت هاوس دوت جوف (باللغة الإنجليزية). واشنطن العاصمة: البيت الأبيض. تمت أرشفته من الأصل في 10 ديسمبر 2017. اطلع عليه بتاريخ July 24, 2017.نسخة محفوظة 12 2يناير7 على موقع واي باك مشين.
319. ↑  "Presidential Determination on the Continuation of U.S. Drug Interdiction Assistance to the Government of Colombia to the Secretary of State". World News Network. United States: World News Inc. 21 يوليو 2017. مؤرشف من الأصل في 2017-08-22. اطلع عليه بتاريخ 2017-07-24.
320. ↑  Office of the Press Secretary  [لغات أخرى]‏ (January 20, 2017). "National Day of Patriotic Devotion, 2017 Proclamation" (PDF). السجل الفدرالي الأمريكي (باللغة الإنجليزية). واشنطن العاصمة: إدارة الأرشيف والوثائق الوطنية. تمت أرشفته من الأصل في January 24, 2017. اطلع عليه بتاريخ February 6, 2017. نسخة محفوظة 14 مارس 2018 على موقع واي باك مشين.
321. ↑  Phillip، Amy (January 23, 2017). "Trump names his Inauguration Day a 'National Day of Patriotic Devotion'". واشنطن بوست. واشنطن العاصمة: جيف بيزوس. تمت أرشفته من الأصل في 14 يوليو 2018. اطلع عليه بتاريخ February 6, 2017. نسخة محفوظة 13 أبريل 2019 على موقع واي باك مشين.
322. ↑  McGill، Andrew (January 23, 2017). "What Does Trump's 'Day of Patriotic Devotion' Really Mean?". ذا أتلانتيك. واشنطن العاصمة: Atlantic Media. تمت أرشفته من الأصل في 22 أغسطس 2017. اطلع عليه بتاريخ February 6, 2017. نسخة محفوظة 03 أبريل 2019 على موقع واي باك مشين.
323. ↑  Shelbourne، Mallory (January 23, 2017). "Trump declares his inauguration day a 'National Day of Patriotic Devotion'". ذا هل (صحيفة). واشنطن العاصمة: Capitol Hill Publishing Corp. تمت أرشفته من الأصل في 12 مارس 2018. اطلع عليه بتاريخ February 6, 2017. نسخة محفوظة 17 يوليو 2018 على موقع واي باك مشين.
324. ↑  McCurry، Justin (January 24, 2017). "Donald Trump's 'day of patriotic devotion' has echoes of North Korea". الغارديان. لندن:  جارديان ميديا جروب  [لغات أخرى]. ISSN 0261-3077. OCLC 60623878. تمت أرشفته من الأصل في 09 يناير 2018. اطلع عليه بتاريخ February 6, 2017. نسخة محفوظة 23 أبريل 2019 على موقع واي باك مشين.
325. ↑  Wang، Christine (January 23, 2017). "Trump declares National Day of Patriotic Devotion...but you already missed it". سي إن بي سي.  إنغلوود كليفس  [لغات أخرى]: إن بي سي العالمية. تمت أرشفته من الأصل في 18 يوليو 2018. اطلع عليه بتاريخ February 6, 2017. نسخة محفوظة 03 أبريل 2019 على موقع واي باك مشين.
326. ↑  Office of the Press Secretary  [لغات أخرى]‏ (January 30, 2017). "National School Choice Week, 2017 Proclamation". وايت هاوس دوت جوف (باللغة الإنجليزية). واشنطن العاصمة: البيت الأبيض. تمت أرشفته من الأصل في 10 ديسمبر 2017. اطلع عليه بتاريخ February 5, 2017. نسخة محفوظة 10 ديسمبر 2017 على موقع واي باك مشين.
327. ↑  "National School Choice Week, 2017" (PDF). السجل الفدرالي الأمريكي. واشنطن العاصمة: إدارة الأرشيف والوثائق الوطنية. January 26, 2017. تمت أرشفته من الأصل في January 30, 2017. اطلع عليه بتاريخ March 14, 2017. نسخة محفوظة 03 مايو 2017 على موقع واي باك مشين.
328. ↑  Office of the Press Secretary  [لغات أخرى]‏ (February 1, 2017). "National African American History Month, 2017" (PDF). وايت هاوس دوت جوف. واشنطن العاصمة: البيت الأبيض. تمت أرشفته من الأصل في February 6, 2017. اطلع عليه بتاريخ February 8, 2017. نسخة محفوظة 01 مارس 2017 على موقع واي باك مشين.
329. ↑  "National African American History Month, 2017 Proclamation". السجل الفدرالي الأمريكي (باللغة الإنجليزية). واشنطن العاصمة: إدارة الأرشيف والوثائق الوطنية. February 1, 2017. تمت أرشفته من الأصل في 30 أبريل 2018. اطلع عليه بتاريخ February 8, 2017. نسخة محفوظة 14 فبراير 2019 على موقع واي باك مشين.
330. ↑  Kenney، Tanasia (February 2, 2017). "Trump Issues Proclamation Celebrating 'National African-American History Month'". Atlanta Black Star. أتلانتا (جورجيا): Atlanta Black Star, Inc. تمت أرشفته من الأصل في 21 نوفمبر 2017. اطلع عليه بتاريخ February 8, 2017. نسخة محفوظة 21 نوفمبر 2017 على موقع واي باك مشين.
331. ↑  Office of the Press Secretary  [لغات أخرى]‏ (February 2, 2017). "President Donald J. Trump Proclaims February as American Heart Month". وايت هاوس دوت جوف (باللغة الإنجليزية). واشنطن العاصمة: البيت الأبيض. تمت أرشفته من الأصل في 10 ديسمبر 2017. اطلع عليه بتاريخ February 6, 2017.نسخة محفوظة 02 2يناير7 على موقع واي باك مشين.
332. ↑  "American Heart Month, February 2017" (PDF). السجل الفدرالي الأمريكي. واشنطن العاصمة: إدارة الأرشيف والوثائق الوطنية. February 2, 2017. تمت أرشفته من الأصل في February 7, 2017. اطلع عليه بتاريخ March 14, 2017. نسخة محفوظة 01 مارس 2017 على موقع واي باك مشين.
333. ↑  Office of the Press Secretary  [لغات أخرى]‏ (March 1, 2017). "President Donald J. Trump Proclaims March 2017 as American Red Cross Month". وايت هاوس دوت جوف (باللغة الإنجليزية). واشنطن العاصمة: البيت الأبيض. تمت أرشفته من الأصل في 10 ديسمبر 2017. اطلع عليه بتاريخ March 6, 2017. نسخة محفوظة 10 ديسمبر 2017 على موقع واي باك مشين.
334. ↑  "American Red Cross Month, 2017" (PDF). السجل الفدرالي الأمريكي. واشنطن العاصمة: إدارة الأرشيف والوثائق الوطنية. March 1, 2017. تمت أرشفته من الأصل في March 6, 2017. اطلع عليه بتاريخ March 14, 2017. نسخة محفوظة 09 يونيو 2017 على موقع واي باك مشين.
335. ↑  "President Trumps Weekly Address: At 11:00 AM,And Trump Tweets..." Friends of Liberty. United States: بلوغر. 5 مارس 2017. مؤرشف من الأصل في 2018-10-24. اطلع عليه بتاريخ 2017-03-06.
336. ↑  Office of the Press Secretary  [لغات أخرى]‏ (March 1, 2017). "President Donald J. Trump Proclaims March 2017 as Irish-American Heritage Month". وايت هاوس دوت جوف (باللغة الإنجليزية). واشنطن العاصمة: البيت الأبيض. تمت أرشفته من الأصل في 10 ديسمبر 2017. اطلع عليه بتاريخ March 6, 2017. نسخة محفوظة 10 ديسمبر 2017 على موقع واي باك مشين.
337. ↑  "Irish-American Heritage Month, 2017" (PDF). السجل الفدرالي الأمريكي. واشنطن العاصمة: إدارة الأرشيف والوثائق الوطنية. March 1, 2017. تمت أرشفته من الأصل في March 6, 2017. اطلع عليه بتاريخ March 14, 2017. نسخة محفوظة 09 يونيو 2017 على موقع واي باك مشين.
338. ↑  "Maintaining tradition, Trump declares March 'Irish-American Heritage Month'". TheJournal.ie. دبلن: Distilled Media. 2 مارس 2017. مؤرشف من الأصل في 2017-08-22. اطلع عليه بتاريخ 2017-03-06.
339. ↑  Office of the Press Secretary  [لغات أخرى]‏ (March 1, 2017). "President Donald J. Trump Proclaims March 2017 as Women's History Month". وايت هاوس دوت جوف (باللغة الإنجليزية). واشنطن العاصمة: البيت الأبيض. تمت أرشفته من الأصل في 10 ديسمبر 2017. اطلع عليه بتاريخ March 6, 2017. نسخة محفوظة 10 ديسمبر 2017 على موقع واي باك مشين.
340. ↑  "Women's History Month: Women of color whose names you should know". يو إس إيه توداي. [[ماكلين (فرجينيا)|]]: Gannett Company. 4 مارس 2017. مؤرشف من الأصل في 2018-06-18. اطلع عليه بتاريخ 2017-03-06.
341. ↑  "Women's History Month, 2017" (PDF). السجل الفدرالي الأمريكي. واشنطن العاصمة: إدارة الأرشيف والوثائق الوطنية. March 1, 2017. تمت أرشفته من الأصل في March 6, 2017. اطلع عليه بتاريخ May 3, 2017. نسخة محفوظة 09 يونيو 2017 على موقع واي باك مشين.
342. ↑  Office of the Press Secretary  [لغات أخرى]‏ (March 6, 2017). "President Donald J. Trump Proclaims March 5 through March 11, 2017, as National Consumer Protection Week". وايت هاوس دوت جوف (باللغة الإنجليزية). واشنطن العاصمة: البيت الأبيض. تمت أرشفته من الأصل في 10 ديسمبر 2017. اطلع عليه بتاريخ March 6, 2017. نسخة محفوظة 10 ديسمبر 2017 على موقع واي باك مشين.
343. ↑  "National Consumer Protection Week, 2017" (PDF). السجل الفدرالي الأمريكي. واشنطن العاصمة: إدارة الأرشيف والوثائق الوطنية. March 6, 2017. تمت أرشفته من الأصل في March 9, 2017. اطلع عليه بتاريخ March 14, 2017. نسخة محفوظة 20 أغسطس 2017 على موقع واي باك مشين.
344. ↑  Office of the Press Secretary  [لغات أخرى]‏ (March 17, 2017). "President Donald J. Trump Proclaims March 19 through March 25, 2017, as National Poison Prevention Week". وايت هاوس دوت جوف (باللغة الإنجليزية). واشنطن العاصمة: البيت الأبيض. تمت أرشفته من الأصل في 10 ديسمبر 2017. اطلع عليه بتاريخ March 24, 2017. نسخة محفوظة 10 ديسمبر 2017 على موقع واي باك مشين.
345. ↑  "National Poison Prevention Week, 2017" (PDF). السجل الفدرالي الأمريكي. واشنطن العاصمة: إدارة الأرشيف والوثائق الوطنية. March 22, 2017. تمت أرشفته من الأصل في March 22, 2017. اطلع عليه بتاريخ March 24, 2017. نسخة محفوظة 09 يونيو 2017 على موقع واي باك مشين.
346. ↑  Harrington، Rebecca (March 20, 2017). "Trump has already signed 38 executive actions — here's what each one does". بيزنس إنسايدر. United States: شركة أكسل شبرينقر. تمت أرشفته من الأصل في 13 يوليو 2018. اطلع عليه بتاريخ March 24, 2017. نسخة محفوظة 02 فبراير 2017 على موقع واي باك مشين.
347. ↑  Office of the Press Secretary  [لغات أخرى]‏ (March 21, 2017). "President Donald J. Trump Proclaims March 21, 2017, as National Agriculture Day". وايت هاوس دوت جوف (باللغة الإنجليزية). واشنطن العاصمة: البيت الأبيض. تمت أرشفته من الأصل في 21 أكتوبر 2017. اطلع عليه بتاريخ March 24, 2017. نسخة محفوظة 21 أكتوبر 2017 على موقع واي باك مشين.
348. ↑  "National Agriculture Day, 2017" (PDF). السجل الفدرالي الأمريكي. واشنطن العاصمة: إدارة الأرشيف والوثائق الوطنية. March 24, 2017. تمت أرشفته من الأصل في March 24, 2017. اطلع عليه بتاريخ March 24, 2017. نسخة محفوظة 06 ديسمبر 2017 على موقع واي باك مشين.
349. ↑  "Trump proclaims Mar. 21 as 'National Agriculture Day". زي نيوز. مومباي: Diligent Media Corporation. March 22, 2017. تمت أرشفته من الأصل في 20 فبراير 2018. اطلع عليه بتاريخ March 24, 2017. نسخة محفوظة 20 فبراير 2018 على موقع واي باك مشين.
350. ↑  Office of the Press Secretary  [لغات أخرى]‏ (March 24, 2017). "President Donald J. Trump Proclaims March 25, 2017, as Greek Independence Day: A National Day of Celebration of Greek and American Democracy". وايت هاوس دوت جوف (باللغة الإنجليزية). واشنطن العاصمة: البيت الأبيض. تمت أرشفته من الأصل في 10 ديسمبر 2017. اطلع عليه بتاريخ March 24, 2017. نسخة محفوظة 10 ديسمبر 2017 على موقع واي باك مشين.
351. ↑  "Greek Independence Day: A National Day of Celebration of Greek and American Democracy, 2017" (PDF). السجل الفدرالي الأمريكي. واشنطن العاصمة: إدارة الأرشيف والوثائق الوطنية. March 29, 2017. تمت أرشفته من الأصل في March 29, 2017. اطلع عليه بتاريخ March 29, 2017. نسخة محفوظة 20 أغسطس 2017 على موقع واي باك مشين.
352. ↑  "President Donald J. Trump Proclaims March 25, 2017, as Greek Independence Day: A National Day of Celebration of Greek and American Democracy". World News Network. United States: World News Inc. March 24, 2017. تمت أرشفته من الأصل في 21 نوفمبر 2017. اطلع عليه بتاريخ March 24, 2017. نسخة محفوظة 21 نوفمبر 2017 على موقع واي باك مشين.
353. ↑  Office of the Press Secretary  [لغات أخرى]‏ (March 31, 2017). "President Donald J. Trump Proclaims April 2017 as Cancer Control Month". وايت هاوس دوت جوف (باللغة الإنجليزية). واشنطن العاصمة: البيت الأبيض. تمت أرشفته من الأصل في 10 ديسمبر 2017. اطلع عليه بتاريخ April 1, 2017.نسخة محفوظة 12 2يناير7 على موقع واي باك مشين.
354. ↑  "Cancer Control Month, 2017" (PDF). السجل الفدرالي الأمريكي. واشنطن العاصمة: إدارة الأرشيف والوثائق الوطنية. April 5, 2017. تمت أرشفته من الأصل في April 5, 2017. اطلع عليه بتاريخ April 5, 2017. نسخة محفوظة 24 أكتوبر 2018 على موقع واي باك مشين.
355. ↑  Chung So، Hiu (April 1, 2013). "National Cancer Control Month Drives Attention to Prevention". City of Hope National Medical Center. دوارتي (كاليفورنيا): بلوغر. اطلع عليه بتاريخ April 1, 2017. [وصلة مكسورة] نسخة محفوظة 10 2يناير8 على موقع واي باك مشين.
356. ↑  "Cancer Awareness Calendar 2017". Patient Empowerment Network. بالفيو: Patient Empowerment Network, Inc. اطلع عليه بتاريخ April 1, 2017. نسخة محفوظة 08 يونيو 2017 على موقع واي باك مشين. [وصلة مكسورة]
357. ↑  Office of the Press Secretary  [لغات أخرى]‏ (March 31, 2017). "President Donald J. Trump Proclaims April 2017 as National Child Abuse Prevention Month". وايت هاوس دوت جوف (باللغة الإنجليزية). واشنطن العاصمة: البيت الأبيض. تمت أرشفته من الأصل في 10 ديسمبر 2017. اطلع عليه بتاريخ April 1, 2017. نسخة محفوظة 10 ديسمبر 2017 على موقع واي باك مشين.
358. ↑  "National Child Abuse Prevention Month, 2017". السجل الفدرالي الأمريكي. واشنطن العاصمة: إدارة الأرشيف والوثائق الوطنية. 5 أبريل 2017. مؤرشف من الأصل في 2017-04-06. اطلع عليه بتاريخ 2017-04-05.{{استشهاد بخبر}}:  صيانة الاستشهاد: BOT: original URL status unknown (link)
359. ↑  Krause، Rachael (31 مارس 2017). "As abuse reports rise, child advocates push for awareness". WPSD-TV. بادوكا (كنتاكي): Paxton Media Group. مؤرشف من الأصل في 2017-08-22. اطلع عليه بتاريخ 2017-04-01.
360. ↑  Koski، Lauren (31 مارس 2017). "Activities observing Child Abuse Prevention Month begin in Amarillo April 1". Amarillo Globe-News. أماريلو: Morris Communications. مؤرشف من الأصل في 2017-08-22. اطلع عليه بتاريخ 2017-04-01.
361. ↑  Office of the Press Secretary  [لغات أخرى]‏ (31 Mar 2017). "President Donald J. Trump Proclaims April 2017 as National Donate Life Month". وايت هاوس دوت جوف (بالإنجليزية). واشنطن العاصمة: البيت الأبيض. Archived from the original on 2017-12-10. Retrieved 2017-04-02.{{استشهاد بخبر}}:  صيانة الاستشهاد: أسماء عددية: قائمة المؤلفين (link) صيانة الاستشهاد: أسماء متعددة: قائمة المؤلفين (link) صيانة الاستشهاد: علامات ترقيم زائدة (link)
362. ↑  "National Donate Life Month, 2017". السجل الفدرالي الأمريكي. واشنطن العاصمة: إدارة الأرشيف والوثائق الوطنية. 5 أبريل 2017. مؤرشف من الأصل في 2017-04-06. اطلع عليه بتاريخ 2017-04-05.{{استشهاد بخبر}}:  صيانة الاستشهاد: BOT: original URL status unknown (link)
363. ↑  "President Donald J. Trump Proclaims April 2017 as National Donate Life Month". World News Network. United States: World News Inc. 1 أبريل 2017. مؤرشف من الأصل في 2017-08-22. اطلع عليه بتاريخ 2017-04-02.
364. ↑  Office of the Press Secretary  [لغات أخرى]‏ (31 Mar 2017). "President Donald J. Trump Proclaims April 2017 as National Financial Capability Month". وايت هاوس دوت جوف (بالإنجليزية). واشنطن العاصمة: البيت الأبيض. Archived from the original on 2017-12-10. Retrieved 2017-04-02.{{استشهاد بخبر}}:  صيانة الاستشهاد: أسماء عددية: قائمة المؤلفين (link) صيانة الاستشهاد: أسماء متعددة: قائمة المؤلفين (link) صيانة الاستشهاد: علامات ترقيم زائدة (link)
365. ↑  "National Financial Capability Month, 2017". السجل الفدرالي الأمريكي. واشنطن العاصمة: إدارة الأرشيف والوثائق الوطنية. 5 أبريل 2017. مؤرشف من الأصل في 2017-04-05. اطلع عليه بتاريخ 2017-04-05.{{استشهاد بخبر}}:  صيانة الاستشهاد: BOT: original URL status unknown (link)
366. ↑  Office of the Press Secretary  [لغات أخرى]‏ (31 Mar 2017). "President Donald J. Trump Proclaims April 2017 as National Sexual Assault Awareness and Prevention Month". وايت هاوس دوت جوف (بالإنجليزية). واشنطن العاصمة: البيت الأبيض. Archived from the original on 2017-12-10. Retrieved 2017-04-01.{{استشهاد بخبر}}:  صيانة الاستشهاد: أسماء عددية: قائمة المؤلفين (link) صيانة الاستشهاد: أسماء متعددة: قائمة المؤلفين (link) صيانة الاستشهاد: علامات ترقيم زائدة (link)
367. ↑  "National Sexual Assault Awareness and Prevention Month, 2017". السجل الفدرالي الأمريكي. واشنطن العاصمة: إدارة الأرشيف والوثائق الوطنية. 5 أبريل 2017. مؤرشف من الأصل في 2017-04-05. اطلع عليه بتاريخ 2017-04-05.{{استشهاد بخبر}}:  صيانة الاستشهاد: BOT: original URL status unknown (link)
368. ↑  Ernst، Jonathan (31 مارس 2017). "Trump Declares 'National Sexual Assault Awareness and Prevention Month'". ماذر جونز (مجلة). سان فرانسيسكو: Foundation For National Progress. رويترز. مؤرشف من الأصل في 2018-02-04. اطلع عليه بتاريخ 2017-04-01.
369. ↑  Office of the Press Secretary  [لغات أخرى]‏ (31 Mar 2017). "President Donald J. Trump Proclaims April 2, 2017 as World Autism Awareness Day". وايت هاوس دوت جوف (بالإنجليزية). واشنطن العاصمة: البيت الأبيض. Archived from the original on 2017-12-10. Retrieved 2017-04-02.{{استشهاد بخبر}}:  صيانة الاستشهاد: أسماء عددية: قائمة المؤلفين (link) صيانة الاستشهاد: أسماء متعددة: قائمة المؤلفين (link) صيانة الاستشهاد: علامات ترقيم زائدة (link)
370. ↑  "World Autism Awareness Day, 2017". السجل الفدرالي الأمريكي. واشنطن العاصمة: إدارة الأرشيف والوثائق الوطنية. 5 أبريل 2017. مؤرشف من الأصل في 2017-04-06. اطلع عليه بتاريخ 2017-04-05.{{استشهاد بخبر}}:  صيانة الاستشهاد: BOT: original URL status unknown (link)
371. ↑  "Trump Proclaims World Autism Awareness Day — White House Will Light Up Blue". World News Network. United States: World News Inc. 2 أبريل 2017. مؤرشف من الأصل في 2017-08-22. اطلع عليه بتاريخ 2017-04-02.
372. ↑  Faulkner، Trisha (2 أبريل 2017). "Trumps Proclaims World Autism Awareness Day – White House Will Light Up  Blue". Inquisitr. بروكلين: Daniel Treisman Enterprises. مؤرشف من الأصل في 2017-05-20. اطلع عليه بتاريخ 2017-04-02.
373. ↑  Office of the Press Secretary  [لغات أخرى]‏ (3 Apr 2017). "President Donald J. Trump Proclaims April 2 through April 8, 2017, as National Crime Victims' Rights Week". وايت هاوس دوت جوف (بالإنجليزية). واشنطن العاصمة: البيت الأبيض. Archived from the original on 2017-12-10. Retrieved 2017-04-03.{{استشهاد بخبر}}:  صيانة الاستشهاد: أسماء عددية: قائمة المؤلفين (link) صيانة الاستشهاد: أسماء متعددة: قائمة المؤلفين (link) صيانة الاستشهاد: علامات ترقيم زائدة (link)
374. ↑  "National Crime Victims' Rights Week, 2017". السجل الفدرالي الأمريكي. واشنطن العاصمة: إدارة الأرشيف والوثائق الوطنية. 6 أبريل 2017. مؤرشف من الأصل في 2017-04-06. اطلع عليه بتاريخ 2017-04-06.{{استشهاد بخبر}}:  صيانة الاستشهاد: BOT: original URL status unknown (link)
375. ↑  Mojica، Adrian (3 أبريل 2017). "President Trump proclaims April 2-April 8, 2017 'National Crime Victims' Rights Week'". WZTV. ناشفيل (تينيسي): Sinclair Broadcast Group (WZTV Licensee, LLC). مؤرشف من الأصل في 2017-08-22. اطلع عليه بتاريخ 2017-04-03.
376. ↑  Pavlich، Katie (3 أبريل 2017). "President Trump Declares Week of National Recognition For Crime Victims". Townhall. United States: Salem Media Group. مؤرشف من الأصل في 2017-08-22. اطلع عليه بتاريخ 2017-04-03.
377. ↑  Office of the Press Secretary  [لغات أخرى]‏ (5 Apr 2017). "A Proclamation by President Donald J. Trump Honoring the Memory of John Glenn". وايت هاوس دوت جوف (بالإنجليزية). واشنطن العاصمة: البيت الأبيض. Archived from the original on 2017-12-10. Retrieved 2017-04-06.{{استشهاد بخبر}}:  صيانة الاستشهاد: أسماء عددية: قائمة المؤلفين (link) صيانة الاستشهاد: أسماء متعددة: قائمة المؤلفين (link) صيانة الاستشهاد: علامات ترقيم زائدة (link)
378. ↑  "Honoring the Memory of John Glenn". السجل الفدرالي الأمريكي. واشنطن العاصمة: إدارة الأرشيف والوثائق الوطنية. 8 أبريل 2017. مؤرشف من الأصل في 2017-08-22. اطلع عليه بتاريخ 2017-04-08.{{استشهاد بخبر}}:  صيانة الاستشهاد: BOT: original URL status unknown (link)
379. ↑  "Flags ordered to half-staff in honor of John Glenn". West Fargo Pioneer. فارغو: Forum Communications. 5 أبريل 2017. مؤرشف من الأصل في 2017-09-18. اطلع عليه بتاريخ 2017-04-06.
380. ↑  Office of the Press Secretary  [لغات أخرى]‏ (6 Apr 2017). "President Donald J. Trump Proclaims April 7, 2017, as Education and Sharing Day, U.S.A." وايت هاوس دوت جوف (بالإنجليزية). واشنطن العاصمة: البيت الأبيض. Archived from the original on 2017-12-10. Retrieved 2017-04-07.{{استشهاد بخبر}}:  صيانة الاستشهاد: أسماء عددية: قائمة المؤلفين (link) صيانة الاستشهاد: أسماء متعددة: قائمة المؤلفين (link) صيانة الاستشهاد: علامات ترقيم زائدة (link)
381. ↑  "President Donald J. Trump Proclaims April 7, 2017, as Education and Sharing Day, U.S.A." World News Network. United States: World News Inc. 7 أبريل 2017. مؤرشف من الأصل في 2017-11-21. اطلع عليه بتاريخ 2017-04-07.
382. ↑  "Education and Sharing Day, U.S.A., 2017". السجل الفدرالي الأمريكي. واشنطن العاصمة: إدارة الأرشيف والوثائق الوطنية. 8 أبريل 2017. مؤرشف من الأصل في 2017-04-13. اطلع عليه بتاريخ 2017-04-08.{{استشهاد بخبر}}:  صيانة الاستشهاد: BOT: original URL status unknown (link)
383. ↑  Office of the Press Secretary  [لغات أخرى]‏ (7 Apr 2017). "President Donald J. Trump Proclaims April 14, 2017, as Pan American Day and April 9 through April 15, 2017, as Pan American Week". وايت هاوس دوت جوف (بالإنجليزية). واشنطن العاصمة: البيت الأبيض. Archived from the original on 2017-12-10. Retrieved 2017-04-07.{{استشهاد بخبر}}:  صيانة الاستشهاد: أسماء عددية: قائمة المؤلفين (link) صيانة الاستشهاد: أسماء متعددة: قائمة المؤلفين (link) صيانة الاستشهاد: علامات ترقيم زائدة (link)
384. ↑  "Pan American Day and Pan American Week, 2017". السجل الفدرالي الأمريكي. واشنطن العاصمة: إدارة الأرشيف والوثائق الوطنية. 13 أبريل 2017. مؤرشف من الأصل في 2017-04-14. اطلع عليه بتاريخ 2017-04-13.{{استشهاد بخبر}}:  صيانة الاستشهاد: BOT: original URL status unknown (link)
385. ↑  Office of the Press Secretary  [لغات أخرى]‏ (7 Apr 2017). "President Donald J. Trump Proclaims April 9, 2017, as National Former Prisoner of War Recognition Day". وايت هاوس دوت جوف (بالإنجليزية). واشنطن العاصمة: البيت الأبيض. Archived from the original on 2017-12-10. Retrieved 2017-04-07.{{استشهاد بخبر}}:  صيانة الاستشهاد: أسماء عددية: قائمة المؤلفين (link) صيانة الاستشهاد: أسماء متعددة: قائمة المؤلفين (link) صيانة الاستشهاد: علامات ترقيم زائدة (link)
386. ↑  "President Donald J. Trump Proclaims April 9, 2017, as National Former Prisoner of War Recognition Day". World News Network. United States: World News Inc. 7 أبريل 2017. مؤرشف من الأصل في 2017-08-22. اطلع عليه بتاريخ 2017-04-07.
387. ↑  "National Former Prisoner of War Recognition Day, 2017". السجل الفدرالي الأمريكي. واشنطن العاصمة: إدارة الأرشيف والوثائق الوطنية. 13 أبريل 2017. مؤرشف من الأصل في 2017-04-14. اطلع عليه بتاريخ 2017-04-13.{{استشهاد بخبر}}:  صيانة الاستشهاد: BOT: original URL status unknown (link)
388. ↑  Office of the Press Secretary  [لغات أخرى]‏ (14 Apr 2017). "President Donald J. Trump Proclaims April 15 through April 23, 2017, as National Park Week". وايت هاوس دوت جوف (بالإنجليزية). واشنطن العاصمة: البيت الأبيض. Archived from the original on 2017-12-10. Retrieved 2017-04-17.{{استشهاد بخبر}}:  صيانة الاستشهاد: أسماء عددية: قائمة المؤلفين (link) صيانة الاستشهاد: أسماء متعددة: قائمة المؤلفين (link) صيانة الاستشهاد: علامات ترقيم زائدة (link)
389. ↑  Ortiz، Jennifer (15 أبريل 2017). "'Fee Free Weekends' during National Park Week". WTOP-FM. واشنطن العاصمة: Hubbard Broadcasting (Washington, DC FCC License Sub, LLC). مؤرشف من الأصل في 2017-05-17. اطلع عليه بتاريخ 2017-04-17.
390. ↑  Weisberger، Mindy (14 أبريل 2017). "Get Outside: Visit a National Park for Free During National Park Week!". لايف ساينس (موقع). United States: Purch Group. مؤرشف من الأصل في 2017-07-05. اطلع عليه بتاريخ 2017-04-17.
391. ↑  "National Park Week, 2017". السجل الفدرالي الأمريكي. واشنطن العاصمة: إدارة الأرشيف والوثائق الوطنية. 19 أبريل 2017. مؤرشف من الأصل في 2017-04-20. اطلع عليه بتاريخ 2017-04-19.{{استشهاد بخبر}}:  صيانة الاستشهاد: BOT: original URL status unknown (link)
392. ↑  Office of the Press Secretary  [لغات أخرى]‏ (21 Apr 2017). "President Donald J. Trump Proclaims April 23 through April 29, 2017, as National Volunteer Week". وايت هاوس دوت جوف (بالإنجليزية). واشنطن العاصمة: البيت الأبيض. Archived from the original on 2017-12-10. Retrieved 2017-04-24.{{استشهاد بخبر}}:  صيانة الاستشهاد: أسماء عددية: قائمة المؤلفين (link) صيانة الاستشهاد: أسماء متعددة: قائمة المؤلفين (link) صيانة الاستشهاد: علامات ترقيم زائدة (link)
393. ↑  Hoover، Tracy (16 أبريل 2016). "National Volunteer Week Celebrates Individual Changemakers and the History of Service". هافينغتون بوست. United States: إيه أو إل. مؤرشف من الأصل في 2017-04-25. اطلع عليه بتاريخ 2017-04-24.
394. ↑  "National Volunteer Week - April 23-29, 2017". منظمة نقاط الضوء. واشنطن العاصمة. مؤرشف من الأصل في 2019-01-01. اطلع عليه بتاريخ 2017-04-24.
395. ↑  "National Volunteer Week 2017". إدارة المتنزهات الوطنية. واشنطن العاصمة: وزارة الداخلية (الولايات المتحدة). مؤرشف من الأصل في 2017-10-04. اطلع عليه بتاريخ 2017-04-24.
396. ↑  "National Volunteer Week, 2017". السجل الفدرالي الأمريكي. واشنطن العاصمة: إدارة الأرشيف والوثائق الوطنية. 27 أبريل 2017. مؤرشف من الأصل في 2017-04-28. اطلع عليه بتاريخ 2017-04-27.{{استشهاد بخبر}}:  صيانة الاستشهاد: BOT: original URL status unknown (link)
397. ↑  Office of the Press Secretary  [لغات أخرى]‏ (24 أبريل 2017). "Days of Remembrance of Victims of the Holocaust, 2017". السجل الفدرالي الأمريكي. واشنطن العاصمة: إدارة الأرشيف والوثائق الوطنية. مؤرشف من الأصل في 2017-04-28. اطلع عليه بتاريخ 2017-04-28.{{استشهاد بخبر}}:  صيانة الاستشهاد: BOT: original URL status unknown (link) صيانة الاستشهاد: أسماء عددية: قائمة المؤلفين (link) صيانة الاستشهاد: أسماء متعددة: قائمة المؤلفين (link) صيانة الاستشهاد: علامات ترقيم زائدة (link)
398. ↑  Webb، Kristina (24 أبريل 2017). "'Never again': Trump marks Holocaust Days of Remembrance in proclamation". The Palm Beach Post. ويست بالم بيتش: كوكس انتربرايزز. مؤرشف من الأصل في 2017-08-22. اطلع عليه بتاريخ 2017-04-28.
399. ↑  Rhodman، Maya (24 أبريل 2017). "'Never Again.' President Trump Acknowledged the 6 Million Jews Killed in the Holocaust". Time. نيويورك: شركة تايم  [لغات أخرى]‏. مؤرشف من الأصل في 2017-08-28. اطلع عليه بتاريخ 2017-04-28.{{استشهاد بخبر}}:  صيانة الاستشهاد: علامات ترقيم زائدة (link)
400. ↑  Office of the Press Secretary  [لغات أخرى]‏ (28 Apr 2017). "President Donald J. Trump Proclaims May 2017 as Asian American and Pacific Islander Heritage Month". وايت هاوس دوت جوف (بالإنجليزية). واشنطن العاصمة: البيت الأبيض. Archived from the original on 2017-12-10. Retrieved 2017-05-01.{{استشهاد بخبر}}:  صيانة الاستشهاد: أسماء عددية: قائمة المؤلفين (link) صيانة الاستشهاد: أسماء متعددة: قائمة المؤلفين (link) صيانة الاستشهاد: علامات ترقيم زائدة (link)
401. ↑  "President Donald J. Trump Proclaims May 2017 as Asian American and Pacific Islander Heritage Month". World News Network. United States: World News Inc. 1 مايو 2017. مؤرشف من الأصل في 2017-11-21. اطلع عليه بتاريخ 2017-05-01.
402. ↑  "Asian American and Pacific Islander Heritage Month, 2017". السجل الفدرالي الأمريكي. واشنطن العاصمة: إدارة الأرشيف والوثائق الوطنية. 28 أبريل 2017. مؤرشف من الأصل في 2017-05-03. اطلع عليه بتاريخ 2017-05-03.{{استشهاد بخبر}}:  صيانة الاستشهاد: BOT: original URL status unknown (link)
403. ↑  Office of the Press Secretary  [لغات أخرى]‏ (28 Apr 2017). "President Donald J. Trump Proclaims May 2017 as Jewish American Heritage Month". وايت هاوس دوت جوف (بالإنجليزية). واشنطن العاصمة: البيت الأبيض. Archived from the original on 2017-12-10. Retrieved 2017-05-01.{{استشهاد بخبر}}:  صيانة الاستشهاد: أسماء عددية: قائمة المؤلفين (link) صيانة الاستشهاد: أسماء متعددة: قائمة المؤلفين (link) صيانة الاستشهاد: علامات ترقيم زائدة (link)
404. ↑  "President Donald J. Trump Proclaims May 2017 as Older Americans Month". World News Network. United States: World News Inc. 1 مايو 2017. مؤرشف من الأصل في 2017-08-22. اطلع عليه بتاريخ 2017-05-01.
405. ↑  "Trump sets aside May 2017 as 'Jewish American Heritage Month'". World Israel News. إسرائيل: World Israel News, Inc. 30 أبريل 2017. مؤرشف من الأصل في 2017-08-22. اطلع عليه بتاريخ 2017-05-01.
406. ↑  "Asian American and Pacific Islander Heritage Month, 2017". السجل الفدرالي الأمريكي. واشنطن العاصمة: إدارة الأرشيف والوثائق الوطنية. 28 أبريل 2017. مؤرشف من الأصل في 2017-05-26. اطلع عليه بتاريخ 2017-05-03.{{استشهاد بخبر}}:  صيانة الاستشهاد: BOT: original URL status unknown (link)
407. ↑  Office of the Press Secretary  [لغات أخرى]‏ (28 Apr 2017). "Donald J. Trump Proclaims May 2017 as National Foster Care Month". وايت هاوس دوت جوف (بالإنجليزية). واشنطن العاصمة: البيت الأبيض. Archived from the original on 2017-12-10. Retrieved 2017-05-01.{{استشهاد بخبر}}:  صيانة الاستشهاد: أسماء عددية: قائمة المؤلفين (link) صيانة الاستشهاد: أسماء متعددة: قائمة المؤلفين (link) صيانة الاستشهاد: علامات ترقيم زائدة (link)
408. ↑  "Donald J. Trump Proclaims May 2017 as National Foster Care Month". World News Network. United States: World News Inc. 1 مايو 2017. مؤرشف من الأصل في 2017-08-22. اطلع عليه بتاريخ 2017-05-01.
409. ↑  "National Foster Care Month, 2017". السجل الفدرالي الأمريكي. واشنطن العاصمة: إدارة الأرشيف والوثائق الوطنية. 28 أبريل 2017. مؤرشف من الأصل في 2017-06-08. اطلع عليه بتاريخ 2017-05-03.{{استشهاد بخبر}}:  صيانة الاستشهاد: BOT: original URL status unknown (link)
410. ↑  "President Donald J. Trump Proclaims May 2017, as National Physical Fitness and Sports Month". World News Network. United States: World News Inc. 1 مايو 2017. مؤرشف من الأصل في 2017-08-22. اطلع عليه بتاريخ 2017-05-01.
411. ↑  "National Physical Fitness and Sports Month, 2017". السجل الفدرالي الأمريكي. واشنطن العاصمة: إدارة الأرشيف والوثائق الوطنية. 28 أبريل 2017. مؤرشف من الأصل في 2017-06-08. اطلع عليه بتاريخ 2017-05-03.{{استشهاد بخبر}}:  صيانة الاستشهاد: BOT: original URL status unknown (link)
412. ↑  Office of the Press Secretary  [لغات أخرى]‏ (28 Apr 2017). "President Donald J. Trump Proclaims May 2017 as Older Americans Month". وايت هاوس دوت جوف (بالإنجليزية). واشنطن العاصمة: البيت الأبيض. Archived from the original on 2017-12-10. Retrieved 2017-05-01.{{استشهاد بخبر}}:  صيانة الاستشهاد: أسماء عددية: قائمة المؤلفين (link) صيانة الاستشهاد: أسماء متعددة: قائمة المؤلفين (link) صيانة الاستشهاد: علامات ترقيم زائدة (link)
413. ↑  "President Donald J. Trump Proclaims May 2017 as Older Americans Month". World News Network. United States: World News Inc. 1 مايو 2017. مؤرشف من الأصل في 2017-11-21. اطلع عليه بتاريخ 2017-05-01.
414. ↑  "Older Americans Month, 2017". السجل الفدرالي الأمريكي. واشنطن العاصمة: إدارة الأرشيف والوثائق الوطنية. 28 أبريل 2017. مؤرشف من الأصل في 2017-06-08. اطلع عليه بتاريخ 2017-05-03.{{استشهاد بخبر}}:  صيانة الاستشهاد: BOT: original URL status unknown (link)
415. ↑  "President Donald J. Trump Proclaims April 30 through May 6, 2017, as National Charter Schools Week". World News Network. United States: World News Inc. 1 مايو 2017. مؤرشف من الأصل في 2017-08-22. اطلع عليه بتاريخ 2017-05-01.
416. ↑  "National Charter Schools Week, 2017". السجل الفدرالي الأمريكي. واشنطن العاصمة: إدارة الأرشيف والوثائق الوطنية. 28 أبريل 2017. مؤرشف من الأصل في 2017-06-08. اطلع عليه بتاريخ 2017-05-03.{{استشهاد بخبر}}:  صيانة الاستشهاد: BOT: original URL status unknown (link)
417. ↑  SBE Council (1 مايو 2017). "Kerrigan's Statement on National Small Business Week 2017: Let's celebrate through policy action!". World News Network. United States: World News Inc. مؤرشف من الأصل في 2017-11-21. اطلع عليه بتاريخ 2017-05-01.
418. ↑  "Small Business Week, 2017". السجل الفدرالي الأمريكي. واشنطن العاصمة: إدارة الأرشيف والوثائق الوطنية. 28 أبريل 2017. مؤرشف من الأصل في 2017-06-08. اطلع عليه بتاريخ 2017-05-03.{{استشهاد بخبر}}:  صيانة الاستشهاد: BOT: original URL status unknown (link)
419. ↑  Office of the Press Secretary  [لغات أخرى]‏ (28 Apr 2017). "President Donald J. Trump Proclaims May 1, 2017, as Loyalty Day". وايت هاوس دوت جوف (بالإنجليزية). واشنطن العاصمة: البيت الأبيض. Archived from the original on 2017-12-10. Retrieved 2017-05-01.{{استشهاد بخبر}}:  صيانة الاستشهاد: أسماء عددية: قائمة المؤلفين (link) صيانة الاستشهاد: أسماء متعددة: قائمة المؤلفين (link) صيانة الاستشهاد: علامات ترقيم زائدة (link)
420. ↑  Strauss، Valerie (1 مايو 2017). "May 1 is 'Loyalty Day' in America. Here's Trump's view of the day — and Obama's". واشنطن بوست. واشنطن العاصمة: جيف بيزوس. مؤرشف من الأصل في 2018-07-14. اطلع عليه بتاريخ 2017-05-01.
421. ↑  "Trump proclaims May 1 as 'Loyalty Day'". فوكس نيوز. نيويورك: مجموعة فوكس للترفيه. 28 أبريل 2017. مؤرشف من الأصل في 2018-07-09. اطلع عليه بتاريخ 2017-05-01.
422. ↑  "Loyalty Day, 2017". السجل الفدرالي الأمريكي. واشنطن العاصمة: إدارة الأرشيف والوثائق الوطنية. 28 أبريل 2017. مؤرشف من الأصل في 2017-06-08. اطلع عليه بتاريخ 2017-05-03.{{استشهاد بخبر}}:  صيانة الاستشهاد: BOT: original URL status unknown (link)
423. ↑  Office of the Press Secretary  [لغات أخرى]‏ (1 May 2017). "President Donald J. Trump Proclaims May 2017 as National Mental Health Awareness Month". وايت هاوس دوت جوف (بالإنجليزية). واشنطن العاصمة: البيت الأبيض. Archived from the original on 2017-12-10. Retrieved 2017-05-02.{{استشهاد بخبر}}:  صيانة الاستشهاد: أسماء عددية: قائمة المؤلفين (link) صيانة الاستشهاد: أسماء متعددة: قائمة المؤلفين (link) صيانة الاستشهاد: علامات ترقيم زائدة (link)
424. ↑  "President Donald J. Trump Proclaims May 2017 as National Mental Health Awareness Month". Turning Texas Blue: The Progressive Movement. تكساس: Turning Texas Blue. مؤرشف من الأصل في 2017-08-22. اطلع عليه بتاريخ 2017-05-02.
425. ↑  "National Mental Health Awareness Month, 2017". السجل الفدرالي الأمريكي. واشنطن العاصمة: إدارة الأرشيف والوثائق الوطنية. 1 مايو 2017. مؤرشف من الأصل في 2017-05-04. اطلع عليه بتاريخ 2017-05-04.{{استشهاد بخبر}}:  صيانة الاستشهاد: BOT: original URL status unknown (link)
426. ↑  Office of the Press Secretary  [لغات أخرى]‏ (1 May 2017). "President Donald J. Trump Proclaims May 1, 2017, as Law Day, U.S.A". وايت هاوس دوت جوف (بالإنجليزية). واشنطن العاصمة: البيت الأبيض. Archived from the original on 2017-12-10. Retrieved 2017-05-01.{{استشهاد بخبر}}:  صيانة الاستشهاد: أسماء عددية: قائمة المؤلفين (link) صيانة الاستشهاد: أسماء متعددة: قائمة المؤلفين (link) صيانة الاستشهاد: علامات ترقيم زائدة (link)
427. ↑  "Law Day, U.S.A., 2017". السجل الفدرالي الأمريكي. واشنطن العاصمة: إدارة الأرشيف والوثائق الوطنية. 1 مايو 2017. مؤرشف من الأصل في 2017-06-08. اطلع عليه بتاريخ 2017-05-04.{{استشهاد بخبر}}:  صيانة الاستشهاد: BOT: original URL status unknown (link)
428. ↑  Office of the Press Secretary  [لغات أخرى]‏ (4 May 2017). "President Donald J. Trump Proclaims May 4, 2017, as a National Day of Prayer". وايت هاوس دوت جوف (بالإنجليزية). واشنطن العاصمة: البيت الأبيض. Archived from the original on 2017-12-10. Retrieved 2017-05-04.{{استشهاد بخبر}}:  صيانة الاستشهاد: أسماء عددية: قائمة المؤلفين (link) صيانة الاستشهاد: أسماء متعددة: قائمة المؤلفين (link) صيانة الاستشهاد: علامات ترقيم زائدة (link)
429. ↑  "President Donald J. Trump Proclaims May 4, 2017, as a National Day of Prayer". World News Network. United States: World News Inc. 4 مايو 2017. مؤرشف من الأصل في 2017-11-21. اطلع عليه بتاريخ 2017-05-04.
430. ↑  Floyd، Ronnie (3 مايو 2017). "NATIONAL DAY OF PRAYER, MAY 4: America's 'greatest need'". Baptist Press. ناشفيل (تينيسي): المذهب المعمداني الجنوبي. مؤرشف من الأصل في 2017-08-22. اطلع عليه بتاريخ 2017-05-04.
431. ↑  "National Day of Prayer, 2017". السجل الفدرالي الأمريكي. واشنطن العاصمة: إدارة الأرشيف والوثائق الوطنية. 4 مايو 2017. مؤرشف من الأصل في 2017-06-08. اطلع عليه بتاريخ 2017-05-09.{{استشهاد بخبر}}:  صيانة الاستشهاد: BOT: original URL status unknown (link)
432. ↑  Office of the Press Secretary  [لغات أخرى]‏ (5 May 2017). "President Donald J. Trump Proclaims May 7 through May 13, 2017, as National Hurricane Preparedness Week". وايت هاوس دوت جوف (بالإنجليزية). واشنطن العاصمة: البيت الأبيض. Archived from the original on 2017-12-10. Retrieved 2017-05-08.{{استشهاد بخبر}}:  صيانة الاستشهاد: أسماء عددية: قائمة المؤلفين (link) صيانة الاستشهاد: أسماء متعددة: قائمة المؤلفين (link) صيانة الاستشهاد: علامات ترقيم زائدة (link)
433. ↑  Bulszewicz، Anna (8 مايو 2017). "Hurricane Preparedness Week starts". WCTI-TV. نيوبيرن: Bonten Media Group (sale to Sinclair Broadcast Group pending). مؤرشف من الأصل في 2017-08-22. اطلع عليه بتاريخ 2017-05-08.
434. ↑  "National Hurricane Preparedness Week, 2017". السجل الفدرالي الأمريكي. واشنطن العاصمة: إدارة الأرشيف والوثائق الوطنية. 5 مايو 2017. مؤرشف من الأصل في 2017-05-10. اطلع عليه بتاريخ 2017-05-10.{{استشهاد بخبر}}:  صيانة الاستشهاد: BOT: original URL status unknown (link)
435. 1 2  Office of the Press Secretary  [لغات أخرى]‏ (5 May 2017). "President Donald J. Trump Proclaims May 7 through May 13, 2017, as Public Service Recognition Week". وايت هاوس دوت جوف (بالإنجليزية). واشنطن العاصمة: البيت الأبيض. Archived from the original on 2017-12-10. Retrieved 2017-05-08.{{استشهاد بخبر}}:  صيانة الاستشهاد: أسماء عددية: قائمة المؤلفين (link) صيانة الاستشهاد: أسماء متعددة: قائمة المؤلفين (link) صيانة الاستشهاد: علامات ترقيم زائدة (link)
436. ↑  "President Donald J. Trump Proclaims May 7 through May 13, 2017, as National Hurricane Preparedness Week". World News Network. United States: World News Inc. 8 مايو 2017. مؤرشف من الأصل في 2017-11-21. اطلع عليه بتاريخ 2017-05-08.
437. ↑  "Public Service Recognition Week, 2017". السجل الفدرالي الأمريكي. واشنطن العاصمة: إدارة الأرشيف والوثائق الوطنية. 5 مايو 2017. مؤرشف من الأصل في 2017-06-08. اطلع عليه بتاريخ 2017-05-10.{{استشهاد بخبر}}:  صيانة الاستشهاد: BOT: original URL status unknown (link)
438. ↑  Office of the Press Secretary  [لغات أخرى]‏ (12 May 2017). "President Donald J. Trump Proclaims May 12, 2017, as Military Spouse Day". وايت هاوس دوت جوف (بالإنجليزية). واشنطن العاصمة: البيت الأبيض. Archived from the original on 2017-12-10. Retrieved 2017-05-13.{{استشهاد بخبر}}:  صيانة الاستشهاد: أسماء عددية: قائمة المؤلفين (link) صيانة الاستشهاد: أسماء متعددة: قائمة المؤلفين (link) صيانة الاستشهاد: علامات ترقيم زائدة (link)
439. ↑  Mitchell، Becca (12 مايو 2017). "May 12 is Military Spouse Appreciation Day". WTKR. نورفولك (فرجينيا): Dreamcatcher Broadcasting, LLC (sale to Sinclair Broadcast Group pending). مؤرشف من الأصل في 2017-08-22. اطلع عليه بتاريخ 2017-05-13.
440. ↑  "Military Spouse Day, 2017". السجل الفدرالي الأمريكي. واشنطن العاصمة: إدارة الأرشيف والوثائق الوطنية. 12 مايو 2017. مؤرشف من الأصل في 2017-05-17. اطلع عليه بتاريخ 2017-05-17.{{استشهاد بخبر}}:  صيانة الاستشهاد: BOT: original URL status unknown (link)
441. ↑  Office of the Press Secretary  [لغات أخرى]‏ (12 May 2017). "President Donald J. Trump Proclaims May 14, 2017, as Mother's Day". وايت هاوس دوت جوف (بالإنجليزية). واشنطن العاصمة: البيت الأبيض. Archived from the original on 2017-12-10. Retrieved 2017-05-15.{{استشهاد بخبر}}:  صيانة الاستشهاد: أسماء عددية: قائمة المؤلفين (link) صيانة الاستشهاد: أسماء متعددة: قائمة المؤلفين (link) صيانة الاستشهاد: علامات ترقيم زائدة (link)
442. ↑  "President Donald J. Trump Proclaims May 14, 2017, as Mother's Day". World News Network. United States: World News Inc. 14 مايو 2017. مؤرشف من الأصل في 2017-08-22. اطلع عليه بتاريخ 2017-05-15.
443. ↑  "Mother's Day, 2017". السجل الفدرالي الأمريكي. واشنطن العاصمة: إدارة الأرشيف والوثائق الوطنية. 12 مايو 2017. مؤرشف من الأصل في 2017-06-08. اطلع عليه بتاريخ 2017-05-17.{{استشهاد بخبر}}:  صيانة الاستشهاد: BOT: original URL status unknown (link)
444. ↑  Office of the Press Secretary  [لغات أخرى]‏ (12 May 2017). "President Donald J. Trump Proclaims Friday, May 19, 2017, as National Defense Transportation Day and May 14 through May 20, 2017, as National Transportation Week". وايت هاوس دوت جوف (بالإنجليزية). واشنطن العاصمة: البيت الأبيض. Archived from the original on 2017-12-10. Retrieved 2017-05-15.{{استشهاد بخبر}}:  صيانة الاستشهاد: أسماء عددية: قائمة المؤلفين (link) صيانة الاستشهاد: أسماء متعددة: قائمة المؤلفين (link) صيانة الاستشهاد: علامات ترقيم زائدة (link)
445. ↑  "NATIONAL TRANSPORTATION WEEK TURNS 50". Commercial Vehicle Training Association. الإسكندرية (فرجينيا). مؤرشف من الأصل في 2017-08-22. اطلع عليه بتاريخ 2017-05-15.
446. ↑  "National Defense Transportation Day, 2017 and National Transportation Week, 2017". السجل الفدرالي الأمريكي. واشنطن العاصمة: إدارة الأرشيف والوثائق الوطنية. 12 مايو 2017. مؤرشف من الأصل في 2017-06-08. اطلع عليه بتاريخ 2017-05-17.{{استشهاد بخبر}}:  صيانة الاستشهاد: BOT: original URL status unknown (link)
447. ↑  Office of the Press Secretary  [لغات أخرى]‏ (15 May 2017). "President Donald J. Trump Proclaims May 15, 2017, as Peace Officers Memorial Day and May 14 through May 20, 2017, as Police Week". وايت هاوس دوت جوف (بالإنجليزية). واشنطن العاصمة: البيت الأبيض. Archived from the original on 2017-12-11. Retrieved 2017-05-15.{{استشهاد بخبر}}:  صيانة الاستشهاد: أسماء عددية: قائمة المؤلفين (link) صيانة الاستشهاد: أسماء متعددة: قائمة المؤلفين (link) صيانة الاستشهاد: علامات ترقيم زائدة (link)
448. ↑  Bove، Vincent J. (3 مايو 2017). "National Police Week: Honoring Ethical Protectors". إيبوك تايمز. نيويورك: Epoch Media Group. مؤرشف من الأصل في 2017-08-22. اطلع عليه بتاريخ 2017-05-15.
449. ↑  "Peace Officers Memorial Day and Police Week, 2017". السجل الفدرالي الأمريكي. واشنطن العاصمة: إدارة الأرشيف والوثائق الوطنية. 15 مايو 2017. مؤرشف من الأصل في 2017-05-18. اطلع عليه بتاريخ 2017-05-18.{{استشهاد بخبر}}:  صيانة الاستشهاد: BOT: original URL status unknown (link)
450. 1 2  Office of the Press Secretary  [لغات أخرى]‏ (19 May 2017). "President Donald J. Trump Proclaims May 21 through May 27, 2017, as Emergency Medical Services Week". وايت هاوس دوت جوف (بالإنجليزية). واشنطن العاصمة: البيت الأبيض. Archived from the original on 2017-12-10. Retrieved 2017-05-20.{{استشهاد بخبر}}:  صيانة الاستشهاد: أسماء عددية: قائمة المؤلفين (link) صيانة الاستشهاد: أسماء متعددة: قائمة المؤلفين (link) صيانة الاستشهاد: علامات ترقيم زائدة (link)
451. ↑  "President Donald J. Trump Proclaims May 21 through May 27, 2017, as Emergency Medical Services Week". World News Network. United States: World News Inc. 19 مايو 2017. مؤرشف من الأصل في 2017-08-22. اطلع عليه بتاريخ 2017-05-20.
452. ↑  "Emergency Medical Services Week, 2017". السجل الفدرالي الأمريكي. واشنطن العاصمة: إدارة الأرشيف والوثائق الوطنية. 19 مايو 2017. مؤرشف من الأصل في 2017-05-24. اطلع عليه بتاريخ 2017-05-24.{{استشهاد بخبر}}:  صيانة الاستشهاد: BOT: original URL status unknown (link)
453. ↑  Office of the Press Secretary  [لغات أخرى]‏ (19 May 2017). "President Donald J. Trump Proclaims May 21 through May 27, 2017, as National Safe Boating Week". وايت هاوس دوت جوف (بالإنجليزية). واشنطن العاصمة: البيت الأبيض. Archived from the original on 2017-12-10. Retrieved 2017-05-20.{{استشهاد بخبر}}:  صيانة الاستشهاد: أسماء عددية: قائمة المؤلفين (link) صيانة الاستشهاد: أسماء متعددة: قائمة المؤلفين (link) صيانة الاستشهاد: علامات ترقيم زائدة (link)
454. ↑  "President Donald J. Trump Proclaims May 21 through May 27, 2017, as National Safe Boating Week". World News Network. United States: World News Inc. 20 مايو 2017. مؤرشف من الأصل في 2017-11-21. اطلع عليه بتاريخ 2017-05-20.
455. ↑  "National Safe Boating Week, 2017". السجل الفدرالي الأمريكي. واشنطن العاصمة: إدارة الأرشيف والوثائق الوطنية. 19 مايو 2017. مؤرشف من الأصل في 2017-05-26. اطلع عليه بتاريخ 2017-05-24.{{استشهاد بخبر}}:  صيانة الاستشهاد: BOT: original URL status unknown (link)
456. ↑  "President Donald J. Trump Proclaims May 21 through May 27, 2017, as World Trade Week". World News Network. United States: World News Inc. 20 مايو 2017. مؤرشف من الأصل في 2017-10-20. اطلع عليه بتاريخ 2017-05-20.
457. ↑  "World Trade Week, 2017". السجل الفدرالي الأمريكي. واشنطن العاصمة: إدارة الأرشيف والوثائق الوطنية. 19 مايو 2017. مؤرشف من الأصل في 2017-05-26. اطلع عليه بتاريخ 2017-05-24.{{استشهاد بخبر}}:  صيانة الاستشهاد: BOT: original URL status unknown (link)
458. 1 2  Office of the Press Secretary  [لغات أخرى]‏ (31 May 2017). "President Donald J. Trump Proclaims June 2017 as National Homeownership Month". وايت هاوس دوت جوف (بالإنجليزية). واشنطن العاصمة: البيت الأبيض. Archived from the original on 2017-12-10. Retrieved 2017-06-01.{{استشهاد بخبر}}:  صيانة الاستشهاد: أسماء عددية: قائمة المؤلفين (link) صيانة الاستشهاد: أسماء متعددة: قائمة المؤلفين (link) صيانة الاستشهاد: علامات ترقيم زائدة (link)
459. ↑  "President Donald J. Trump Proclaims the Third Saturday of Each May as Armed Forces Day". World News Network. United States: World News Inc. 20 مايو 2017. مؤرشف من الأصل في 2018-07-05. اطلع عليه بتاريخ 2017-05-20.
460. ↑  "LOOK: Trump, Obama Commemorate Armed Forces Day". فوكس نيوز. نيويورك: مجموعة فوكس للترفيه. 20 مايو 2017. مؤرشف من الأصل في 2018-07-05. اطلع عليه بتاريخ 2017-05-20.
461. ↑  "Armed Forces Day, 2017". السجل الفدرالي الأمريكي. واشنطن العاصمة: إدارة الأرشيف والوثائق الوطنية. 19 مايو 2017. مؤرشف من الأصل في 2017-05-26. اطلع عليه بتاريخ 2017-05-25.{{استشهاد بخبر}}:  صيانة الاستشهاد: BOT: original URL status unknown (link)
462. ↑  Office of the Press Secretary  [لغات أخرى]‏ (19 May 2017). "President Donald J. Trump Proclaims May 22, 2017, as National Maritime Day". وايت هاوس دوت جوف (بالإنجليزية). واشنطن العاصمة: البيت الأبيض. Archived from the original on 2017-12-10. Retrieved 2017-05-20.{{استشهاد بخبر}}:  صيانة الاستشهاد: أسماء عددية: قائمة المؤلفين (link) صيانة الاستشهاد: أسماء متعددة: قائمة المؤلفين (link) صيانة الاستشهاد: علامات ترقيم زائدة (link)
463. ↑  GT Staff (20 مايو 2017). "Commemorating National Maritime Day". Global Trade Magazine. نيوبورت بيتش (كاليفورنيا): Abundant Life Media. مؤرشف من الأصل في 2019-01-05. اطلع عليه بتاريخ 2017-05-20.
464. ↑  "National Maritime Day, 2017". السجل الفدرالي الأمريكي. واشنطن العاصمة: إدارة الأرشيف والوثائق الوطنية. 19 مايو 2017. مؤرشف من الأصل في 2017-05-26. اطلع عليه بتاريخ 2017-05-25.{{استشهاد بخبر}}:  صيانة الاستشهاد: BOT: original URL status unknown (link)
465. ↑  Taylor، Scott (29 مايو 2010). "Memorial Day has a spiritual side". Deseret News. سولت ليك (مدينة): Deseret News Publishing Company. مؤرشف من الأصل في 2017-08-22. اطلع عليه بتاريخ 2017-05-25.
466. ↑  "Prayer for Peace, Memorial Day, 2017". السجل الفدرالي الأمريكي. واشنطن العاصمة: إدارة الأرشيف والوثائق الوطنية. 24 مايو 2017. مؤرشف من الأصل في 2017-05-31. اطلع عليه بتاريخ 2017-06-01.{{استشهاد بخبر}}:  صيانة الاستشهاد: BOT: original URL status unknown (link)
467. ↑  Webb، Kristina (31 مايو 2017). "READ: Trump's African-American Music Appreciation Month proclamation". The Palm Beach Post. ويست بالم بيتش: كوكس انتربرايزز. مؤرشف من الأصل في 2017-08-22. اطلع عليه بتاريخ 2017-06-01.
468. ↑  "African-American Music Appreciation Month, 2017". السجل الفدرالي الأمريكي. واشنطن العاصمة: إدارة الأرشيف والوثائق الوطنية. 31 مايو 2017. مؤرشف من الأصل في 2017-06-05. اطلع عليه بتاريخ 2017-06-02.{{استشهاد بخبر}}:  صيانة الاستشهاد: BOT: original URL status unknown (link)
469. ↑  Office of the Press Secretary  [لغات أخرى]‏ (31 May 2017). "President Donald J. Trump Proclaims June 2017 as Great Outdoors Month". وايت هاوس دوت جوف (بالإنجليزية). واشنطن العاصمة: البيت الأبيض. Archived from the original on 2017-12-10. Retrieved 2017-06-01.{{استشهاد بخبر}}:  صيانة الاستشهاد: أسماء عددية: قائمة المؤلفين (link) صيانة الاستشهاد: أسماء متعددة: قائمة المؤلفين (link) صيانة الاستشهاد: علامات ترقيم زائدة (link)
470. ↑  "President Donald J. Trump Proclaims June 2017 as Great Outdoors Month". World News Network. United States: World News Inc. 31 مايو 2017. مؤرشف من الأصل في 2018-07-05. اطلع عليه بتاريخ 2017-06-01.
471. ↑  Visser، Nick (1 يونيو 2017). "Donald Trump Is 'Honoring' The Outdoors With Policies To Ruin It". هافينغتون بوست. United States: إيه أو إل. مؤرشف من الأصل في 2017-11-13. اطلع عليه بتاريخ 2017-06-01.
472. ↑  "Great Outdoors Month, 2017". السجل الفدرالي الأمريكي. واشنطن العاصمة: إدارة الأرشيف والوثائق الوطنية. 31 مايو 2017. مؤرشف من الأصل في 2017-06-08. اطلع عليه بتاريخ 2017-06-03.{{استشهاد بخبر}}:  صيانة الاستشهاد: BOT: original URL status unknown (link)
473. ↑  Office of the Press Secretary  [لغات أخرى]‏ (31 May 2017). "President Donald J. Trump Proclaims June 2017 as National Caribbean-American Heritage Month". وايت هاوس دوت جوف (بالإنجليزية). واشنطن العاصمة: البيت الأبيض. Archived from the original on 2017-12-10. Retrieved 2017-06-01.{{استشهاد بخبر}}:  صيانة الاستشهاد: أسماء عددية: قائمة المؤلفين (link) صيانة الاستشهاد: أسماء متعددة: قائمة المؤلفين (link) صيانة الاستشهاد: علامات ترقيم زائدة (link)
474. ↑  Bolling، Louis (1 يونيو 2017). "Trump proclaims June National Caribbean-American Heritage Month, U.S. celebrates". هافينغتون بوست. United States: إيه أو إل. مؤرشف من الأصل في 2017-10-12. اطلع عليه بتاريخ 2017-06-03.
475. ↑  "National Caribbean-American Heritage Month, 2017". السجل الفدرالي الأمريكي. واشنطن العاصمة: إدارة الأرشيف والوثائق الوطنية. 31 مايو 2017. مؤرشف من الأصل في 2017-06-08. اطلع عليه بتاريخ 2017-06-03.{{استشهاد بخبر}}:  صيانة الاستشهاد: BOT: original URL status unknown (link)
476. ↑  Ramirez، Kelsey (31 مايو 2017). "President Trump declares June National Homeownership month". Housing Wire. إيرفينغ (تكساس): HW Media, LLC. مؤرشف من الأصل في 2018-10-24. اطلع عليه بتاريخ 2017-06-01.
477. ↑  "National Homeownership Month, 2017". السجل الفدرالي الأمريكي. واشنطن العاصمة: إدارة الأرشيف والوثائق الوطنية. 31 مايو 2017. مؤرشف من الأصل في 2017-06-08. اطلع عليه بتاريخ 2017-06-03.{{استشهاد بخبر}}:  صيانة الاستشهاد: BOT: original URL status unknown (link)
478. ↑  Office of the Press Secretary  [لغات أخرى]‏ (31 May 2017). "President Donald J. Trump Proclaims June 2017 as National Ocean Month". وايت هاوس دوت جوف (بالإنجليزية). واشنطن العاصمة: البيت الأبيض. Archived from the original on 2017-12-10. Retrieved 2017-06-01.{{استشهاد بخبر}}:  صيانة الاستشهاد: أسماء عددية: قائمة المؤلفين (link) صيانة الاستشهاد: أسماء متعددة: قائمة المؤلفين (link) صيانة الاستشهاد: علامات ترقيم زائدة (link)
479. ↑  "President Donald J. Trump Proclaims June 2017 as National Ocean Month". World News Network. United States: World News Inc. 31 مايو 2017. مؤرشف من الأصل في 2017-08-22. اطلع عليه بتاريخ 2017-06-01.
480. ↑  "National Ocean Month, 2017". السجل الفدرالي الأمريكي. واشنطن العاصمة: إدارة الأرشيف والوثائق الوطنية. 31 مايو 2017. مؤرشف من الأصل في 2017-06-08. اطلع عليه بتاريخ 2017-06-03.{{استشهاد بخبر}}:  صيانة الاستشهاد: BOT: original URL status unknown (link)
481. ↑  Office of the Press Secretary  [لغات أخرى]‏ (14 Jun 2017). "President Donald J. Trump Proclaims June 14, 2017, as Flag Day, and this week as National Flag Week". وايت هاوس دوت جوف (بالإنجليزية). واشنطن العاصمة: البيت الأبيض. Archived from the original on 2017-12-10. Retrieved 2017-06-15.{{استشهاد بخبر}}:  صيانة الاستشهاد: أسماء عددية: قائمة المؤلفين (link) صيانة الاستشهاد: أسماء متعددة: قائمة المؤلفين (link) صيانة الاستشهاد: علامات ترقيم زائدة (link)
482. ↑  "White House Press Office". National Liberty Alliance. United States: بلوغر. 14 يونيو 2017. مؤرشف من الأصل في 2019-04-09. اطلع عليه بتاريخ 2017-06-15.
483. ↑  "Flag Day, 2017 and National Flag Week, 2017". السجل الفدرالي الأمريكي. واشنطن العاصمة: إدارة الأرشيف والوثائق الوطنية. 14 أبريل 2017. مؤرشف من الأصل في 2017-06-19. اطلع عليه بتاريخ 2017-04-19.{{استشهاد بخبر}}:  صيانة الاستشهاد: BOT: original URL status unknown (link)
484. ↑  Office of the Press Secretary  [لغات أخرى]‏ (16 Jun 2017). "President Donald J. Trump Proclaims June 18, 2017, as Father's Day". وايت هاوس دوت جوف (بالإنجليزية). واشنطن العاصمة: البيت الأبيض. Archived from the original on 2017-12-10. Retrieved 2017-06-17.{{استشهاد بخبر}}:  صيانة الاستشهاد: أسماء عددية: قائمة المؤلفين (link) صيانة الاستشهاد: أسماء متعددة: قائمة المؤلفين (link) صيانة الاستشهاد: علامات ترقيم زائدة (link)
485. ↑  "Father's Day, 2017". السجل الفدرالي الأمريكي. واشنطن العاصمة: إدارة الأرشيف والوثائق الوطنية. 16 يونيو 2017. مؤرشف من الأصل في 2017-06-21. اطلع عليه بتاريخ 2017-06-21.{{استشهاد بخبر}}:  صيانة الاستشهاد: BOT: original URL status unknown (link)
486. ↑  Office of the Press Secretary  [لغات أخرى]‏ (29 Jun 2017). "President Donald J. Trump Proclaims Expanding the Generalized System of Preferences Pursuant to sections 501 and 503(a)(1)(A) of the Trade Act of 1974". وايت هاوس دوت جوف (بالإنجليزية). واشنطن العاصمة: البيت الأبيض. Archived from the original on 2017-12-10. Retrieved 2017-06-29.{{استشهاد بخبر}}:  صيانة الاستشهاد: أسماء عددية: قائمة المؤلفين (link) صيانة الاستشهاد: أسماء متعددة: قائمة المؤلفين (link) صيانة الاستشهاد: علامات ترقيم زائدة (link)
487. ↑  Clark، Evan (29 يونيو 2017). "Trump Expands Duty-Free Treatment for Travel Goods". Women's Wear Daily. United States: شركة بينسكي الإعلامية  [لغات أخرى]‏. ISSN:0043-7581. مؤرشف من الأصل في 2019-11-29. اطلع عليه بتاريخ 2017-06-29.{{استشهاد بدورية محكمة}}:  صيانة الاستشهاد: علامات ترقيم زائدة (link)
488. ↑  "Expanding the Generalized System of Preferences Pursuant to sections 501 and 503(a)(1)(A) of the Trade Act of 1974". السجل الفدرالي الأمريكي. واشنطن العاصمة: إدارة الأرشيف والوثائق الوطنية. 29 يونيو 2017. مؤرشف من الأصل في 2017-07-15. اطلع عليه بتاريخ 2017-06-30.{{استشهاد بخبر}}:  صيانة الاستشهاد: BOT: original URL status unknown (link)
489. ↑  Office of the Press Secretary  [لغات أخرى]‏ (14 Jul 2017). "President Donald J. Trump Proclaims July 16 through July 22, 2017, as Captive Nations Week". وايت هاوس دوت جوف (بالإنجليزية). واشنطن العاصمة: البيت الأبيض. Archived from the original on 2017-12-10. Retrieved 2017-07-18.{{استشهاد بخبر}}:  صيانة الاستشهاد: أسماء عددية: قائمة المؤلفين (link) صيانة الاستشهاد: أسماء متعددة: قائمة المؤلفين (link) صيانة الاستشهاد: علامات ترقيم زائدة (link)
490. ↑  King، Charles (24 يوليو 2017). "Happy Captive Nations Week!". سلايت (مجلة). United States: The Slate Group. مؤرشف من الأصل في 2018-09-18. اطلع عليه بتاريخ 2017-07-18.
491. ↑  "Captive Nations Week, 20174". السجل الفدرالي الأمريكي. واشنطن العاصمة: إدارة الأرشيف والوثائق الوطنية. 29 يونيو 2017. مؤرشف من الأصل في 2017-08-22. اطلع عليه بتاريخ 2017-06-30.{{استشهاد بخبر}}:  صيانة الاستشهاد: BOT: original URL status unknown (link)
492. ↑  Office of the Press Secretary  [لغات أخرى]‏ (17 Jul 2017). "President Donald J. Trump Proclaims July 17, 2017, as Made in America Day and this Week, July 16 through July 22, as Made in America Week". وايت هاوس دوت جوف (بالإنجليزية). واشنطن العاصمة: البيت الأبيض. Archived from the original on 2017-12-10. Retrieved 2017-07-18.{{استشهاد بخبر}}:  صيانة الاستشهاد: أسماء عددية: قائمة المؤلفين (link) صيانة الاستشهاد: أسماء متعددة: قائمة المؤلفين (link) صيانة الاستشهاد: علامات ترقيم زائدة (link)
493. ↑  Jackson، David= (17 يوليو 2017). "Under pressure from Russia, Trump hosts 'Made in America' week to talk about jobs instead". يو إس إيه توداي. [[ماكلين (فرجينيا)|]]، فرجينيا: Gannett Company. مؤرشف من الأصل في 2018-02-15. اطلع عليه بتاريخ 2017-07-18.
494. ↑  Savransky، Rebecca (17 يوليو 2017). "Dems: Made in America Week 'the epitome of President Trump's hypocrisy'". ذا هل (صحيفة). واشنطن العاصمة: Capitol Hill Publishing Corp. مؤرشف من الأصل في 2018-07-03. اطلع عليه بتاريخ 2017-07-18.
495. ↑  Klein، Betsy (17 يوليو 2017). "White House defends Ivanka Trump brand during 'Made in America' Week". سي إن إن. أتلانتا (جورجيا): نظام تيرنر للبث (تايم وارنر). مؤرشف من الأصل في 2017-12-03. اطلع عليه بتاريخ 2017-07-18.
496. ↑  Cone، Allen (16 يوليو 2017). "White House to promote U.S. products with 'Made in America' week". UPI. واشنطن العاصمة: News World Communications. مؤرشف من الأصل في 2018-07-17. اطلع عليه بتاريخ 2017-07-18.
497. ↑  "Made in America Day, 2017 and Made in America Week, 2017". السجل الفدرالي الأمريكي. واشنطن العاصمة: إدارة الأرشيف والوثائق الوطنية. 17 يوليو 2017. مؤرشف من الأصل في 2017-08-22. اطلع عليه بتاريخ 2017-07-20.{{استشهاد بخبر}}:  صيانة الاستشهاد: BOT: original URL status unknown (link)
498. ↑  Office of the Press Secretary  [لغات أخرى]‏ (25 Jul 2017). "President Donald J. Trump Proclaims July 26, 2017, as a Day in Celebration of the 27th Anniversary of the Americans with Disabilities Act". وايت هاوس دوت جوف (بالإنجليزية). واشنطن العاصمة: البيت الأبيض. Archived from the original on 2017-12-10. Retrieved 2017-07-25.{{استشهاد بخبر}}:  صيانة الاستشهاد: أسماء عددية: قائمة المؤلفين (link) صيانة الاستشهاد: أسماء متعددة: قائمة المؤلفين (link) صيانة الاستشهاد: علامات ترقيم زائدة (link)
499. ↑  "27th Anniversary of the Americans with Disabilities Act". New England ADA Center. بوسطن: ADA National Network. مؤرشف من الأصل في 2019-04-11. اطلع عليه بتاريخ 2017-07-25.
500. ↑  "Made in America Day, 2017 and Made in America Week, 2017". السجل الفدرالي الأمريكي. واشنطن العاصمة: إدارة الأرشيف والوثائق الوطنية. 25 يوليو 2017. مؤرشف من الأصل في 2017-07-31. اطلع عليه بتاريخ 2017-07-31.{{استشهاد بخبر}}:  صيانة الاستشهاد: BOT: original URL status unknown (link)
501. ↑  realDonaldTrump (26 يوليو 2017). "President Trump Proclaims July 27, 2017, as National Korean War Veterans Armistice Day" (تغريدة).  "نسخة مؤرشفة". مؤرشف من الأصل في 2020-07-10. اطلع عليه بتاريخ 2017-08-22.{{استشهاد ويب}}:  صيانة الاستشهاد: BOT: original URL status unknown (link)
502. ↑  Eschiliman، Bob (27 يوليو 2017). "President Trump Vows America Will Never Forget the Veterans of the 'Forgotten War'". Charisma. ليك ماري: Charisma Media. مؤرشف من الأصل في 2018-06-13. اطلع عليه بتاريخ 2017-07-28.
503. ↑  "National Korean War Veterans Armistice Day, 2017". السجل الفدرالي الأمريكي. واشنطن العاصمة: إدارة الأرشيف والوثائق الوطنية. 26 يوليو 2017. مؤرشف من الأصل في 2017-08-01. اطلع عليه بتاريخ 2017-08-01.{{استشهاد بخبر}}:  صيانة الاستشهاد: BOT: original URL status unknown (link)
504. ↑  Office of the Press Secretary  [لغات أخرى]‏ (24 Mar 2017). "Presidential Memorandum Regarding the Continuation of the National Emergency with Respect to South Sudan". وايت هاوس دوت جوف (بالإنجليزية). واشنطن العاصمة: البيت الأبيض. Archived from the original on 2017-12-10. Retrieved 2017-03-24.{{استشهاد بخبر}}:  صيانة الاستشهاد: أسماء عددية: قائمة المؤلفين (link) صيانة الاستشهاد: أسماء متعددة: قائمة المؤلفين (link) صيانة الاستشهاد: علامات ترقيم زائدة (link)
505. ↑  "Continuation of the National Emergency With Respect to South Sudan". السجل الفدرالي الأمريكي. واشنطن العاصمة: إدارة الأرشيف والوثائق الوطنية. 24 مارس 2017. مؤرشف من الأصل في 2017-03-24. اطلع عليه بتاريخ 2017-03-24.{{استشهاد بخبر}}:  صيانة الاستشهاد: BOT: original URL status unknown (link)
506. ↑  Office of the Press Secretary  [لغات أخرى]‏ (29 Mar 2017). "Presidential Notice Regarding the Continuation of the National Emergency with Respect to Significant Malicious Cyber-Enabled Activities". وايت هاوس دوت جوف (بالإنجليزية). واشنطن العاصمة: البيت الأبيض. Archived from the original on 2017-10-21. Retrieved 2017-04-01.{{استشهاد بخبر}}:  صيانة الاستشهاد: أسماء عددية: قائمة المؤلفين (link) صيانة الاستشهاد: أسماء متعددة: قائمة المؤلفين (link) صيانة الاستشهاد: علامات ترقيم زائدة (link)
507. ↑  "Continuation of the National Emergency With Respect to Significant Malicious Cyber-Enabled Activities". السجل الفدرالي الأمريكي. واشنطن العاصمة: إدارة الأرشيف والوثائق الوطنية. 31 مارس 2017. مؤرشف من الأصل في 2017-03-31. اطلع عليه بتاريخ 2017-04-01.{{استشهاد بخبر}}:  صيانة الاستشهاد: BOT: original URL status unknown (link)
508. ↑  "Notice Regarding the Continuation of the National Emergency with Respect to Significant Malicious Cyber-Enabled Activities". الحكومة الفيدرالية للولايات المتحدة. United States: بلوغر. 30 مارس 2017. مؤرشف من الأصل في 2017-09-13. اطلع عليه بتاريخ 2017-04-01.
509. ↑  Office of the Press Secretary  [لغات أخرى]‏ (6 Apr 2017). "Presidential Notice Regarding the Continuation of the National Emergency with Respect to Somalia". وايت هاوس دوت جوف (بالإنجليزية). واشنطن العاصمة: البيت الأبيض. Archived from the original on 2017-10-21. Retrieved 2017-04-06.{{استشهاد بخبر}}:  صيانة الاستشهاد: أسماء عددية: قائمة المؤلفين (link) صيانة الاستشهاد: أسماء متعددة: قائمة المؤلفين (link) صيانة الاستشهاد: علامات ترقيم زائدة (link)
510. ↑  "Continuation of the National Emergency with Respect to Somalia". السجل الفدرالي الأمريكي. واشنطن العاصمة: إدارة الأرشيف والوثائق الوطنية. 7 أبريل 2017. مؤرشف من الأصل في 2017-04-09. اطلع عليه بتاريخ 2017-04-07.{{استشهاد بخبر}}:  صيانة الاستشهاد: BOT: original URL status unknown (link)
511. ↑  "Notice Regarding the Continuation of the National Emergency with Respect to Somalia". Topix. بالو ألتو (كاليفورنيا): Topix, LLC. 6 أبريل 2017. مؤرشف من الأصل في 2017-04-07. اطلع عليه بتاريخ 2017-04-06.
512. ↑  Office of the Press Secretary  [لغات أخرى]‏ (9 May 2017). "Presidential Notice Regarding the Continuation of the National Emergency with Respect to Yemen". وايت هاوس دوت جوف (بالإنجليزية). واشنطن العاصمة: البيت الأبيض. Archived from the original on 2017-10-10. Retrieved 2017-05-10.{{استشهاد بخبر}}:  صيانة الاستشهاد: أسماء عددية: قائمة المؤلفين (link) صيانة الاستشهاد: أسماء متعددة: قائمة المؤلفين (link) صيانة الاستشهاد: علامات ترقيم زائدة (link)
513. ↑  "Continuation of the National Emergency with Respect to Yemen". السجل الفدرالي الأمريكي. واشنطن العاصمة: إدارة الأرشيف والوثائق الوطنية. 9 مايو 2017. مؤرشف من الأصل في 2017-05-10. اطلع عليه بتاريخ 2017-05-10.{{استشهاد بخبر}}:  صيانة الاستشهاد: BOT: original URL status unknown (link)
514. ↑  "Continuation of the National Emergency with Respect to the Actions of the Government of Syria". السجل الفدرالي الأمريكي. واشنطن العاصمة: إدارة الأرشيف والوثائق الوطنية. 9 مايو 2017. مؤرشف من الأصل في 2017-06-08. اطلع عليه بتاريخ 2017-05-10.{{استشهاد بخبر}}:  صيانة الاستشهاد: BOT: original URL status unknown (link)
515. ↑  Office of the Press Secretary  [لغات أخرى]‏ (9 May 2017). "Presidential Notice Regarding the Continuation of the National Emergency with Respect to the Central African Republic". وايت هاوس دوت جوف (بالإنجليزية). واشنطن العاصمة: البيت الأبيض. Archived from the original on 2017-10-21. Retrieved 2017-05-10.{{استشهاد بخبر}}:  صيانة الاستشهاد: أسماء عددية: قائمة المؤلفين (link) صيانة الاستشهاد: أسماء متعددة: قائمة المؤلفين (link) صيانة الاستشهاد: علامات ترقيم زائدة (link)
516. ↑  "Continuation of the National Emergency with Respect to the Central African Republic". السجل الفدرالي الأمريكي. واشنطن العاصمة: إدارة الأرشيف والوثائق الوطنية. 9 مايو 2017. مؤرشف من الأصل في 2017-06-08. اطلع عليه بتاريخ 2017-05-10.{{استشهاد بخبر}}:  صيانة الاستشهاد: BOT: original URL status unknown (link)
517. ↑  Blanchard 2009، صفحة 17.
518. ↑  Zedalis 2010، صفحة 178.
519. ↑  "Continuation of the National Emergency with Respect to the Stabilization of Iraq". السجل الفدرالي الأمريكي. واشنطن العاصمة: إدارة الأرشيف والوثائق الوطنية. 16 مايو 2017. مؤرشف من الأصل في 2017-06-08. اطلع عليه بتاريخ 2017-05-18.{{استشهاد بخبر}}:  صيانة الاستشهاد: BOT: original URL status unknown (link)
520. ↑  Office of the Press Secretary  [لغات أخرى]‏ (13 Jun 2017). "Presidential Memorandum on the Text of a Letter from the President to the Congress of the United States regarding the Continuation of the National Emergency With Respect to the Actions and Policies of Certain Members of the Government of Belarus and Other Persons to Undermine Democratic Processes or Institutions of Belarus". وايت هاوس دوت جوف (بالإنجليزية). واشنطن العاصمة: البيت الأبيض. Archived from the original on 2017-12-10. Retrieved 2017-06-17.{{استشهاد بخبر}}:  صيانة الاستشهاد: أسماء عددية: قائمة المؤلفين (link) صيانة الاستشهاد: أسماء متعددة: قائمة المؤلفين (link) صيانة الاستشهاد: علامات ترقيم زائدة (link)
521. ↑  Office of the Press Secretary  [لغات أخرى]‏ (13 May 2017). "Presidential Notice Regarding the Continuation of the National Emergency With Respect to the Actions and Policies of Certain Members of the Government of Belarus and Other Persons to Undermine Democratic Processes or Institutions of Belarus". وايت هاوس دوت جوف (بالإنجليزية). واشنطن العاصمة: البيت الأبيض. Archived from the original on 2017-10-28. Retrieved 2017-06-16.{{استشهاد بخبر}}:  صيانة الاستشهاد: أسماء عددية: قائمة المؤلفين (link) صيانة الاستشهاد: أسماء متعددة: قائمة المؤلفين (link) صيانة الاستشهاد: علامات ترقيم زائدة (link)
522. ↑  "Continuation of the National Emergency With Respect to the Actions and Policies of Certain Members of the Government of Belarus and Other Persons to Undermine Democratic Processes or Institutions of Belarus". السجل الفدرالي الأمريكي. واشنطن العاصمة: إدارة الأرشيف والوثائق الوطنية. 16 مايو 2017. مؤرشف من الأصل في 2017-06-08. اطلع عليه بتاريخ 2017-06-16.{{استشهاد بخبر}}:  صيانة الاستشهاد: BOT: original URL status unknown (link)
523. ↑  Office of the Press Secretary  [لغات أخرى]‏ (21 Jun 2017). "Presidential Memorandum on A Message to the Congress of the United States on the Continuation of the National Emergency with Respect to North Korea". وايت هاوس دوت جوف (بالإنجليزية). واشنطن العاصمة: البيت الأبيض. Archived from the original on 2017-12-10. Retrieved 2017-06-28.{{استشهاد بخبر}}:  صيانة الاستشهاد: أسماء عددية: قائمة المؤلفين (link) صيانة الاستشهاد: أسماء متعددة: قائمة المؤلفين (link) صيانة الاستشهاد: علامات ترقيم زائدة (link)
524. ↑  Office of the Press Secretary  [لغات أخرى]‏ (21 Jun 2017). "Presidential Notice Regarding the Continuation of the National Emergency with Respect to North Korea". وايت هاوس دوت جوف (بالإنجليزية). واشنطن العاصمة: البيت الأبيض. Archived from the original on 2017-12-10. Retrieved 2017-06-28.{{استشهاد بخبر}}:  صيانة الاستشهاد: أسماء عددية: قائمة المؤلفين (link) صيانة الاستشهاد: أسماء متعددة: قائمة المؤلفين (link) صيانة الاستشهاد: علامات ترقيم زائدة (link)
525. ↑  "Continuation of the National Emergency with Respect to North Korea". السجل الفدرالي الأمريكي. واشنطن العاصمة: إدارة الأرشيف والوثائق الوطنية. 21 مايو 2017. مؤرشف من الأصل في 2017-06-23. اطلع عليه بتاريخ 2017-06-28.{{استشهاد بخبر}}:  صيانة الاستشهاد: BOT: original URL status unknown (link)
526. ↑  Office of the Press Secretary  [لغات أخرى]‏ (21 Jun 2017). "Presidential Memorandum on A Message to the Congress of the United States on the Continuation of the National Emergency with Respect to the Western Balkans". وايت هاوس دوت جوف (بالإنجليزية). واشنطن العاصمة: البيت الأبيض. Archived from the original on 2017-12-10. Retrieved 2017-06-28.{{استشهاد بخبر}}:  صيانة الاستشهاد: أسماء عددية: قائمة المؤلفين (link) صيانة الاستشهاد: أسماء متعددة: قائمة المؤلفين (link) صيانة الاستشهاد: علامات ترقيم زائدة (link)
527. ↑  Office of the Press Secretary  [لغات أخرى]‏ (21 Jun 2017). "Presidential Notice Regarding the Continuation of the National Emergency with Respect to the Western Balkans". وايت هاوس دوت جوف (بالإنجليزية). واشنطن العاصمة: البيت الأبيض. Archived from the original on 2017-12-10. Retrieved 2017-06-28.{{استشهاد بخبر}}:  صيانة الاستشهاد: أسماء عددية: قائمة المؤلفين (link) صيانة الاستشهاد: أسماء متعددة: قائمة المؤلفين (link) صيانة الاستشهاد: علامات ترقيم زائدة (link)
528. ↑  "Continuation of the National Emergency with Respect to the Western Balkans". السجل الفدرالي الأمريكي. واشنطن العاصمة: إدارة الأرشيف والوثائق الوطنية. 21 يونيو 2017. مؤرشف من الأصل في 2017-07-16. اطلع عليه بتاريخ 2017-06-28.{{استشهاد بخبر}}:  صيانة الاستشهاد: BOT: original URL status unknown (link)
529. ↑  Office of the Press Secretary  [لغات أخرى]‏ (19 Jul 2017). "Presidential Memorandum on A Message to the Congress of the United States on the Continuation of the National Emergency with Respect to Transnational Criminal Organizations". وايت هاوس دوت جوف (بالإنجليزية). واشنطن العاصمة: البيت الأبيض. Archived from the original on 2017-12-10. Retrieved 2017-07-20.{{استشهاد بخبر}}:  صيانة الاستشهاد: أسماء عددية: قائمة المؤلفين (link) صيانة الاستشهاد: أسماء متعددة: قائمة المؤلفين (link) صيانة الاستشهاد: علامات ترقيم زائدة (link)
530. ↑  Office of the Press Secretary  [لغات أخرى]‏ (19 Jul 2017). "Presidential Notice Regarding the Continuation of the National Emergency with Respect to Transnational Criminal Organizations". وايت هاوس دوت جوف (بالإنجليزية). واشنطن العاصمة: البيت الأبيض. Archived from the original on 2017-12-10. Retrieved 2017-07-20.{{استشهاد بخبر}}:  صيانة الاستشهاد: أسماء عددية: قائمة المؤلفين (link) صيانة الاستشهاد: أسماء متعددة: قائمة المؤلفين (link) صيانة الاستشهاد: علامات ترقيم زائدة (link)
531. ↑  "Continuation of the National Emergency with Respect to Transnational Criminal Organizations". السجل الفدرالي الأمريكي. واشنطن العاصمة: إدارة الأرشيف والوثائق الوطنية. 19 يوليو 2017. مؤرشف من الأصل في 2017-08-22. اطلع عليه بتاريخ 2017-07-20.{{استشهاد بخبر}}:  صيانة الاستشهاد: BOT: original URL status unknown (link)
532. ↑  Office of the Press Secretary  [لغات أخرى]‏ (20 Jul 2017). "Presidential Notice Regarding the Second Continuation of the National Emergency with Respect to Transnational Criminal Organizations". وايت هاوس دوت جوف (بالإنجليزية). واشنطن العاصمة: البيت الأبيض. Archived from the original on 2017-12-10. Retrieved 2017-07-21.{{استشهاد بخبر}}:  صيانة الاستشهاد: أسماء عددية: قائمة المؤلفين (link) صيانة الاستشهاد: أسماء متعددة: قائمة المؤلفين (link) صيانة الاستشهاد: علامات ترقيم زائدة (link)
533. ↑  "Second Continuation of the National Emergency with Respect to Transnational Criminal Organizations". السجل الفدرالي الأمريكي. واشنطن العاصمة: إدارة الأرشيف والوثائق الوطنية. 20 يوليو 2017. مؤرشف من الأصل في 2017-07-21. اطلع عليه بتاريخ 2017-07-21.{{استشهاد بخبر}}:  صيانة الاستشهاد: BOT: original URL status unknown (link)
534. ↑  Office of the Press Secretary  [لغات أخرى]‏ (29 Jul 2017). "Presidential Notice Regarding the Continuation of the National Emergency with Respect to Lebanon". وايت هاوس دوت جوف (بالإنجليزية). واشنطن العاصمة: البيت الأبيض. Archived from the original on 2017-12-10. Retrieved 2017-07-29.{{استشهاد بخبر}}:  صيانة الاستشهاد: أسماء عددية: قائمة المؤلفين (link) صيانة الاستشهاد: أسماء متعددة: قائمة المؤلفين (link) صيانة الاستشهاد: علامات ترقيم زائدة (link)
535. ↑  "Continuation of the National Emergency With Respect to Lebanon". السجل الفدرالي الأمريكي. واشنطن العاصمة: إدارة الأرشيف والوثائق الوطنية. 29 يوليو 2017. مؤرشف من الأصل في 2017-07-31. اطلع عليه بتاريخ 2017-07-31.{{استشهاد بخبر}}:  صيانة الاستشهاد: BOT: original URL status unknown (link)
536. ↑  Office of the Press Secretary  [لغات أخرى]‏ (23 May 2017). "Presidential Sequestration Order for Fiscal Year 2018". وايت هاوس دوت جوف (بالإنجليزية). واشنطن العاصمة: البيت الأبيض. Archived from the original on 2017-12-07. Retrieved 2017-05-29.{{استشهاد بخبر}}:  صيانة الاستشهاد: أسماء عددية: قائمة المؤلفين (link) صيانة الاستشهاد: أسماء متعددة: قائمة المؤلفين (link) صيانة الاستشهاد: علامات ترقيم زائدة (link)
537. ↑  Lowrey، Annie (16 مارس 2017). "Why Sequestration Is Poised to Kill Trump's Budget". ذا أتلانتيك. واشنطن العاصمة: Atlantic Media. مؤرشف من الأصل في 2018-02-03. اطلع عليه بتاريخ 2017-05-29.
538. ↑  "Sequestration Order for Fiscal Year 2018 Pursuant to Section 251A of the Balanced Budget and Emergency Deficit Control Act, as Amended". السجل الفدرالي الأمريكي. واشنطن العاصمة: إدارة الأرشيف والوثائق الوطنية. 23 مايو 2017. مؤرشف من الأصل في 2017-05-26. اطلع عليه بتاريخ 2017-05-29.{{استشهاد بخبر}}:  صيانة الاستشهاد: BOT: original URL status unknown (link)
539. ↑  Yee، Vivian (25 أبريل 2017). "Judge Blocks Trump Effort to Withhold Money From Sanctuary Cities". نيويورك تايمز. نيويورك: شركة نيويورك تايمز. مؤرشف من الأصل في 2018-07-14. اطلع عليه بتاريخ 2017-04-26.
540. ↑  Gomez، Alan (25 أبريل 2017). "Federal judge blocks Trump plan to punish 'sanctuary cities'". يو إس إيه توداي. [[ماكلين (فرجينيا)|]]: Gannett Company. مؤرشف من الأصل في 2018-02-02. اطلع عليه بتاريخ 2017-04-26.
541. ↑  Kopan، Tal (25 أبريل 2017). "Judge blocks part of Trump's sanctuary cities executive order". سي إن إن. أتلانتا (جورجيا): نظام تيرنر للبث (تايم وارنر). مؤرشف من الأصل في 2018-07-15. اطلع عليه بتاريخ 2017-04-26.
542. ↑  Jacobo، Julia؛ Katersky، Aaron (25 أبريل 2017). "Federal judge rules Trump cannot punish sanctuary cities by withholding funds". إيه بي سي نيوز. نيويورك: ABC. مؤرشف من الأصل في 2017-12-05. اطلع عليه بتاريخ 2017-04-26.
543. ↑  Gonzales، Richard (15 مارس 2017). "Trump Travel Ban Blocked Nationwide By Federal Judges In Hawaii, Maryland". الإذاعة الوطنية العامة. واشنطن العاصمة: شركة البث العام الأمريكي. مؤرشف من الأصل في 2020-03-13. اطلع عليه بتاريخ 2017-04-04.
544. ↑  "Donald Trump's travel ban suffers fresh court setback". فاينانشال تايمز. لندن: The Nikkei. 30 مارس 2017. مؤرشف من الأصل في 2018-06-26. اطلع عليه بتاريخ 2017-03-30.
545. ↑  Werner، Erica؛ Jalonick، Mary Clare (29 مارس 2017). "Federal judge in Hawaii extends order halting Trump's travel ban". شيكاغو تريبيون. شيكاغو: Tronc, Inc.  [لغات أخرى]‏. مؤرشف من الأصل في 2018-07-20. اطلع عليه بتاريخ 2017-04-04.{{استشهاد بخبر}}:  صيانة الاستشهاد: علامات ترقيم زائدة (link)
546. ↑  Liptak، Adam (25 مايو 2017). "Appeals Court Will Not Reinstate Trump's Revised Travel Ban". نيويورك تايمز. نيويورك: شركة نيويورك تايمز. مؤرشف من الأصل في 2018-07-21. اطلع عليه بتاريخ 2017-06-29.
547. ↑  de Vogue، Ariane؛ Jarrett، Laura (2 يونيو 2017). "Trump admin appeals travel ban case to Supreme Court". سي إن إن. أتلانتا (جورجيا): نظام تيرنر للبث (تايم وارنر). مؤرشف من الأصل في 2018-07-18. اطلع عليه بتاريخ 2017-06-02.
548. ↑  de Vogue، Ariane (26 يونيو 2017). "Supreme Court allows parts of travel ban to go into effect". سي إن إن. أتلانتا (جورجيا): نظام تيرنر للبث (تايم وارنر). مؤرشف من الأصل في 2018-07-16. اطلع عليه بتاريخ 2017-06-29.
549. ↑  Hjelmgaard، Kim (26 أبريل 2017). "Trump backtracks: U.S. will not withdraw from NAFTA". يو إس إيه توداي. [[ماكلين (فرجينيا)|]]: Gannett Company. مؤرشف من الأصل في 2018-02-14. اطلع عليه بتاريخ 2017-04-27.